# 国鉄14系客車

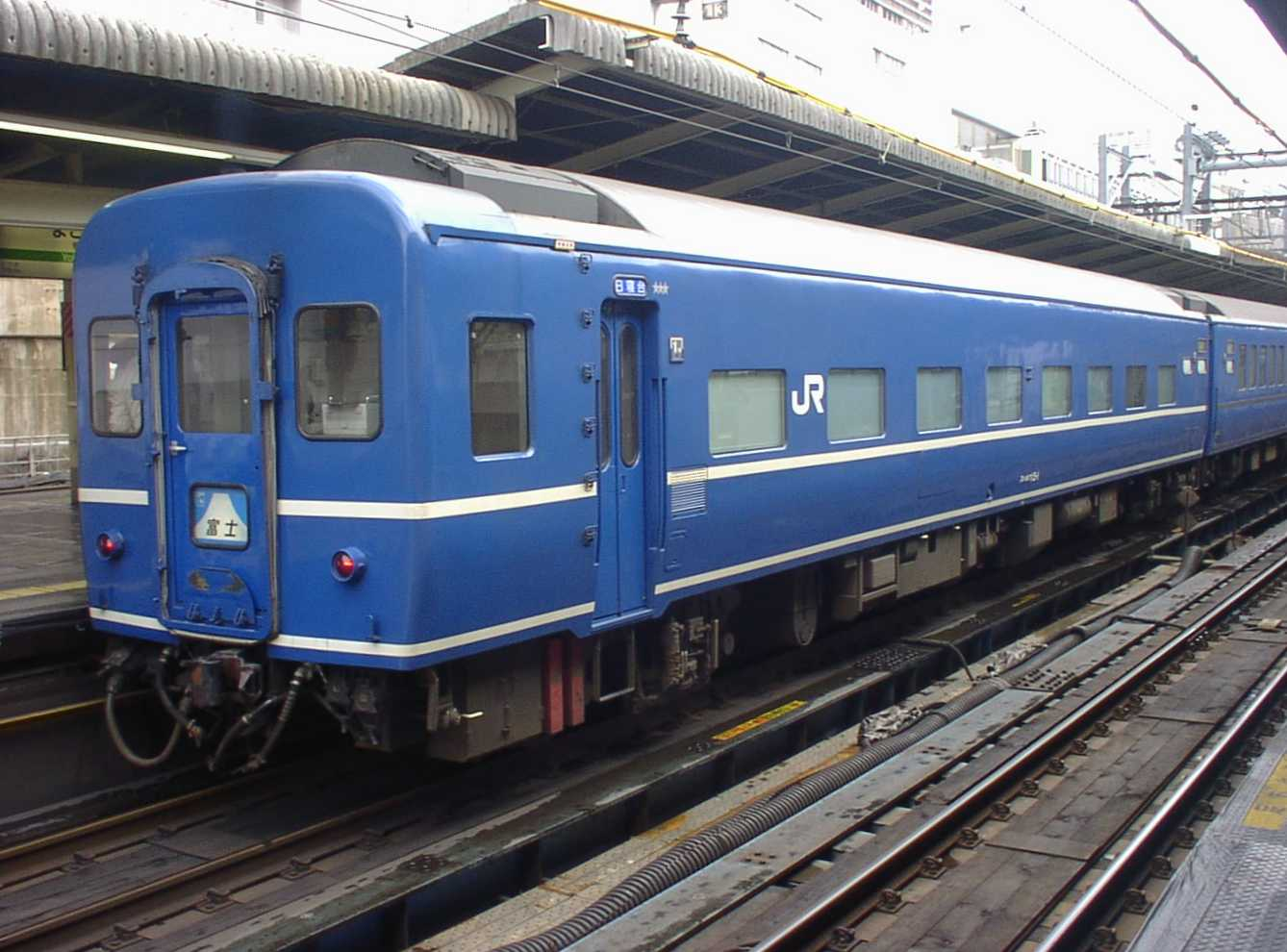
「富士」で使用された14系15形

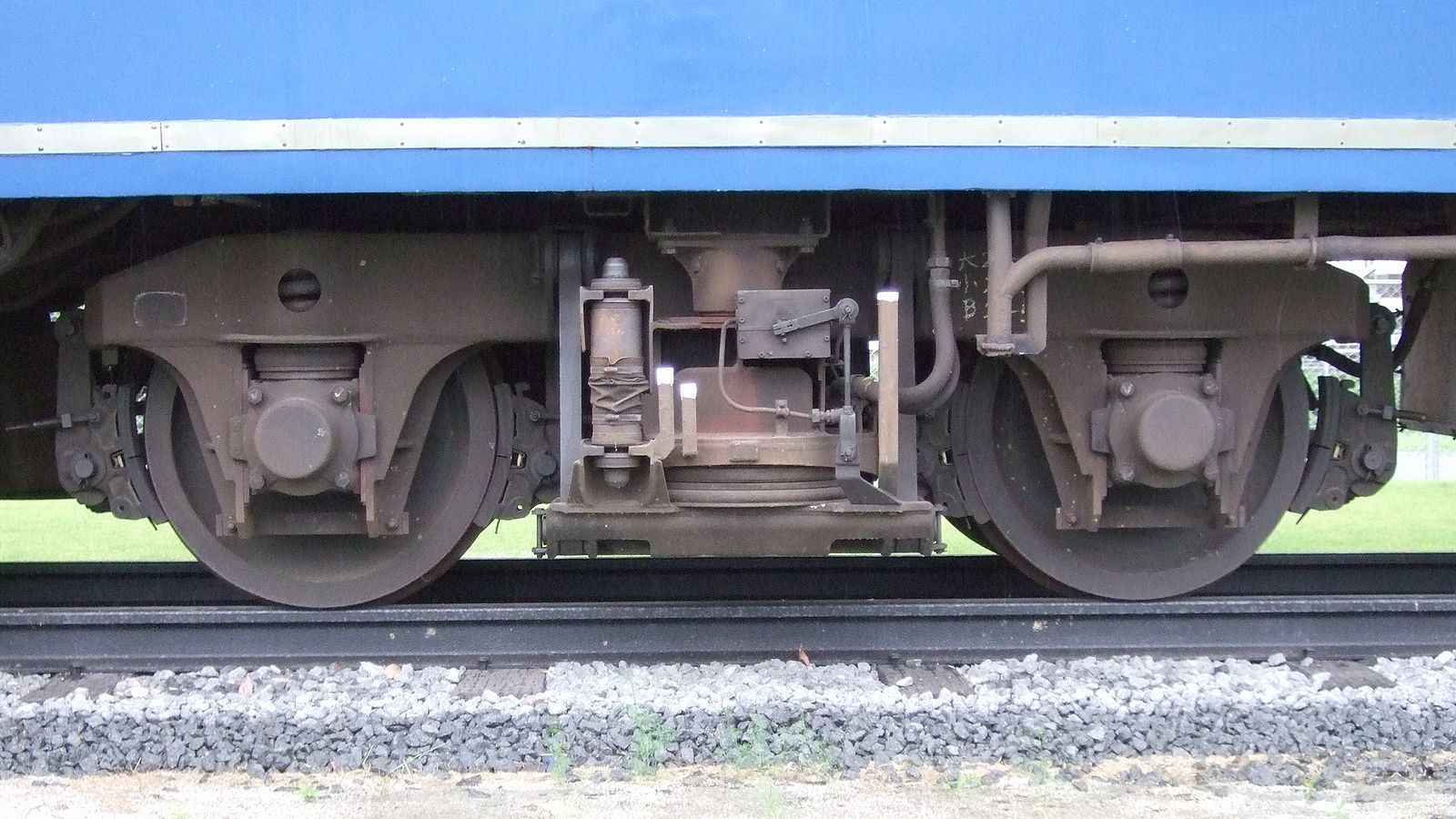
14系・24系の多くの車両に使用されているTR217C形台車

国鉄14系客車（こくてつ14けいきゃくしゃ）は、日本国有鉄道（国鉄）が1971年（昭和46年）より設計・製造した客車の形式。
客車の冷暖房用などのサービス電源を、床下のディーゼル発電機でまかなう「分散電源方式」を初めて採用した12系客車をベースとし、同じく分散電源方式を踏襲しつつ、特急列車での使用を前提とした車内設備に変更した客車が本系列である。寝台特急列車に使用する寝台車と昼行特急列車や座席夜行列車に使用する座席車があり、さらに寝台車は製造時期や仕様の違いにより14形と15形に分かれているが、いずれもサービス電源等の仕様は基本的に同一で、混用可能である。
第15回（1972年）鉄道友の会ブルーリボン賞受賞。

## 寝台車
20系客車は寝台列車として大成功を収めたが、列車内でのサービス電源を電源車から供給する「集中電源方式」を採用していたことから、多層建て列車として運行する際には、分割された編成に給電するための別の電源車を必要とし、これが運用上の制約となった。さらに20系客車はブレーキ装置についても機関車から圧縮空気の供給を受けるシステムであったため、牽引機関車が増圧用元空気溜め管設備のある機関車に限定されるなど、こちらの方でも運用上の制約が大きかった。
この運用上の制約を排除するため、客車のサービス電源を床下のディーゼル発電機でまかなう「分散電源方式」を採用して増備していた、12系客車を基本とした寝台車として設計・製作された形式が14系寝台車である。製造年度によりB寝台車室の違いなどから、14形・15形と2種類に分類される。
20系では電磁ロックのみで開閉は手動式であった乗降用の折戸は、ドアエンジンを装備して自動化された。また、電動方向幕装置も設置されている。ブレーキは110km/h対応ながら機関車からの空気供給の必要性がないCL形自動空気ブレーキを採用したため、20系のような牽引機関車の限定をなくした。冷房装置は準集中型のAU76形を両端部の屋根上に1両あたり2台搭載した。20系よりも広い寝台幅は好評でアコモデーションや乗り心地の改善も評価された。20系よりも接客設備を向上させ利用者からも好評であった一方で、利用者を驚かす全く新しいサービスが供給されなかったことを惜しむ意見もある。

### 製造の状況（寝台車）
1970年（昭和45年）-1977年（昭和52年）の製造予算は以下の通りである。
| 予算区分                 | 形式         | 製造所         | 製造所          | 製造所          | 両数  |
| 予算区分                 | 形式         | 新潟鐵工所     | 富士重工業      | 日本車輌製造    | 両数  |
| ------------------------ | ------------ | -------------- | --------------- | --------------- | ----- |
| 昭和45年度 第3次債務負担 | オハネ14形   | 1              | 2               | 3 - 7           | 10両  |
| 昭和45年度 第3次債務負担 | スハネフ14形 | 1              | 2               | 3               | 10両  |
| 昭和46年度 本予算        | オロネ14形   |                |                 | 1 - 7           | 84両  |
| 昭和46年度 本予算        | オハネ14形   | 8 - 11 37 - 41 | 12 - 16 42 - 46 | 16 - 36 47 - 53 | 84両  |
| 昭和46年度 本予算        | スハネフ14形 | 4 - 7 20 - 22  | 8・9 23・24     | 10 - 19 25 - 27 | 84両  |
| 昭和46年度 本予算        | オシ14形     | 1 - 7          |                 |                 | 84両  |
| 昭和46年度 第3次債務負担 | オロネ14形   |                |                 | 8 - 12          | 63両  |
| 昭和46年度 第3次債務負担 | オハネ14形   | 54 - 69        | 70 - 85         | 86 - 88         | 63両  |
| 昭和46年度 第3次債務負担 | スハネフ14形 | 28 - 35        | 36 - 43         | 44・45          | 63両  |
| 昭和46年度 第3次債務負担 | オシ14形     | 8 - 12         |                 |                 | 63両  |
| 昭和46年度 民有車両      | オロネ14形   |                |                 | 13・14          | 31両  |
| 昭和46年度 民有車両      | オハネ14形   | 89 - 96        | 97 - 104        | 105・106        | 31両  |
| 昭和46年度 民有車両      | スハネフ14形 | 46 - 49        | 50 - 53         | 54              | 31両  |
| 昭和46年度 民有車両      | オシ14形     | 13・14         |                 |                 | 31両  |
| 昭和52年度 第1次債務負担 | オハネ15形   | 1 - 22         | 23 - 42         |                 | 63両  |
| 昭和52年度 第1次債務負担 | スハネフ15形 | 1 - 12         | 13 - 21         |                 | 63両  |
| 製造所別両数             | 製造所別両数 | 92両           | 81両            | 78両            | 251両 |

### 14形寝台車

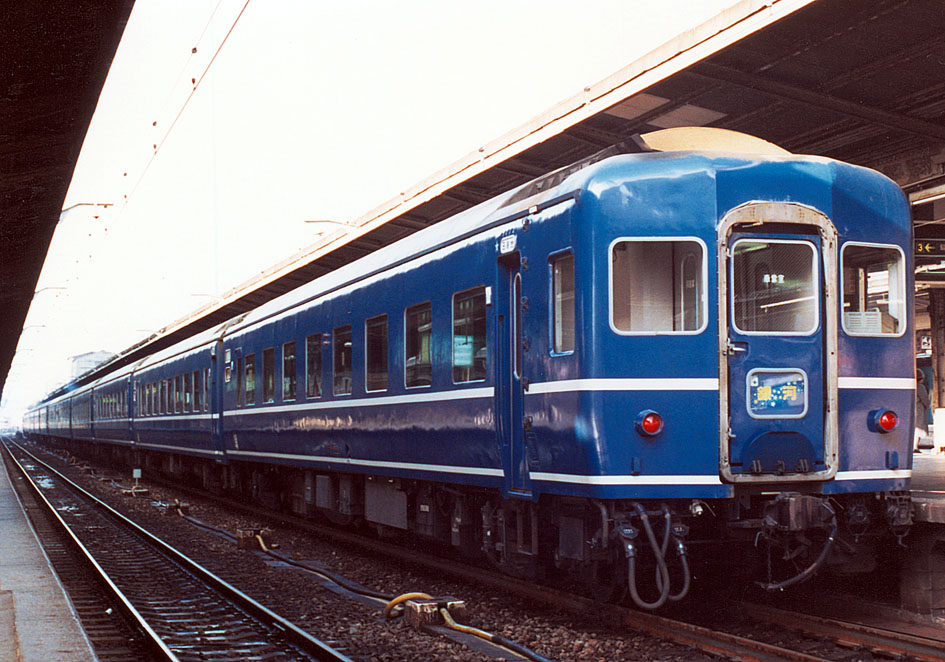
「銀河」で使用された14系14形（1985年ごろ 大阪駅）

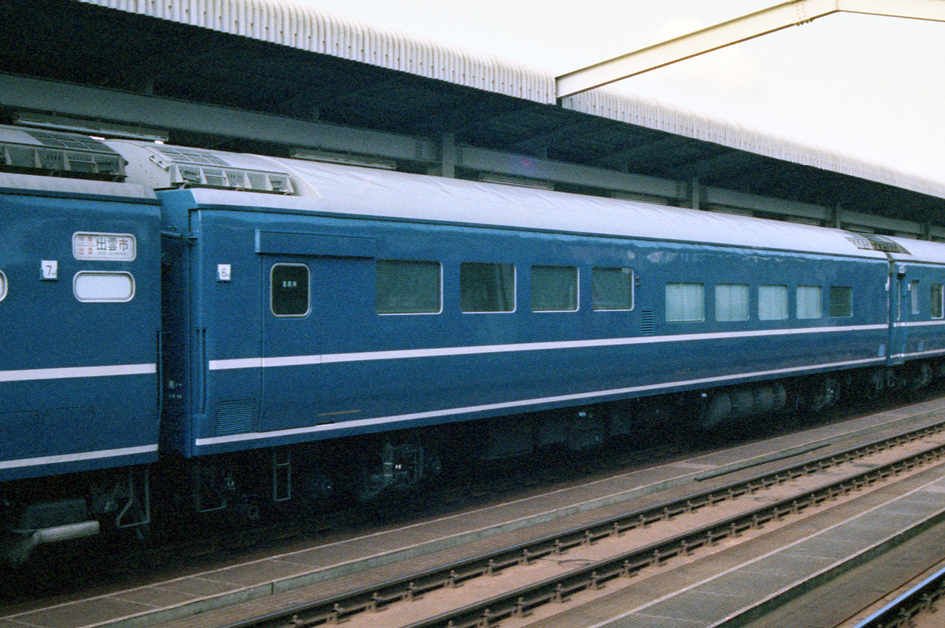
「出雲3・2号」 オシ14 7 （1982年 鳥取駅）

車両の概要としては、上記にあるとおりであるが、特徴としては、B寝台車の内装が、それ以前の標準寝台幅52cmを踏襲した20系客車と異なり、B寝台車のベッド幅を581・583系電車で採用したのと同様の70cmと大型化し、またユニット方式で内装を製造して車内に取り付ける形を初めて採用した。また、寝台車のベッドの収納などを省力化するため、中段寝台の自動昇降装置を初めて取り付けた。
トイレ用処理設備に関しては20系で採用された粉砕式汚物処理装置は設置せず、専用の流し管を床下に設置し、環境式汚物処理装置に関しては準備工事としていたが、昭和45年度量産車では暫定使用として環境式汚物処理を設置した。その後翌年の昭和46年量産車以降では暫定使用から本使用に変更された他、先行試作車に関しても昭和49年に大船工場にて量産化改造時に従来の流し管から処理装置に換装されている。

#### 14形寝台車の新造形式
形式はB寝台車のオハネ14形・スハネフ14形、A寝台車のオロネ14形、食堂車のオシ14形が用意された。A寝台車は輸送力重視のため「プルマンタイプ」の開放式寝台車のみが製造された。合計188両が1971年から翌年にかけて製造されている。
オロネ14形（1 - 14）
A寝台車。20系ナロネ21に相当する形式で、客室はプルマン式で中央の通路を挟んでレール方向に2段寝台を7組ずつ設置、定員は28名である。上段は自動昇降装置により610mm上昇下降させることができる。前位側には洋式と和式の便所を各1つずつと、洗面台が2つ設けられている。後位側には更衣室と喫煙室、乗務員室、物置、出入台（デッキ）が設けられている。更衣室には非常口を設置している。
オハネ14形（1 - 106）
B寝台車。20系ナハネ20に相当する形式で、客室は側廊下式で枕木方向に3段式寝台が並び、定員48名。前位側に和式便所と洗面台が2つずつ設けられている。後位側には更衣室と乗務員室、出入台が設けられている。
スハネフ14形（1 - 54）
B寝台緩急車。20系では分割併合に対応する切妻の貫通形と編成端に連結される丸妻の非貫通形の2タイプがあったが、本形式は分割併合運用のため12系緩急車同様の折妻の貫通型のみとなっている。12系と異なり貫通路には愛称名表示幕が設置されている。客室はオハネ14形と同じ3段寝台であるが、妻面に乗務員室を設けているためその分定員が少なく45名となっており、更衣室もない。出入台は客室と乗務員室の間に設置。便所・洗面台はオハネ14と同じく2つずつ前位に設置している。床下に発電装置を搭載しており、DMF15HS-G形ディーゼルエンジンとDM82形発電機（180kVA）を組み合わせ、三相交流440Vを発生する。自車を含めて5両分を給電できるが、食堂車を含む場合は4両分となる。
オシ14形（1 - 14）
食堂車。当時の電車・気動車の食堂車とほぼ共通の仕様となってコストダウンが図られた。食堂部分は20系ナシ20形の後期形に似た内装で、片持ち式テーブルとFRP製座席が各テーブルに4脚ずつ、定員は40名である。側窓にはカーテンを廃止しベネシャンブラインドを内蔵。小型ハンドルで操作できる。前位側に車内販売準備室と喫煙室があり、喫煙室は食堂従業員仮眠室として使用可能。片廊下式の配膳室・調理室を挟んで後位側妻部に従業員用洋式便所を設置している。

#### 変遷
まず、1971年に急行「瀬戸（下り）2号・（上り）1号」に試作車のオハネ14 1 - 7とスハネフ14 1 - 3が連結され、試験的に運行を開始した。同列車では他の従来型客車と連結する必要があったため、試作車は蒸気暖房(SG)管と電気暖房用引通し線を新製時より搭載している。同年の年末年始輸送では臨時寝台特急として下り「はくつる51号」（12月30日運転）と上り「ゆうづる52号」（1月3日運転）に充当された。
1972年3月ダイヤ改正で寝台特急「さくら」・「みずほ」・「あさかぜ（下り）2号・（上り）3号」の3往復で運用が開始された。その際の編成はこちらを参照されたい。
しかし1972年（昭和47年）に発生した北陸トンネル火災事故を機に、火元となる可能性のある電源エンジンを客室の直下に置く分散電源方式は防火安全対策上問題があるとされ、本形式の製造は一旦中止され、以後の増備は集中電源方式の24系客車に移行した。
1980年代から1990年代にかけてB寝台車の2段寝台化が行われたが、需給関係との兼ね合いもあり、全車には及ばなかった。2段化されなかった車両は急行列車や波動輸送用に使われたほか、JR西日本管轄であった「出雲3・2号」に廉価サービスの一環として、1989年（平成元年）から3段B寝台車を1両連結する措置がとられ、同列車が1998年（平成10年）に電車化されるまで続けられた。
また、個室寝台に改造されたケースもある。
一部の車両は、座席車同様、北海道で使用していた旧形客車を廃車にする際の代替車両用として、耐寒耐雪改造が実施された。この車両は、折戸を引戸に改修するなどの措置が取られており、500番台の車両番号が与えられている。これらは14系500番台座席車同様、急行列車に使用されたが、急行が特急格上げ・気動車化された後、一部は気動車と連結するため改造されたり、「北斗星」の個室車両用に改造（同時に24系に編入）されたりした車両もある。

### 15形寝台車

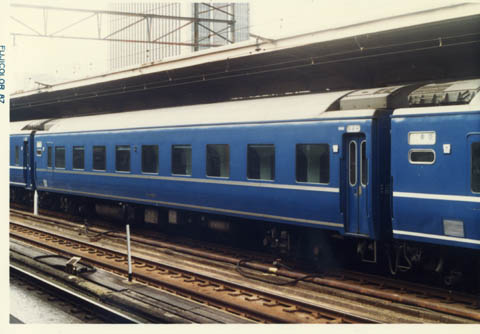
オハネ15 7（1986年ごろ）

14系14形の製造が中止となり24系に移行したものの、多層建て列車で20系同様の問題が発生し、分割併合列車に対応した分散電源方式が再度導入されることになり防火安全対策を強化して1978年（昭和53年）に製造されたグループである。B寝台車のみ63両が製造された。

#### 15形寝台車の新造形式
外観や基本設計は24系25形寝台車（1976年度以降製造の100番台）に準じており、白帯に代えて24系25形同様に窓下に80mm、裾部に60mmのステンレス製飾り帯を巻いている。
2段化されたB寝台車のみが製造された（24系25形のような個室寝台車はない）。電源システムなどは14形と同じで混結が可能である。
オハネ15形（1 - 42）
B寝台車。24系25形のオハネ25形100番台に順じ、車体・車内設備・連結器・窓形状（寝台側の天地が小さい）、寝台の構造（上段固定式の2段寝台）などは同一の設計となっている。定員は34名。オハネ14にあった更衣室や乗務員室がなくなり、和式便所2つのうち1つは枕木方向に変更してドアを折戸としている。洗面所は2つで同じである。
スハネフ15形（1 - 21）
B寝台緩急車。車体・設備等は24系25形のオハネフ25形200番台に準じており、妻面が僅かに折れた切妻形である。また。裾部のステンレス製ラインは妻面に回り込んでいない。
定員はオハネ15より2人少ない32名（8ボックス）である。便所・洗面所はオハネ15形と同様である。ハロン式自動消火装置を設置、高度化した防火対策を講じるとともに、騒音対策を施している。発電装置はスハネフ14同様にDMF15HS-G形ディーゼルエンジンとDM82形発電機（180kVA）を組み合わせ、三相交流440Vを発生する。自車を含めて5両分を給電できる。

#### 変遷
落成後、早岐客貨車区に配属され1978年10月から「あかつき」2往復に投入されたが、1984年（昭和61年）2月に向日町運転所（現・京都総合運転所）に転属となり、「明星」（「あかつき」佐世保編成1往復の振替）にも使用されることになった。
国鉄の分割民営化を控えた1986年（昭和61年）に「あかつき」の減車および1往復削減に伴い、一部の15形が熊本運転所へ転属し、14形に混じって「さくら」・「みずほ」にも投入された。
JR化以降、12系と併結の急行「だいせん」・「ちくま」などにも使用された。
「あかつき」の運転終了後は、熊本に転属したスハネフ15形4両・オハネ15形5両が、スハネフ14形6両、オロネ25形改造のオロネ15形3000番台5両、オハネ25形1000番台改造のオハネ15形2000番台5両、オハネ25形100番台改造のオハネ15形1100番台6両とともに、「富士」・「はやぶさ」で列車廃止まで運用された。
なお、登場時編成図はこちらを参照されたい。

### JRへの継承（寝台車）
1987年に実施された国鉄分割民営化に際しては、240両がJR4社に継承された。その状況は、次のとおりである。国鉄時代の廃車は、1982年度に事故廃車となった1両（スハネフ14 102）のみであった。その他に改造による減が13両、増が3両で、廃車と合わせて11両の減である。
| 形式         | 北海道 | 東日本 | 西日本 | 九州 | 両数 |
| ------------ | ------ | ------ | ------ | ---- | ---- |
| オロネ14形   |        | 3      | 3      | 5    | 11   |
| オハネ14形   | 17     | 42     | 27     | 17   | 103  |
| オハネ15形   |        |        | 35     | 7    | 42   |
| スハネフ14形 | 8      | 24     | 14     | 10   | 56   |
| スハネフ15形 |        |        | 17     | 4    | 21   |
| オハ14形     |        |        | 1      |      | 1    |
| オシ14形     |        |        |        | 6    | 6    |
| 寝台車合計   | 25     | 69     | 97     | 49   | 240  |

## 座席車

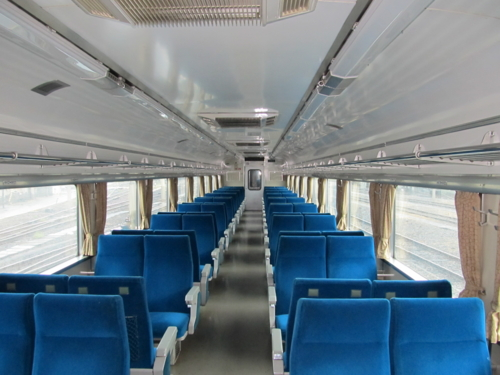
14系座席車の車内

1969年（昭和44年）から、国鉄は波動輸送用として12系客車を製造していた。12系は急行用としたことから座席は向かい合わせの固定式クロスシートであるものの、110km/h運転が可能で冷房装置を完備した唯一の昼行用客車ということもあり、当初は臨時特急列車にも12系を使用していたが、特急料金の割引を行っても利用者の評判は芳しくなかった。また、元特急用で回転式座席を持ち、夜行急行列車の座席指定車などに使用されていたスハ44系も冷房搭載が困難など老朽化、陳腐化が進み取替え時期にさしかかっていた。そこで12系客車の設計を基本とし、183系電車と共通の車内設備をもつ特急形車両として1972年から1974年にかけて新潟鉄工所・富士重工業・日本車輌製造で合計325両が製造されたのが14系座席車である。波動輸送用として増備されたことから、グリーン車・食堂車の製造は計画されず、普通車のみが製造された。車内設備は20系座席車のナハ20形・ナハフ20形・ナハフ21形（いずれも14系座席車登場以前に全車が寝台車に改造済み）に準じているが、20系座席車とは違って売店や車内販売用の基地は設けられず、座席も簡易リクライニングシートとなり、冷房装置は屋根上にAU13A形分散式冷房装置（製造途中から難燃化構造としたAU13AN形に変更）を搭載し、台車はTR217D形を採用した。車体の屋根高さは12系客車よりも10cm低い3,520mmである。また、窓框の高さなど183系電車の普通車とほぼ同一であるが、窓部の側構は同じ特急形でも電車・気動車と異なり内傾しておらず垂直である。また、波動用ということでレジャー客のスキー板やゴルフバッグなどの大型荷物の携行が予想されたため、客室の一端に大型荷物置場を設置した。12系・14系寝台車以外の系列との併結は考慮されず、蒸気暖房管と電気暖房用引通し線は未装備である。
トイレ用処理設備に関しては最初期配置分である宮原所属の51両には汚物処理装置を新製時から標準装備となっていたが、秋田向けに新製された車両に関しては流し管仕様で処理装置に関しては準備工事となっていた。

### 形式

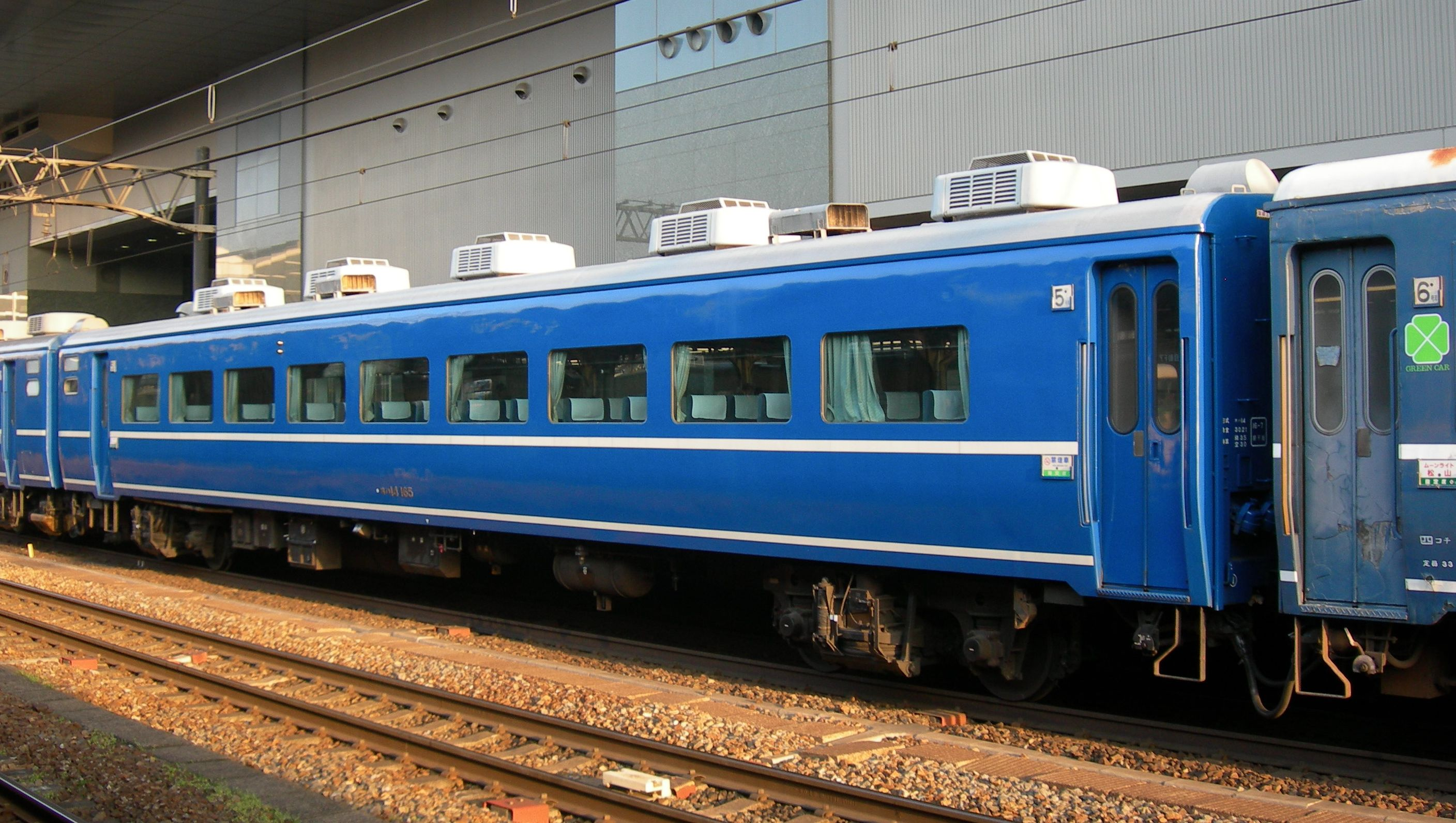
オハ14 165

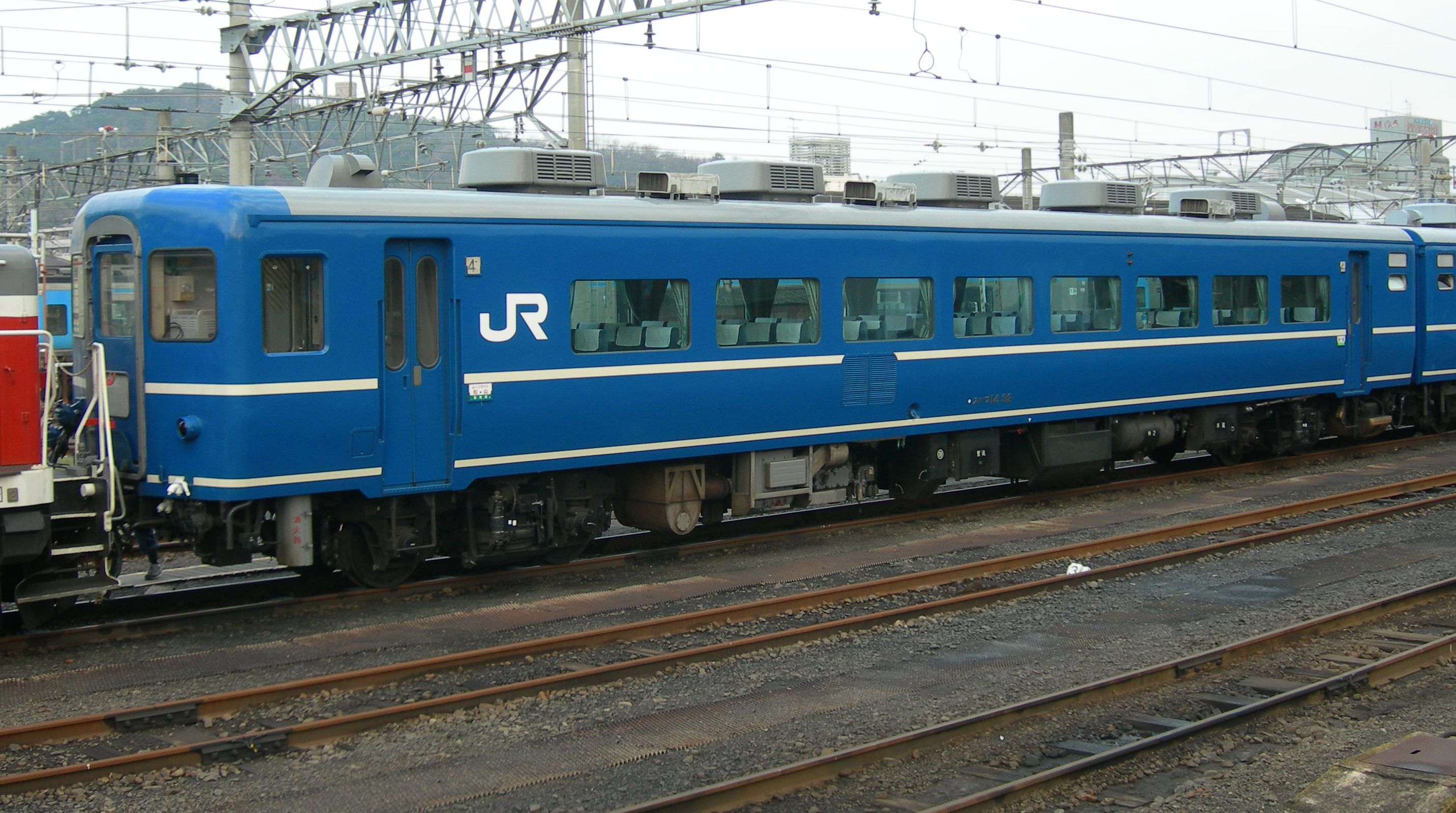
スハフ14 32

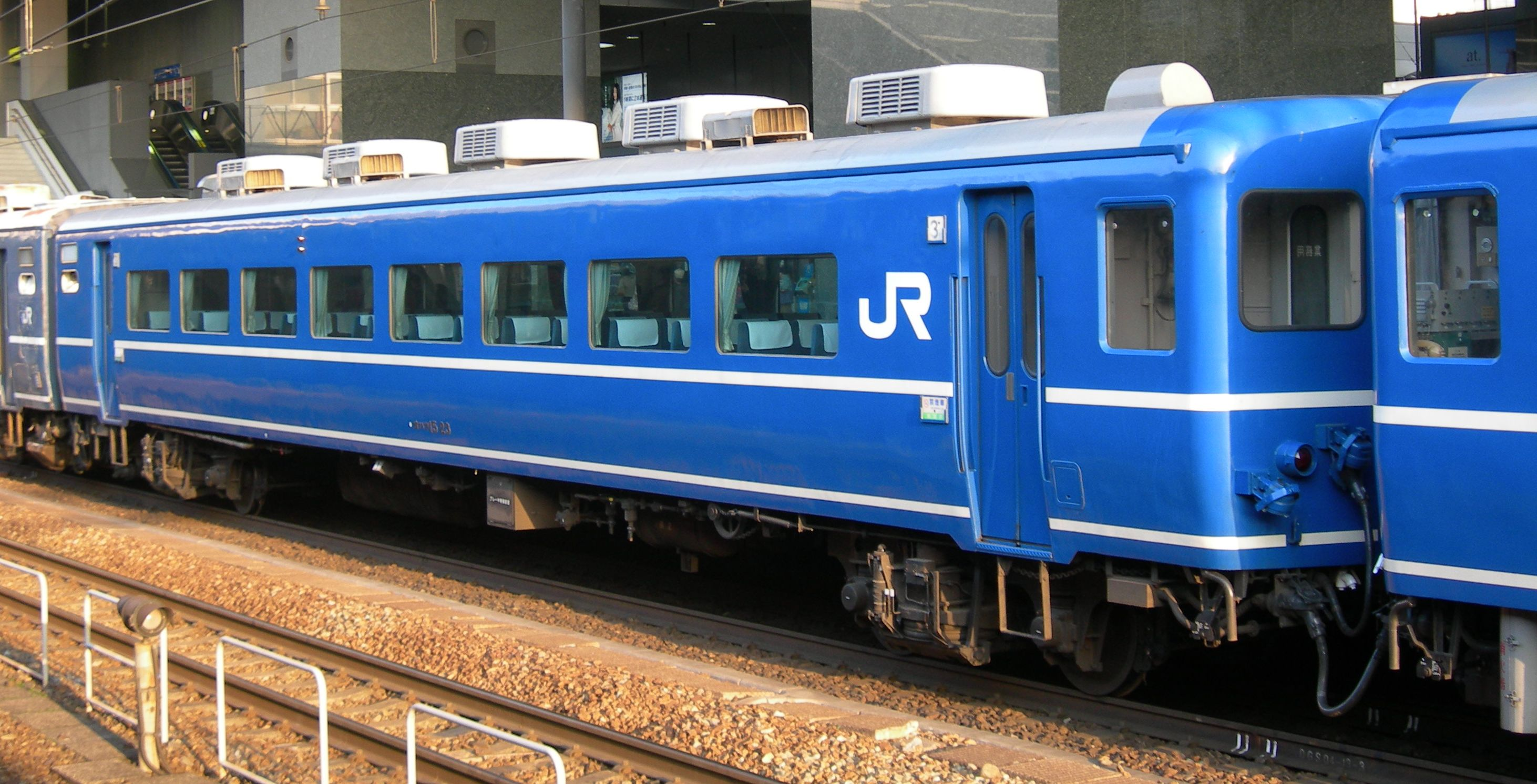
オハフ15 23

オハ14形（オハ14 1 - 209）
定員72名の普通車である。
スハフ14形（スハフ14 1 - 63）
定員64名の普通緩急車である。サービス用電源としてDMF15HZ-G形ディーゼルエンジン駆動（出力270PS）によるDM93発電機（容量210kVA）を搭載し、スハフ14形1両当たり自車を含む6両に給電可能とした。後位側妻面（車掌室）の貫通扉には手動式の表示幕が取り付けられ、他の特急形客車と同様にテールマークの表示が可能となっている。
オハフ15形（オハフ15 1 - 53）
定員64名の普通緩急車である。車体の基本構造はスハフ14形と同じであるが、サービス電源用の発電セットを搭載しない。また12系のオハフ13形では搭載準備工事が施工されていたが本形式では未施工である。

### 製造の状況（座席車）
下表に記すように4回にわたって発注された。増備の都度、細部の改良が行われているが、特に昭和48年度第3次民有車両では北陸トンネル火災事故の教訓から難燃性の向上が図られ、車体構造を含む多数の変更が行われた。
- 床構造の金属化（木材→アルミ材）
- 貫通路扉のガラスを網入り磨きガラスに変更して、ガラス押さえはステンレス材とした
- 冷房装置の難燃化
- カーテン・シート詰め物の難燃化

また、ジャンパ連結器を24系客車に合わせた。ジャンパ栓収めを2箇所（KE8・KE85）妻板の1・4位に設置した。
1972年（昭和47年）-1974年（昭和49年）度の製造予算は以下の通りである。
| 予算区分                 | 形式         | 製造所        | 製造所     | 製造所          | 両数  |
| 予算区分                 | 形式         | 新潟鐵工所    | 富士重工業 | 日本車輌製造    | 両数  |
| ------------------------ | ------------ | ------------- | ---------- | --------------- | ----- |
| 昭和47年度 第1次民有車両 | オハ14形     | 1 - 8 17 - 25 | 9 - 16     | 26 - 49         | 76両  |
| 昭和47年度 第1次民有車両 | スハフ14形   | 1・2 6 - 8    | 3 - 5      | 9 - 14          | 76両  |
| 昭和47年度 第1次民有車両 | オハフ15形   | 1・2 5 - 7    | 3・4       | 8 - 13          | 76両  |
| 昭和47年度 第2次民有車両 | オハ14形     | 66 - 77       | 50 - 57    | 58 - 65 78 - 81 | 49両  |
| 昭和47年度 第2次民有車両 | スハフ14形   | 19 - 21       | 15・16     | 17・18 22・23   | 49両  |
| 昭和47年度 第2次民有車両 | オハフ15形   | 18 - 20       | 14・15     | 16・17 21       | 49両  |
| 昭和48年度 第3次民有車両 | オハ14形     | 82 - 105      | 106 - 121  | 122 - 145       | 100両 |
| 昭和48年度 第3次民有車両 | スハフ14形   | 24 - 29       | 30 - 35    | 36 - 43         | 100両 |
| 昭和48年度 第3次民有車両 | オハフ15形   | 22 - 27       | 28 - 31    | 32 - 37         | 100両 |
| 昭和49年度 第2次民有車両 | オハ14形     | 146 - 185     | 186 - 209  |                 | 100両 |
| 昭和49年度 第2次民有車両 | スハフ14形   | 44 - 53       | 54 - 63    |                 | 100両 |
| 昭和49年度 第2次民有車両 | オハフ15形   | 38 - 47       | 48 - 53    |                 | 100両 |
| 製造所別両数             | 製造所別両数 | 141両         | 91両       | 93両            | 325両 |

※ジョイフルトレインへの改造車については、その項を参照のこと。

### メキシコ向けの派生車
日本の車両メーカーによるこの時点までの日本国鉄型客車をベースとした輸出客車には、ブラジルの国営ノルデスチ鉄道（のちにブラジル国鉄へ併合）向け（43系ベース）、のちに現地でほぼ同型車が大量生産）やマニラ鉄道→フィリピン国鉄・パナイ鉄道向け（同43系ベース）、ソビエト連邦鉄道（サハリン用）向け（35系、43系および10系ベース）、台湾鉄路管理局向け（35系、43系、44系および10系ベース）、マレー鉄道向け（44系および10系ベース）、タイ国鉄向け（10系ベース）、エジプト国鉄向け（10系ベース、日立製作所の技術支援により現地で大量生産）、インドネシア国鉄向け（43系をベースとして同国鉄独自の規格に仕様変更）などが存在するが、この14系も近畿車輛で1976年（昭和51年）より座席車をベースにした車両（一等車）がメキシコ・太平洋鉄道（チワワ太平洋鉄道とは別会社、但し運用は共通？）およびメキシコ国鉄向けに120両、冷房付で製造。
1980年には近畿車輛およびメキシコ国営の鉄道車両メーカーコンカリルの間でこの車両のノックダウン生産の契約が結ばれ、近畿車輛による技術と車両台枠の提供で1988年ごろまでノックダウン生産も実施されたほか、1990年代に同国において中・長距離列車の運行が大幅に削減された際に余剰となった一部の車両はキューバ鉄道へ譲渡され、そこで冷房撤去・側窓の開閉化などの改造を受けたうえで活躍している。また、このノックダウン生産においては、メキシコ国内で二等および三等車として運用される車両の製造もなされることとなり、その車両はもともと冷房装置および冷房電源用のディーゼル発電機も搭載しておらず、側窓も開閉可能な仕様であることから、座席数との兼ね合わせも含めて側窓の配置が変更されている点が特徴。
冷房装置はAU13AN形が搭載されていたが、チワワ太平洋鉄道の定期列車及びメキシコ国内の各種観光列車（テキーラエクスプレスなど）に使用される車両は老朽化対策としてメキシコ三菱電機製セゾンエアコンに換装された。冷房電源用ディーゼル発電機も1各1両ごとに付けられているのも共通している。なお、座席は前述の通り一等車として製造されたため、R-51形の簡易リクライニングシートではなく、日本国鉄のグリーン車用であるR-20系と同様の物が設置されている。

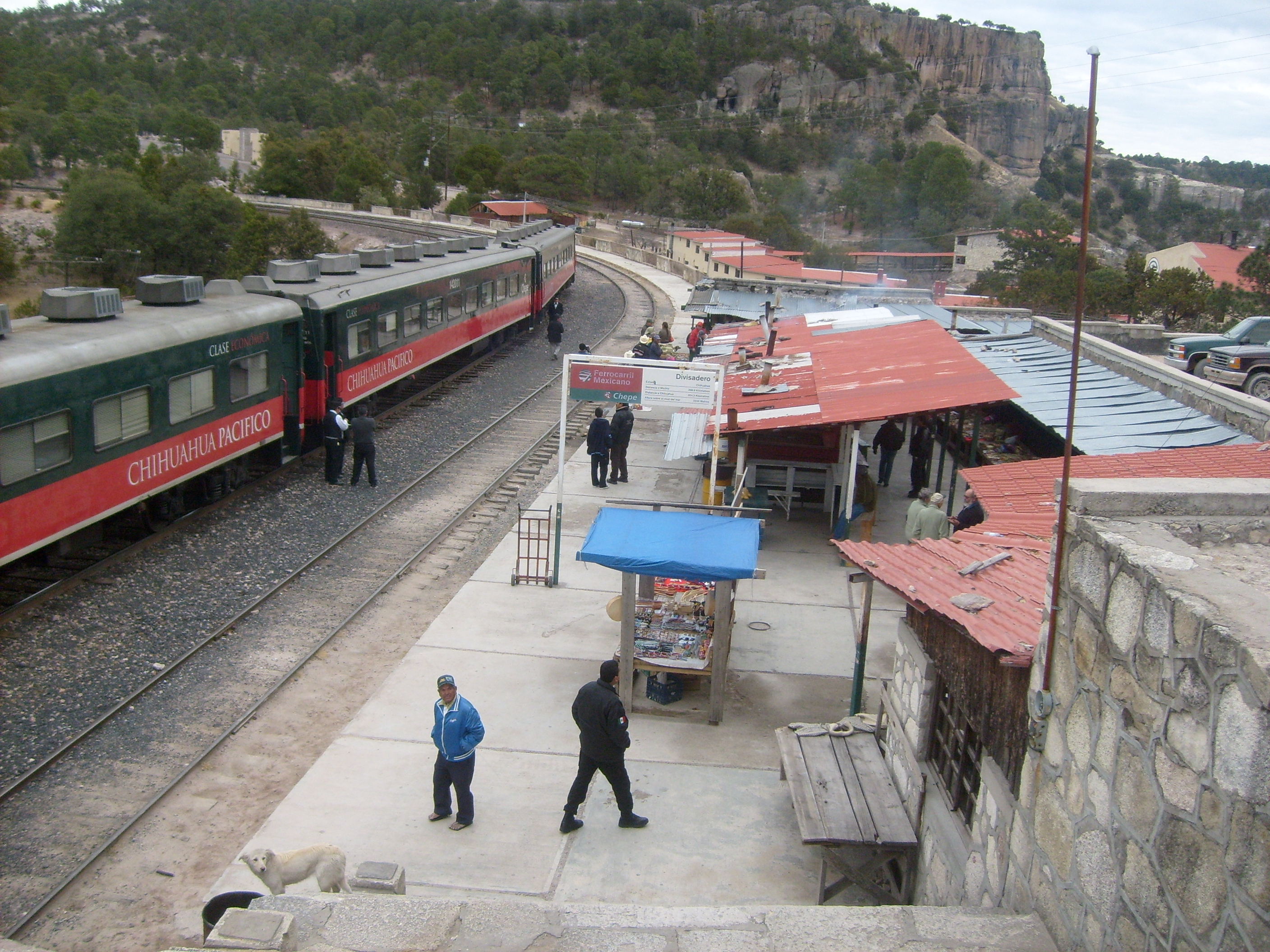
太平洋鉄道向け客車
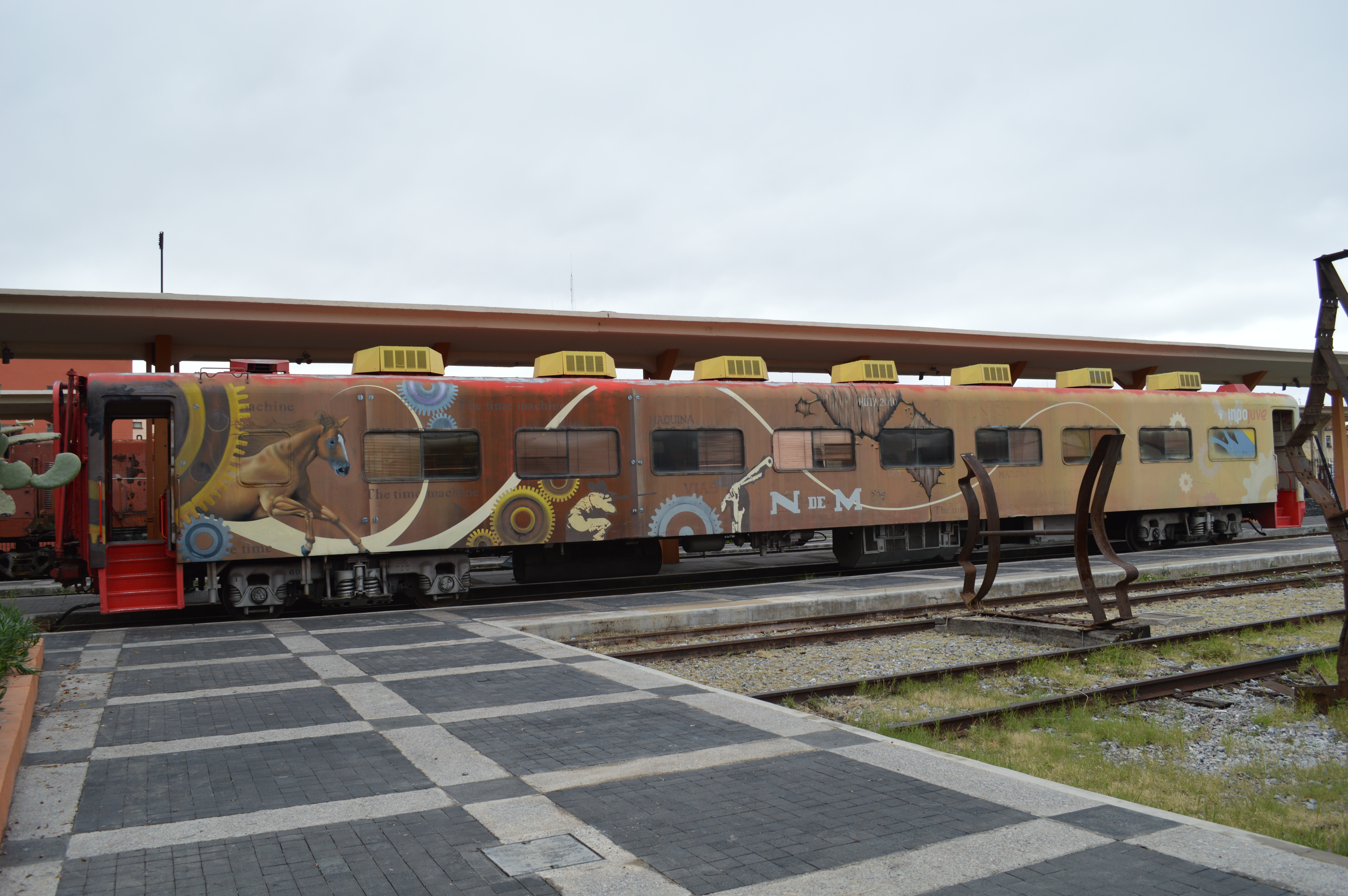
メキシコ国鉄向け客車
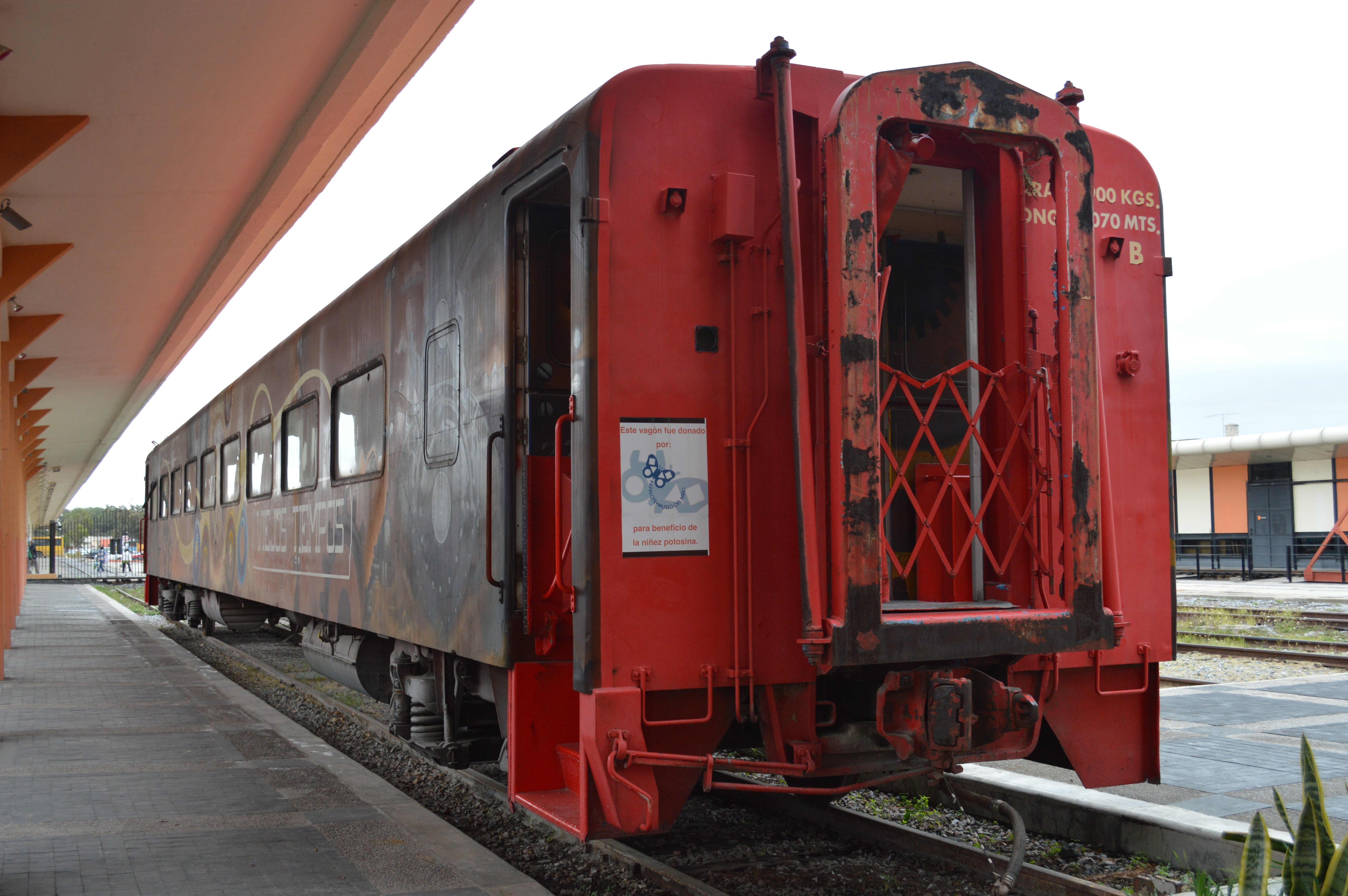
メキシコ国鉄向け客車 写真はノックダウン生産の車両
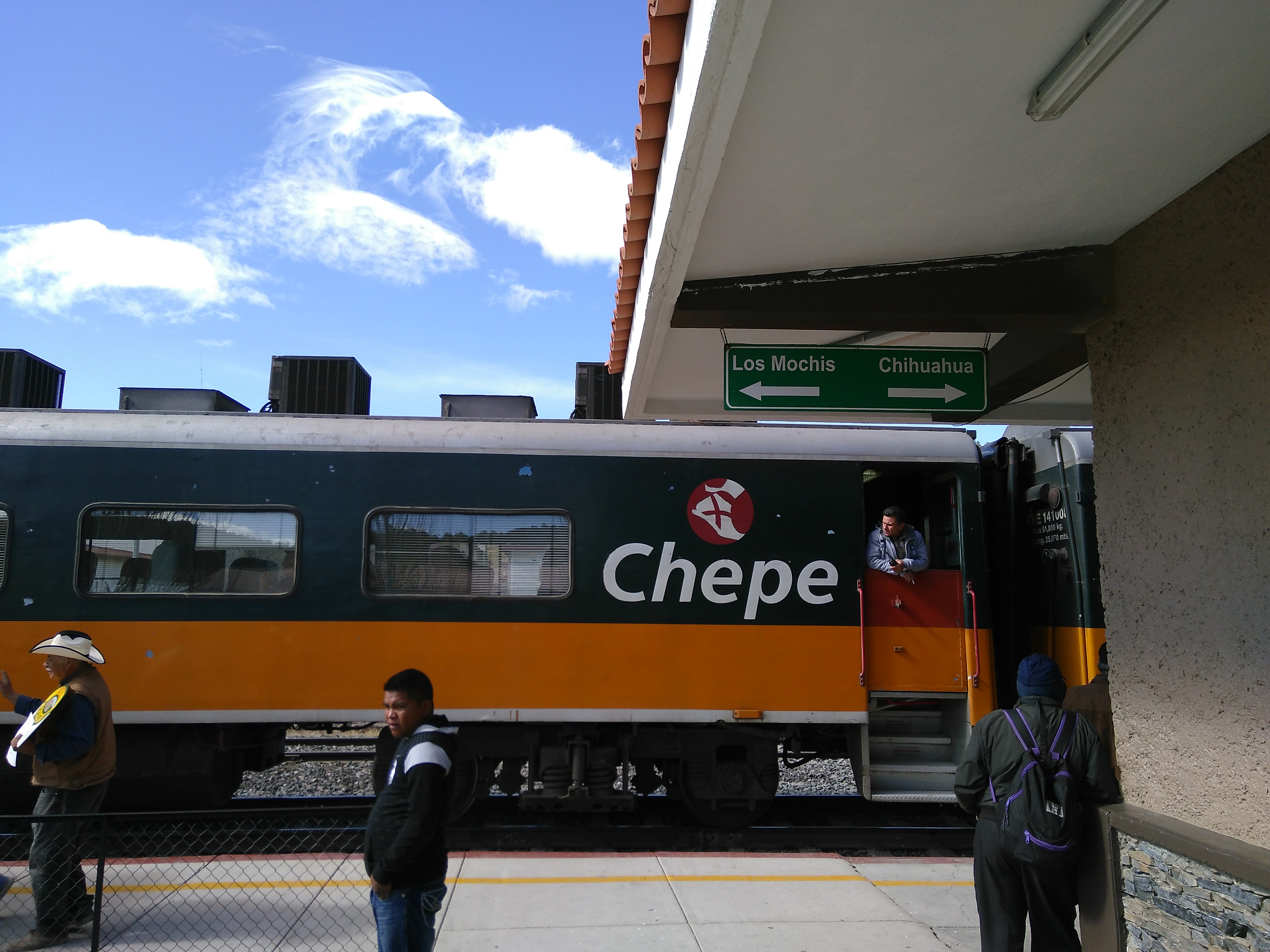
メキシコ三菱電機製セゾンエアコンに換装された太平洋鉄道向け客車
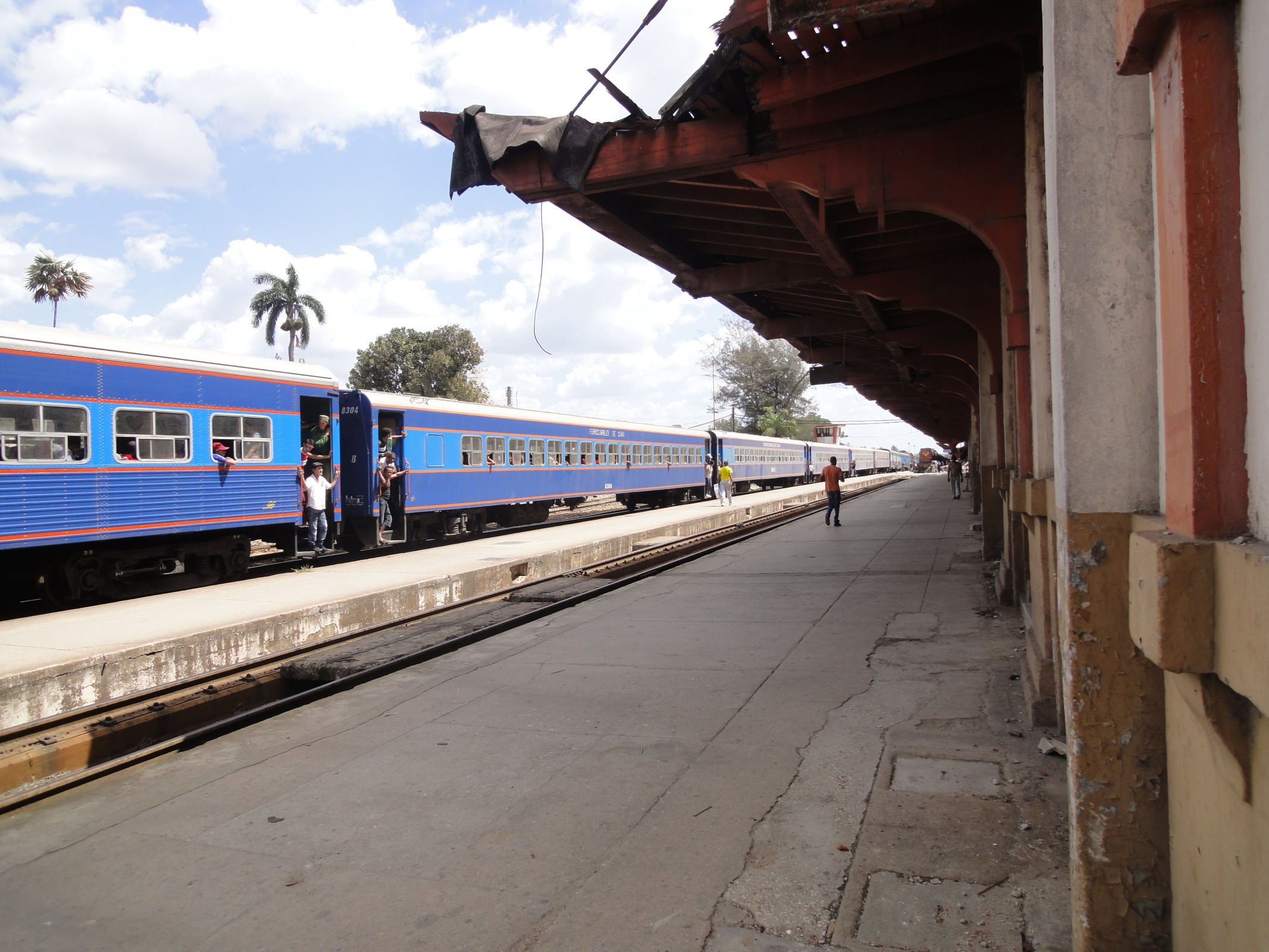
キューバ鉄道へ譲渡された車両（中央から右）

### JRへの継承（座席車）
国鉄分割民営化に際しては、JR四国を除く5旅客鉄道会社へ318両が継承された。国鉄時代の廃車は、事故廃車となった「みやび」の7両のみである。
| 形式       | 北海道 | 東日本 | 東海 | 西日本 | 九州 | 両数 |
| ---------- | ------ | ------ | ---- | ------ | ---- | ---- |
| オロ14形   |        | 9      |      | 5      |      | 14   |
| スロフ14形 |        | 4      |      | 2      |      | 6    |
| オハ14形   | 39     | 84     | 24   | 35     | 8    | 190  |
| スハフ14形 | 20     | 30     | 7    | 9      | 2    | 68   |
| オハフ15形 |        | 22     | 6    | 10     | 2    | 40   |
| 座席車合計 | 59     | 149    | 37   | 61     | 12   | 318  |

## 寝台車の改造車

### 国鉄時代の改造車（寝台車）
系列内改造では、北海道への転用改造が質および量ともに大規模なものとしてあげられる。

#### オハネフ24形のスハネフ14形100番台への改造

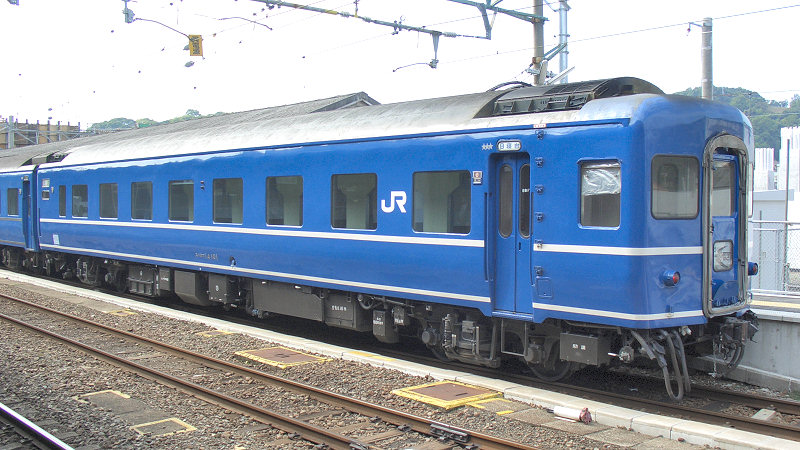
スハネフ14 101

1977年（昭和52年）に系列間の需給調整のため、24系客車のB寝台緩急車オハネフ24形に電源用ディーゼル発電機を取り付け14系化した車両で3両が改造された。もともと、24系客車自体が当系列を基本にした系列のため、外観上の差異はほとんどなく、屋上エンジン排気筒ならびに後位クーラー廻りの寸法、前位車端部の手すりの取付け方が異なる程度である。改造当初は101と102が品川運転所（当時は品川客車区）、103が早岐客貨車区に配置された。
102は、1982年（昭和57年）3月15日に名古屋駅構内で発生したDD51形ディーゼル機関車との衝突事故（名古屋駅寝台特急「紀伊」機関車衝突事故）により廃車となり、101がJR九州、103がJR東日本に引き継がれた。103は1978年10月に尾久客車区（現・尾久車両センター）に所属し、寝台特急「北星」・「北陸」に使用された後、東北・上越新幹線開業後は3段寝台のまま急行「能登」や「カートレイン九州」で使用されたが1998年に廃車となり、その後は101のみがJR九州熊本鉄道事業部熊本車両センターに配置、2009年廃止の「富士」「はやぶさ」に充当されたが、2013年度に廃車され区分番台消滅となった。
オハネフ24 16 - 18 → スハネフ14 101 - 103

#### 北海道向け改造（オハネ14形・スハネフ14形500番台）

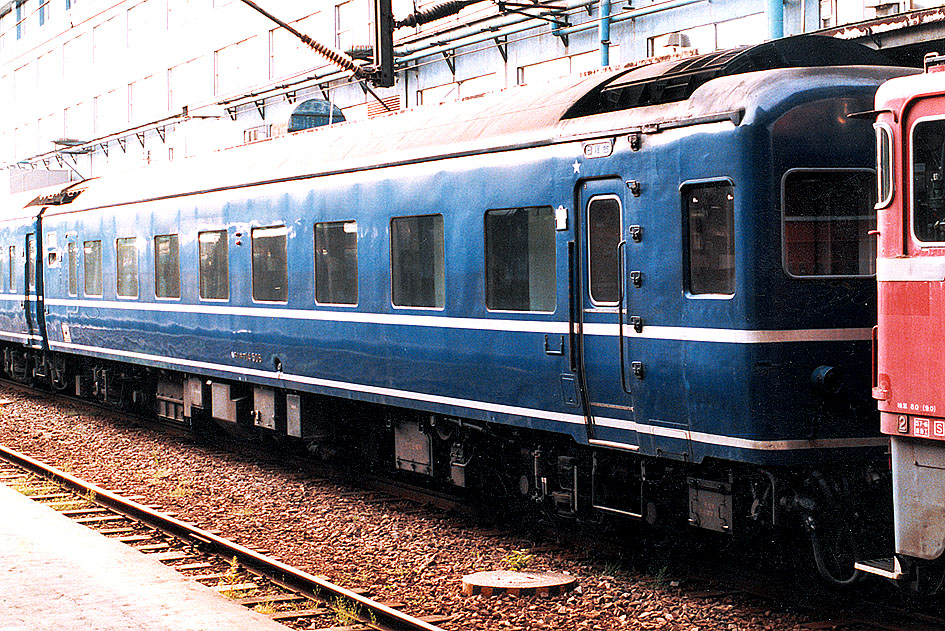
スハネフ14 508
（1986年 札幌駅）

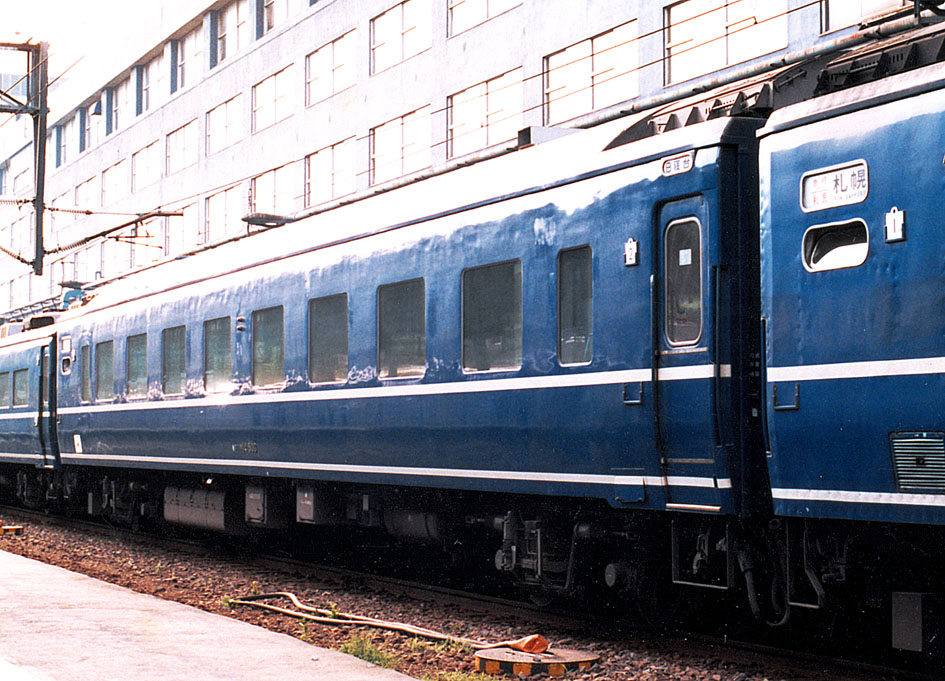
オハネ14 503
（1986年 札幌駅）

1983年、北海道内の急行列車「まりも」・「大雪」・「利尻」で使われていた10系寝台車の置き換えのため、後述の座席車に引き続き、本系列に暖房強化と冬季の着雪・凍結対策として折戸であった客用扉の引戸化など道内向け改造を施したものである。在来客車との併結のため、蒸気暖房管が引き通された。台車はブレーキシリンダを台車装備とし、鋳鉄製制輪子を使用したTR217FとTR217Gに変更され、最高速度が95km/hに抑えられたため、区別のため車体側面の形式番号標記の前に「○ホ（○の中にホ）」マークが加えられた。
オハネ14形が17両、スハネフ14形が8両が改造された。
オハネ14 66・84・85・68・69・73・74・79・65・72・75・78・81・83・55・70・71 → オハネ14 501 - 517
スハネフ14 42・43・53・41・46・51・52・54 → スハネフ14 501 - 508
これらは、主に寝台車を連結した夜行急行列車に用いられたが、車両設備の更新のため一時期宗谷本線の昼行急行列車である「宗谷」・「天北」にも座席車代用としても用いられた。

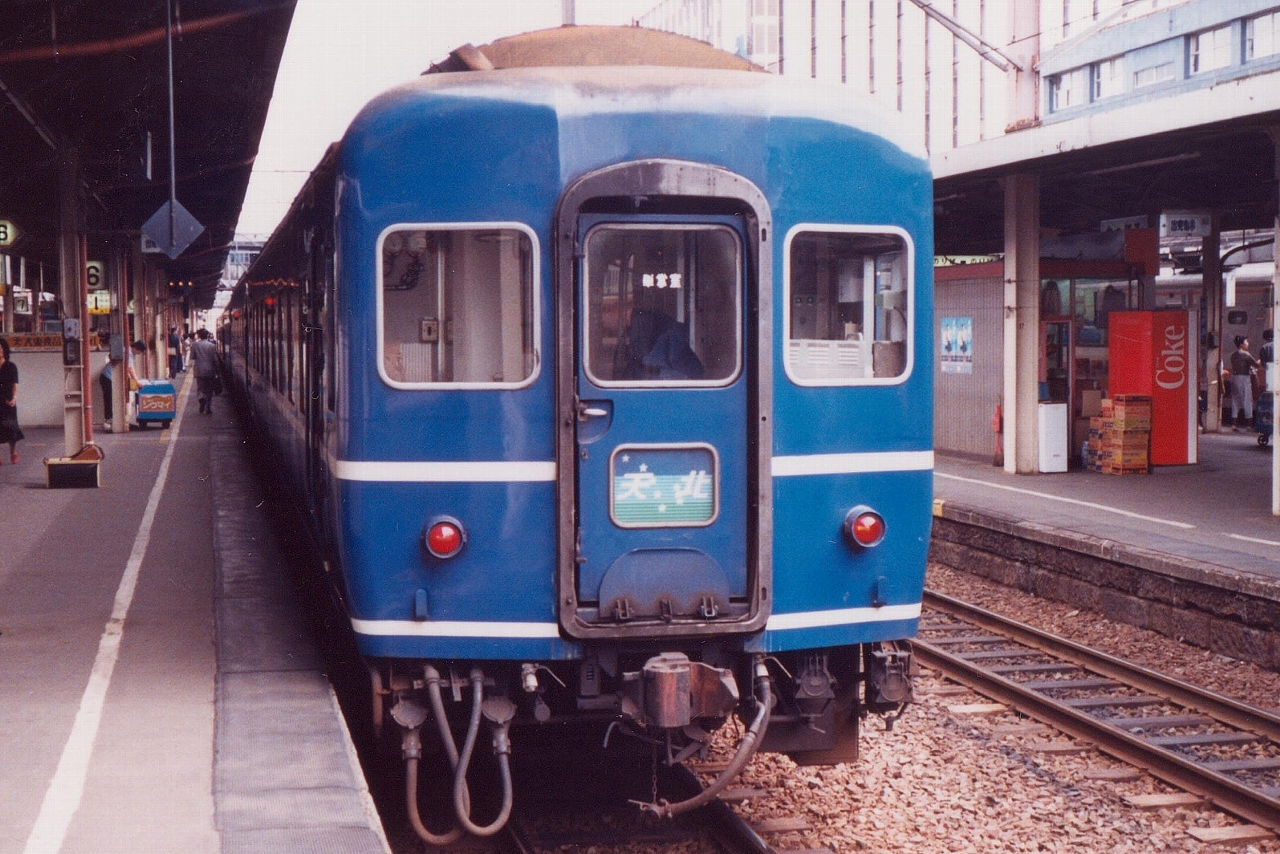
下り「天北」 （1987年9月10日 札幌駅）
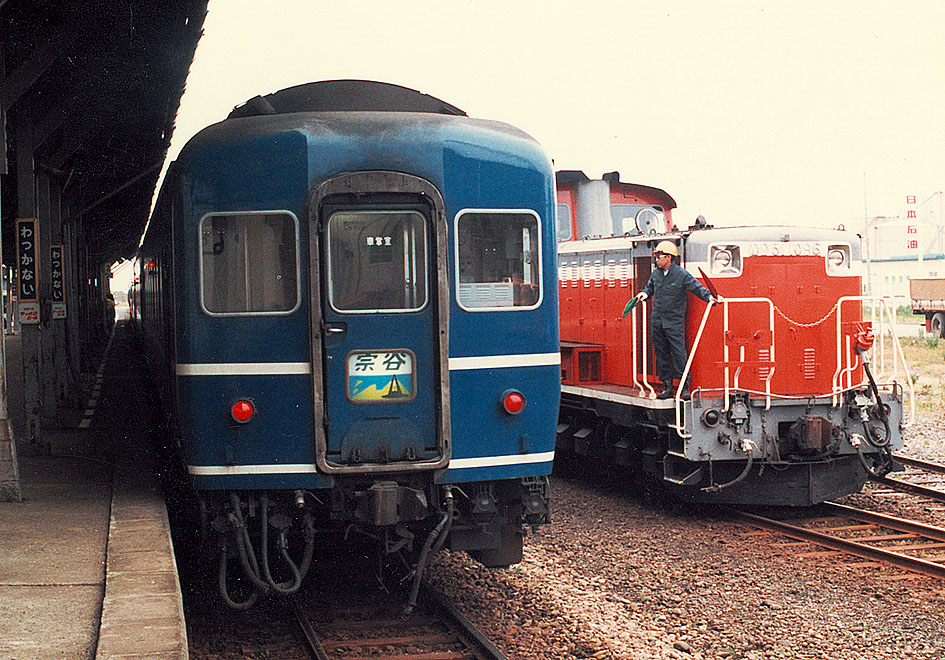
上り「宗谷」 （1986年 稚内駅）

#### グリーンシート改装車
1985年3月に、五稜郭車両所でオハネ14 501 - 503の寝台1区画をソファシート（後述のオハネ14形700番台と同じ仕様）に改装し、昼行運用時のみグリーン席（4席のみ）としたもの。夜行運用時は2段式B寝台4席のみとして発売された。
14系客車置き換え前の気動車時代に連結されていたグリーン車のサービスを受け継ぐもので、急行「宗谷」（上りのみ）「天北」（下りのみ）で運用されたが、現地でしか購入できないなど発売方法に問題があり利用が振わず、1986年10月までに原型に戻された。

#### オハネ14形の4人用個室化改造（オハネ14形700番台）

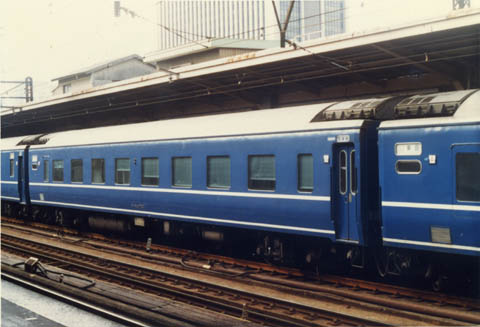
オハネ14 702「カルテット」（1987年）

1984年、高速バスや航空機の台頭に伴う夜行列車の利用率低下を打開するため、B寝台車では初めて登場した4人用個室「カルテット」を配置した寝台車である。種車の寝台レイアウトはそのままに通路との仕切りを設け、奇数号室は青・偶数号室は緑のモケット・カーテンを用い昼間利用時の居住性向上のため下段寝台に大型テーブル・肘掛けを組み込んだソファベッド式とし上段寝台下部へのダウンライト設置、部屋毎の冷房ダクトや冷暖房照明調節・防犯押しボタンの設置を行うシンプルな改造内容で、原状への復元が容易に行える構造としていた。1984年7月20日東京発便から「さくら」「みずほ」に使用され、登場当初はグループ利用者を中心に人気を集めた。
オハネ14 32・22・29・51・36・88 → オハネ14 701 - 706
国鉄分割民営化で全車がJR九州に引き継がれたが、夜行需要自体の減少のみならず、上段が3段式時代のままであったことや個室の少人数指向が進んだことで利用率が低下したことから、1997年に定期運用を離脱。その後個室のドアを撤去し、通常の2段式B寝台として「シュプール大山」に充当されたが、翌1998年までに全車廃車された。

### JR北海道での改造（寝台車）
北海道旅客鉄道（JR北海道）へは、オハネ14形500番台17両とスハネフ14形500番台8両の計25両が承継された。「北斗星」3・4号の定期列車化に伴い、オハネ14形の一部は24系客車へ改造編入され、残存車は引き続き「まりも」「大雪」「利尻」など夜行急行列車を主に運用された。これら夜行列車群が気動車に置換えられる際に、寝台車組込のため気動車との併結改造が行われた。道内発着の夜行列車は2008年（平成20年）8月31日出発の特急「まりも」の臨時運転をもってすべて廃止され、オリジナルの14系寝台車の運用は消滅した。札幌運転所に配置されていた残存車は同年10月17日をもってすべて廃車となった。2016年3月、急行「はまなす」用の24系改造編入車2両も廃車され、北海道から14系寝台車は消滅した。

#### 「はまなす」用寝台車への改造（スハネフ14形550番台）

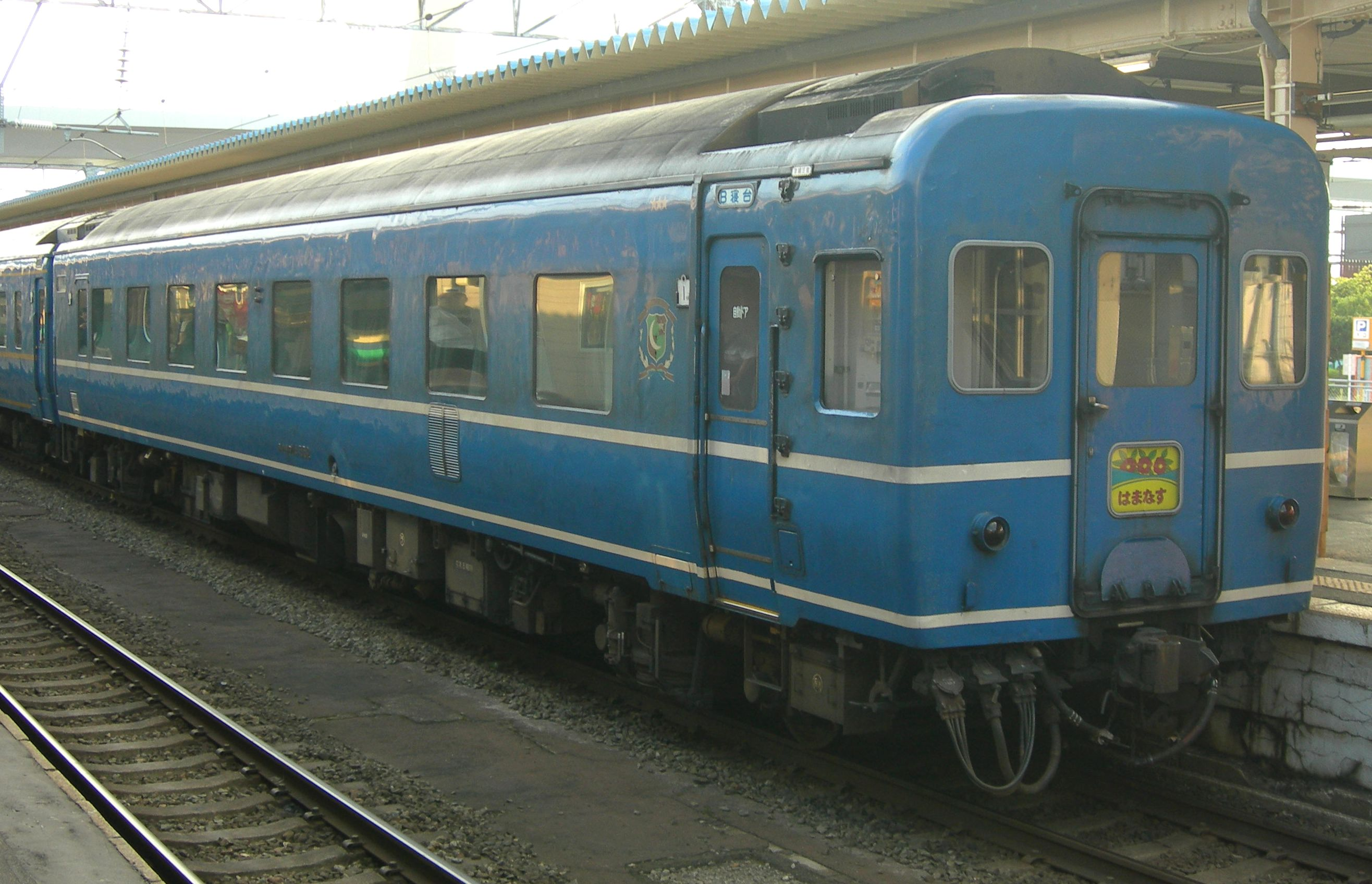
スハネフ14 552

1991年の急行「はまなす」への寝台車連結に伴い、当時14系寝台車が不足していたことから、「北斗星」1・2号の個室化推進に伴い余剰になったオハネフ25形の床下に廃車となったスハフ14形500番台から捻出した電源装置を取り付け、14系化したものである。種車はオハネフ25形200番台だが、改造時に帯を白帯に変更した以外は上述のスハネフ15形とスハネフ14形500番台に準じている。
オハネフ25 218・220 → スハネフ14 551・552

#### 気動車併結化改造

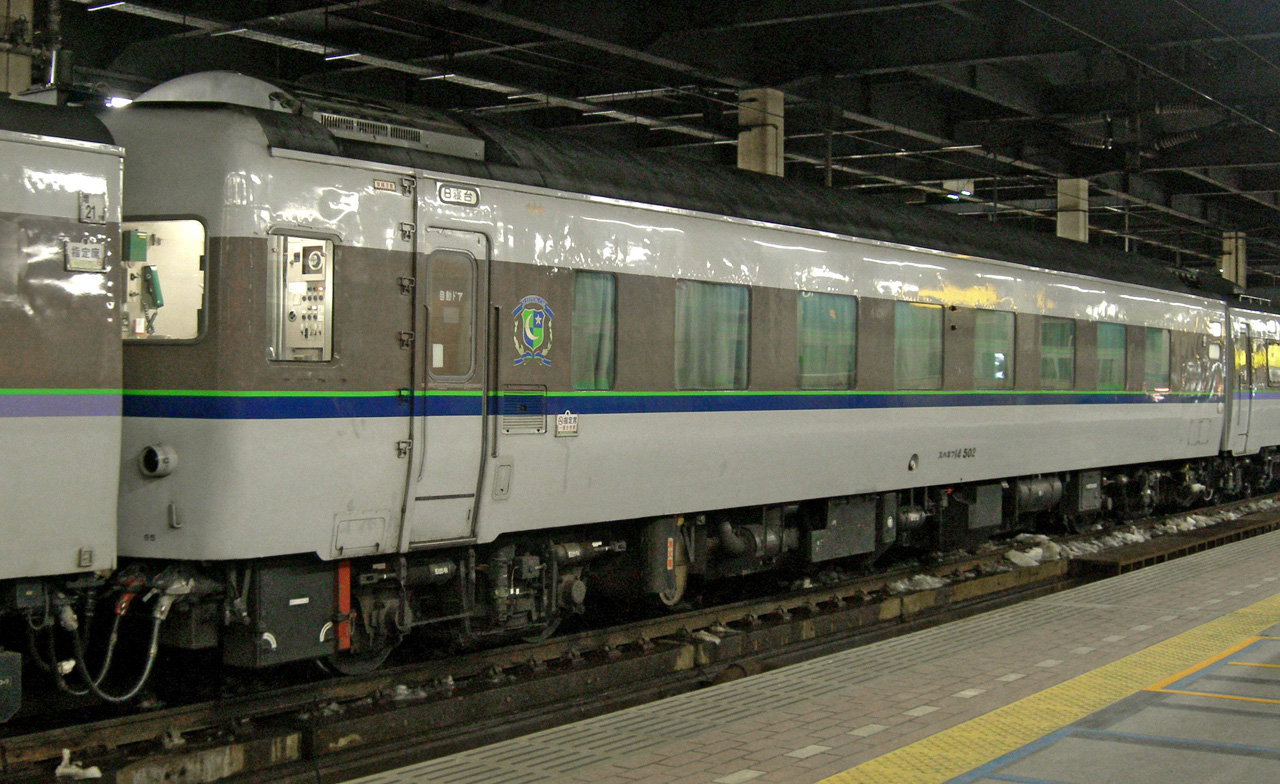
まりもで使用されていた、スハネフ14 502

1991年3月、宗谷本線の夜行急行「利尻」をキハ400系気動車に置き換えることとなったが、寝台車の連結を続行するため、スハネフ14 501・505・508を気動車編成に組み込んで運転することとした。併結のための給電や放送、戸閉回路など引通し関係、ブレーキ管の改造が行われ、車内設備についても寝台モケットの張り替えや、トイレ・洗面所のグレードアップが行われた。外板塗色は、併結する気動車に準じた灰白色ベースに変更され、幌受け座が気動車タイプのものに交換された。前位側には、従来からの電気連結栓も存置されたため、客車列車に組み込んで使用することも可能であるが、気動車用引通しの関係から後位車掌室側が稚内向きに固定された。
その後、1992年（平成4年）の石北本線夜行急行「大雪」の特急「オホーツク」への格上げ、1993年（平成5年）の根室本線夜行急行「まりも」の特急「おおぞら」への格上げによるキハ183系気動車化により、残存していたオハネ14 501・502・504、スハネフ14 502 - 504・506・507が、キハ183系気動車との併結対応に改造された。こちらの改造内容も「利尻」用とほぼ同様であるが、外板塗色は併結するキハ183系に合わせたものとなっている。また、オハネ14形の車掌室跡には飲料水の自動販売機も設置された。

### JR東日本での改造（寝台車）
東日本旅客鉄道（JR東日本）へは、「さくら・みずほ」「北陸」「能登」用の計69両が引き継がれた。「みずほ」の廃止と「さくら」の移管、「能登」の電車化により余剰車が廃止され、「北陸」用のみが運用されていたが、2010年3月の列車廃止に伴い、運用が消滅した。

#### 「北陸」用改造車
2010年3月13日のダイヤ改正で「北陸」が廃止されたため、いずれも使用されていない。
- オロネ14形701 - 703

1989年に、比較的少人数のビジネス利用の多い「北陸」を個室化することになり、後述のスハネ14形とともにオロネ14形を1人用A個室寝台（シングルDX）化し登場した車両である。1人用個室をまくらぎ方向に11室備えた。個室には収納式の洗面台やAV装置をそなえるが、シャワー室はない。
オロネ14 12 - 14 → オロネ14 701 - 703

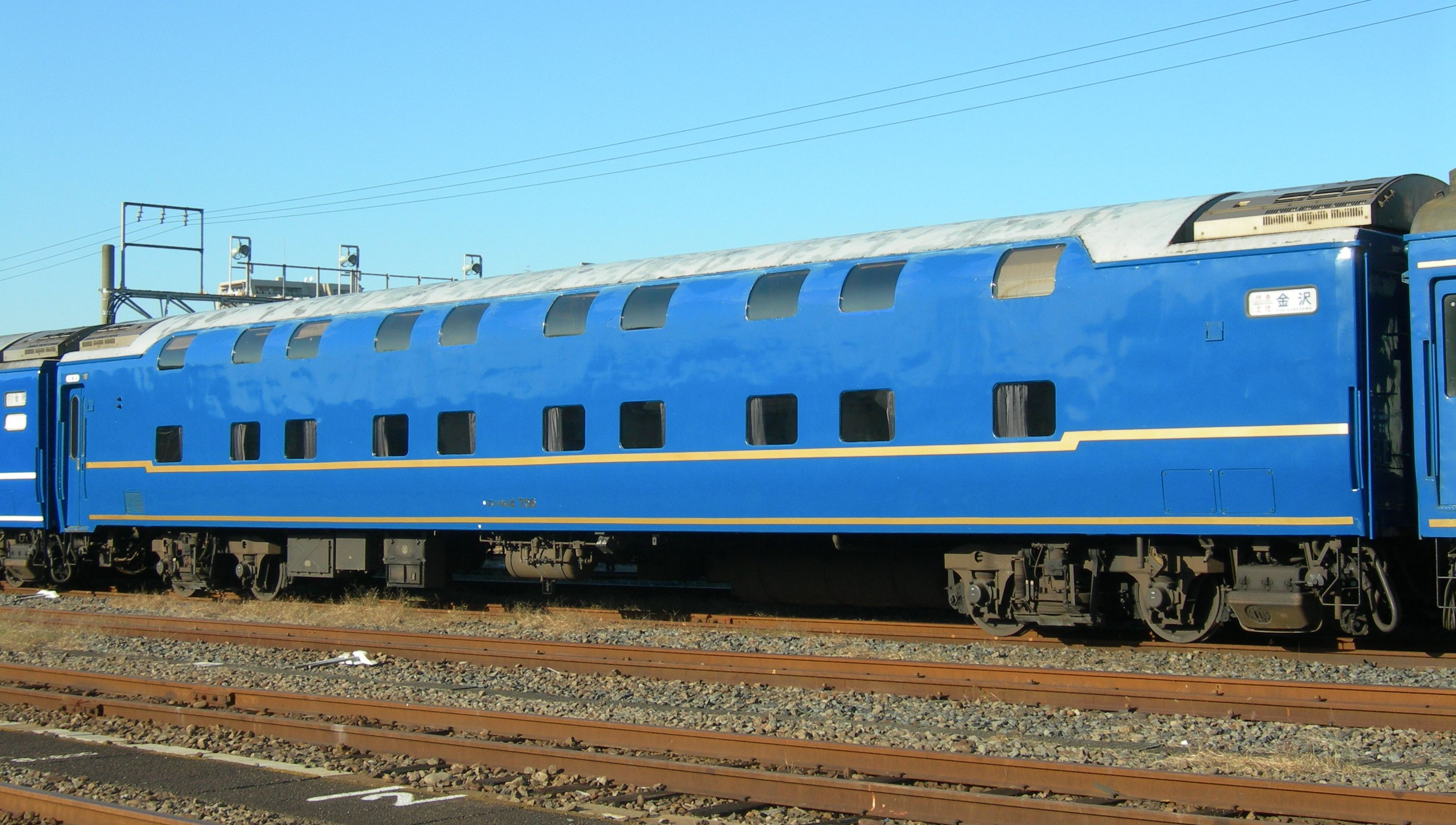
スハネ14 756

- スハネ14形701 - 703・751 - 759

上述のオロネ14形700番台と同じく「北陸」の個室化に伴い登場した、1人用B個室寝台（ソロ）車両。
1人用個室14室とシャワー室を備えた701 - 703と、1人用個室20室を備える751 - 759の計12両が登場した。
750番台は1999年（平成11年）に「北陸」の編成両数が見直された際に751・753・754・757の4両が余剰となり、2000年から2003年にかけて廃車された。
オハネ14 93・97・106 → スハネ14 701 - 703
オハネ14 1・96・98・6・92・94・95・99・100 → スハネ14 751 - 759

### JR西日本での改造（寝台車）
西日本旅客鉄道（JR西日本）へは、97両が引き継がれた。民営化時点の運用は、「ちくま」「だいせん」「あかつき」「彗星」「出雲2・3号」があり、特急列車用へはアコモデーション改良もなされたが、2005年の「彗星」の廃止、2008年の「あかつき」の廃止により定期運用が消滅した。2016年3月21日に「特別なトワイライトエクスプレス」が運用を終了し、2018年3月31日に「あすか」の1両も廃車されたため、西日本から14系寝台車は消滅した。

#### 「出雲3・2号」用グレードアップ改造車

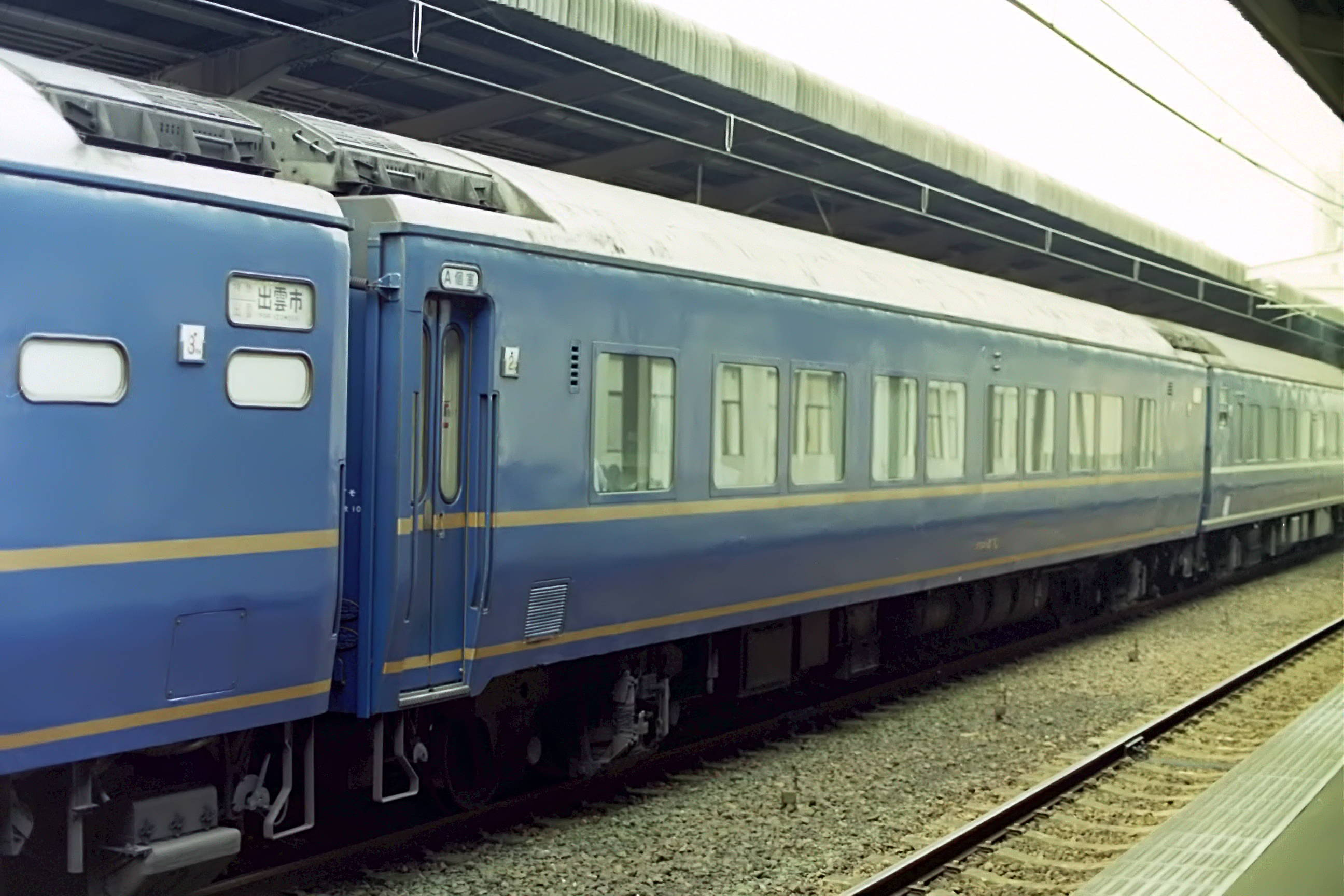
オロネ14 300番台

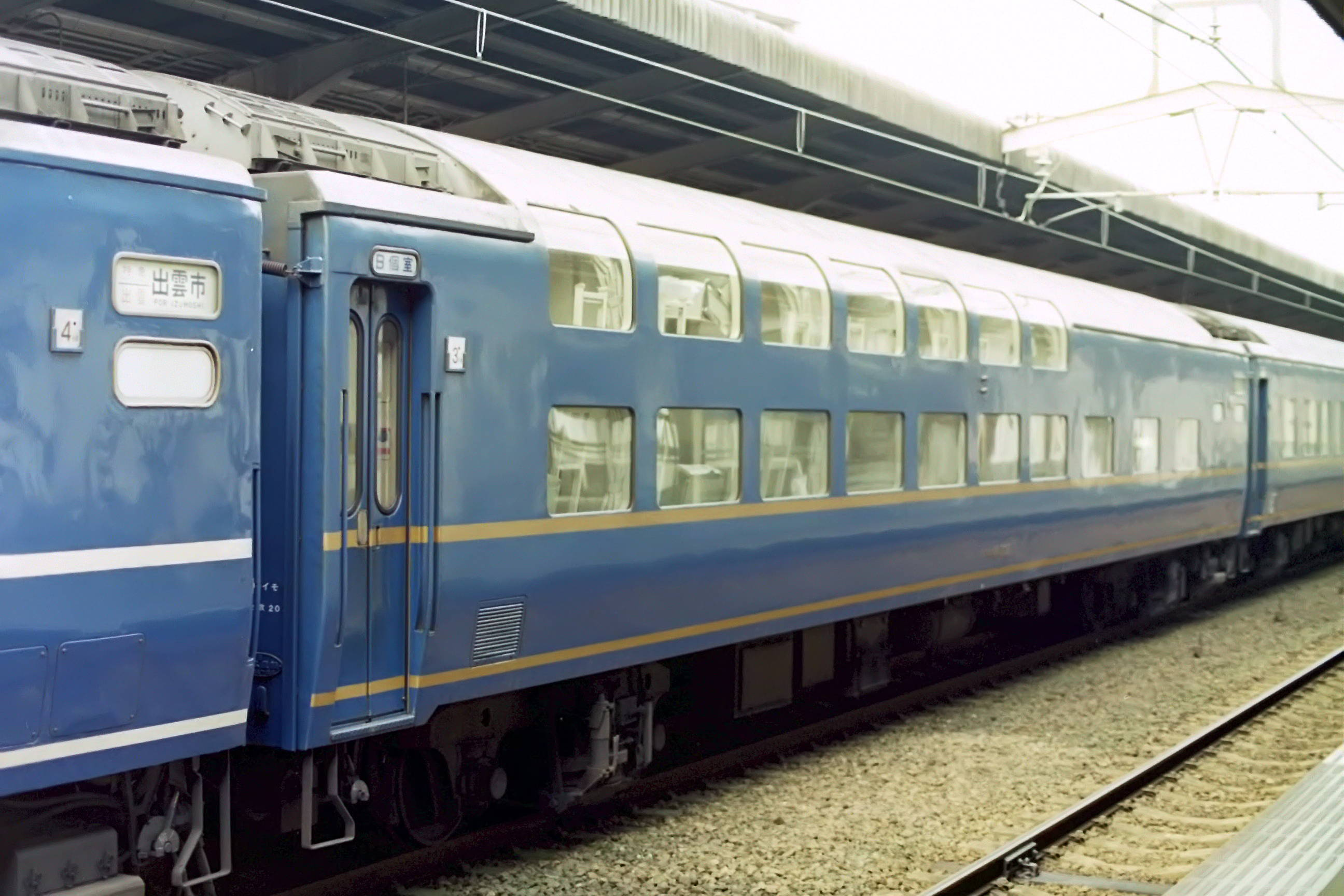
オハネ14 300番台

1988年、夜行バスに対抗するため翌年の3段式寝台車ともに「出雲」3・2号用に登場したグレードアップ個室寝台車で、1人用B個室寝台（シングル）3両が登場した。
- オハネ14 14・28・37

B寝台コンパートメント車。
1998年に「出雲」3・2号が285系電車による「サンライズ出雲」化されたことに伴い、定期運用がなくなった。
1991年、「出雲」3・2号用に登場したグレードアップ個室寝台車で、1人用A寝台車（シングルDX）3両と1人用B個室寝台（シングル）・2人用B個室寝台（ツイン）合造車3両の計6両が登場した。
- オロネ14 301 - 303

1人用A個室寝台（シングルDX）車両。
車両構造は1989年に登場した「あさかぜ」・「瀬戸」用のオロネ25形300番台に準じる。
オハネ14 16・35 オロネ14 6 → オロネ14 301 - 303
「あかつき」に転用後は、「日本海」1・4号のオロネ25形300番台の予備を兼ねるため、24系にも併結可能な様に改造が実施された。
- オハネ14 301 - 303

上記のオロネ14形300番台と同じく「出雲」3・2号用に登場した、1人用B個室寝台（シングルツイン）、2人用B個室寝台（ツイン）合造車。
「トワイライトエクスプレス」用に改造されたオハネ25形520番台に準じたエキストラベットを備えた1人用個室6室と、同じくオハネ25形510番台に準じた4人利用も可能な2人用個室7室を備える。
1998年に「出雲」3・2号が285系電車による「サンライズ出雲」化されたことに伴い、上述のオロネ14形300番台とともに「あかつき」に転用されたが、2008年に「あかつき」も廃止されたため、定期運用がなくなった。
オハネ14 15・17 オロネ14 7 → オハネ14 301 - 3

#### 「あかつき」用B個室寝台車
- オハネ15 351 - 353

1992年、「あかつき」用にオハネ15形の改造により登場した、1人用B個室寝台（ソロ）車。
定員確保のため通路を車両中央に設け、その両側に1人用個室を合計28室設けている。
2000年、「あかつき」の「彗星」との併結化に伴い同車は一旦「彗星」の編成に移され、2005年には「彗星」の廃止に伴い再び「あかつき」で使用されていたが、2008年に「あかつき」も廃止されたため、定期運用が無くなった。
オハネ15 8・24・29 → オハネ15 351 - 353

### JR九州での改造（寝台車）
九州旅客鉄道（JR九州）へは、「さくら」「みずほ」用に49両が継承された。両列車の廃止後は、「富士」「はやぶさ」用となったが、初期の14形が多かったため、随時24系25形から改造補充された。2009年の「富士・はやぶさ」廃止により定期運用を失ったが、九州島内での臨時列車に使用されている。
- オハネ15形1100番台

1997年（平成9年）「さくら」に使用されていたオハネ14の老朽化に伴い、「はやぶさ」の運転区間短縮によって余剰になった24系のオハネ25形100番台車を14系に編入した番台区分である。車両番号は種車の番号+1000になっている。改造内容は、引通し線を変更した程度で外観については種車と変わっておらず、オハネ15形はもともとオハネ25形100番台を基本に製造された車両であるため、オハネ15形新製車との差もほとんどない。「さくら」減車時に2両が廃車されたが、その後1両が追加改造され、JR九州熊本運輸センターに配置の上、2009年3月14日まで、「富士」「はやぶさ」に使用されていた。
オハネ25 102・112・185・201・202・204・222・246 → オハネ15 1102・1112・1185・1201・1202・1204・1222・1246
- オハネ15形2000番台

「はやぶさ」「富士」用に改造された全室1人用B個室寝台車（ソロ）オハネ25形1000番台を、1999年に「さくら」転用のため、サービス電源の変更を行って14系に編入したもの。詳細は国鉄24系客車 オハネ25形1000番台の項を参照。
オハネ 25 1001 - 1005 → オハネ15 2001 - 2005
- オロネ15形3000番台

2005年に「はやぶさ」「富士」で使用されていた1人用A個室寝台車（シングルDX）オロネ25形を14系仕様に改造したもの。詳細は国鉄24系客車 オロネ25形の項を参照。
オロネ25 1・2・4・5・6 → オロネ15 3001・3002・3004・3005・3006

## 座席車の改造車

### 国鉄時代の改造車（座席車）

#### 北海道向け500番台改造（座席車）

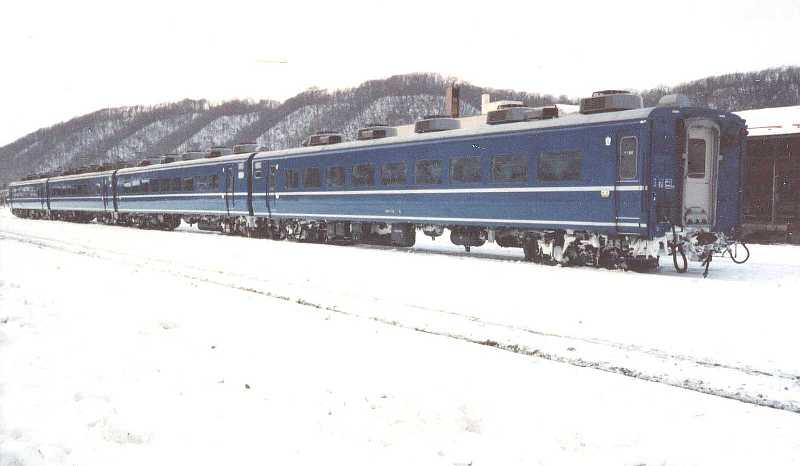
500番台座席車
蒸気管と旧形客車併結用のKE85-KE54特殊両栓ジャンパ線装備

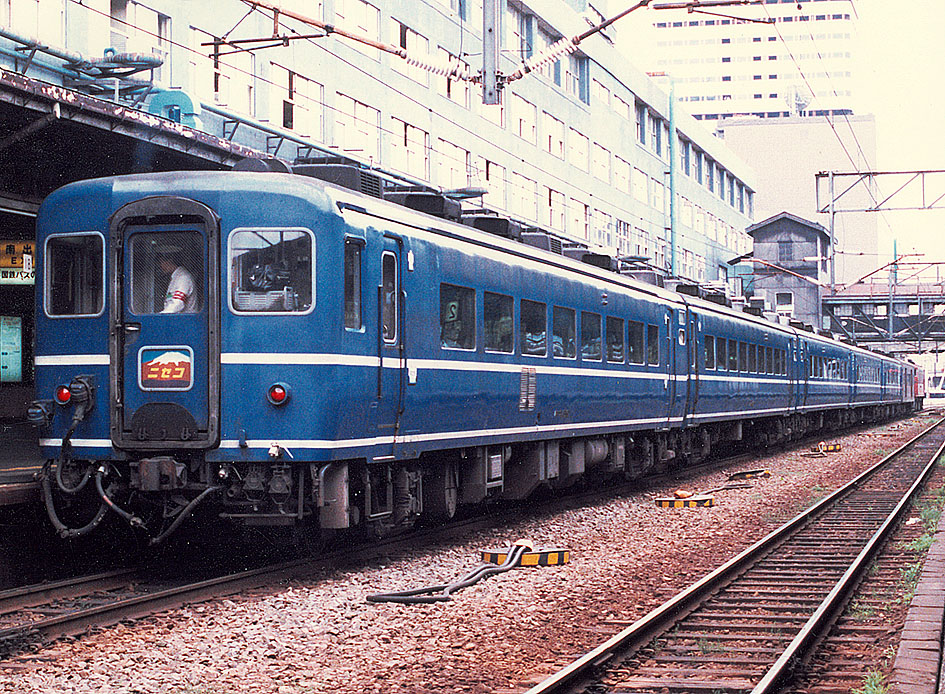
急行「ニセコ」
（1986年 札幌駅）

1981年（昭和56年）、北海道の急行列車で使われていた旧形客車の置き換えのため、本州内及び本州－九州直通の急行列車廃止で余剰になっていた本系列に暖房強化や空気圧縮機の大型化、これに伴いスハフ14形1両当たり自車を含めた6両から4両給電に変更、冬季の着雪・凍結対策として折戸であった客用扉の引戸化など道内向け改造を施した番台区分。当初から、荷物車、郵便車、寝台車（当初は10系寝台車と混結されていた）などの旧形客車との併結が前提であったため、12系客車と同じく機関車からの暖房用蒸気を旧形客車に送るための、暖房用蒸気の引通管が新たに設けられた。オハ14 501 - 539・スハフ14 501 - 509が改造された。
4両給電化によってスハフ14形の所要両数が増えて種車となるスハフ14形が不足するため、オハフ15形をスハフ14形に改造の上充当している。上記の道内向け改造に加え、電源用ディーゼル発電セットの取り付けが行われた。これによりスハフ14形に編入された車両の番台区分は550番台の551 - 561となった。
当初は座席車のみの落成となったが、後に寝台車も改造され投入された。500番台寝台車と同様の台車のため、最高速度が95 km/hに抑えられていたが、青函トンネル内に限り再度110 km/h走行が可能となった。
500番台はさらなる改造の種車となったものが多く、残存したのはオハ14形が11両、スハフ14形500番台が5両、スハフ14形550番台が4両となっている。
青函トンネル内での防火対策として、床下にディーゼル発電機を搭載するスハフ14 501 - 509・551・555 - 557に自動消火装置が搭載されており、急行「はまなす」の編成に限定使用されている。
1997年3月のダイヤ改正では、快速「海峡」が110 km/h運転を開始したため、その対応として43両にA急ブレーキ弁再取付け工事が行われた、これにより、最高速度が95 km/hから110 km/hに向上した。

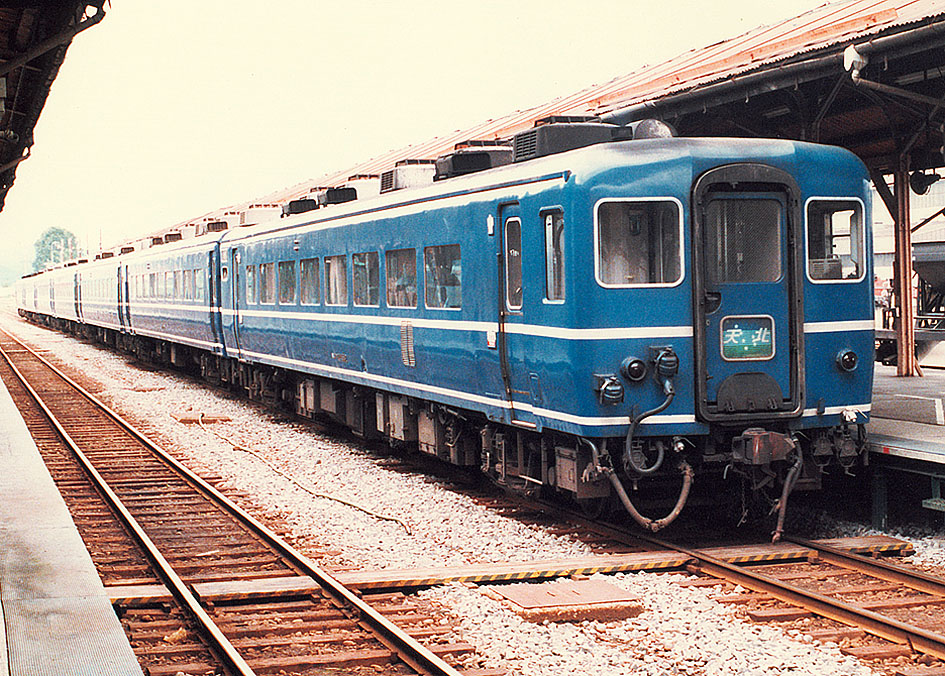
上り「天北」 （1986年 名寄駅）
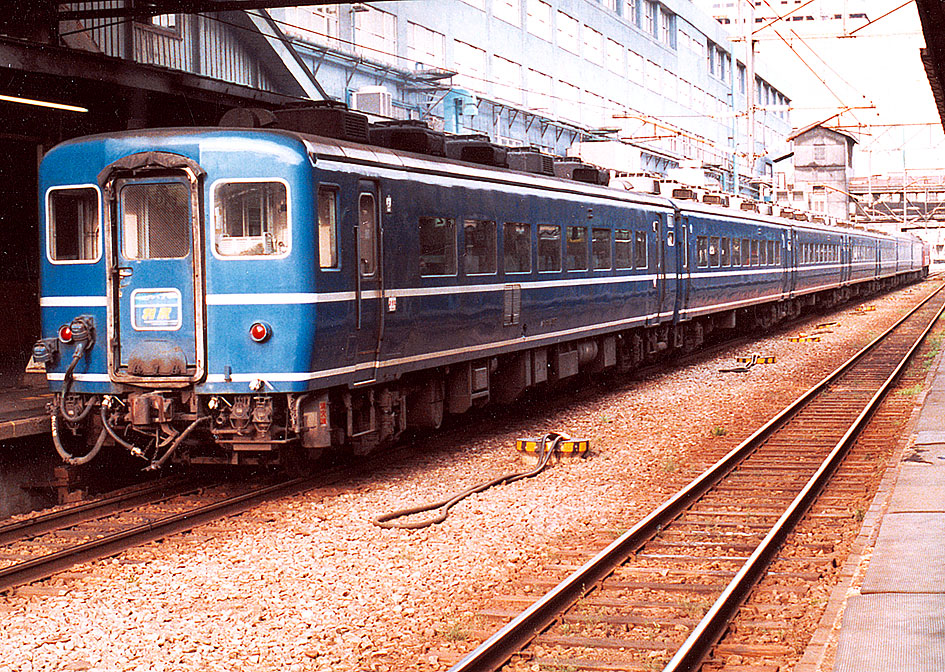
上り「利尻」 （1986年 札幌駅）
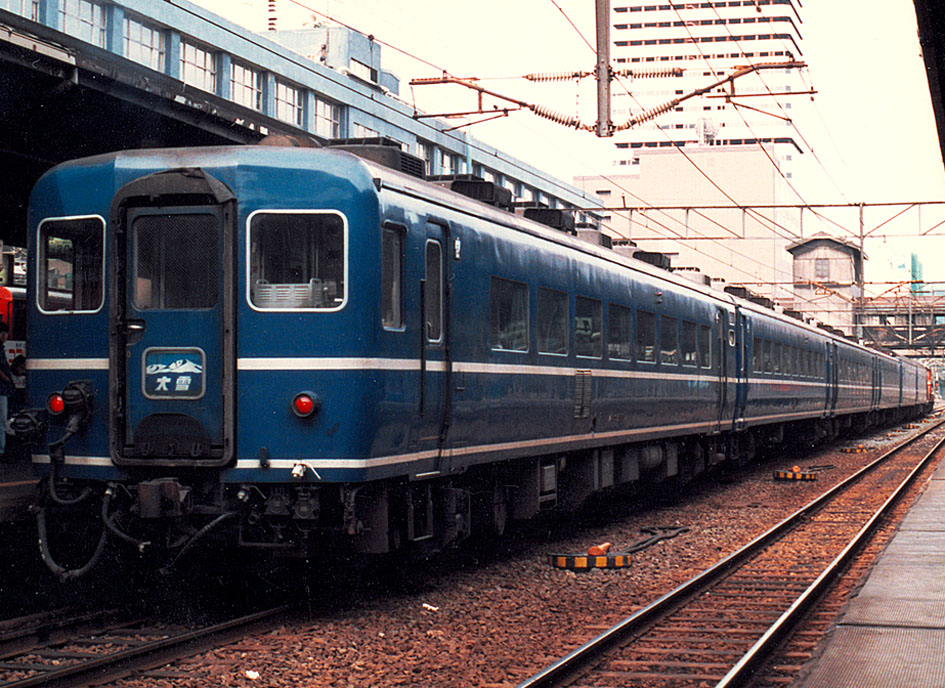
上り「大雪」 （1986年 札幌駅）
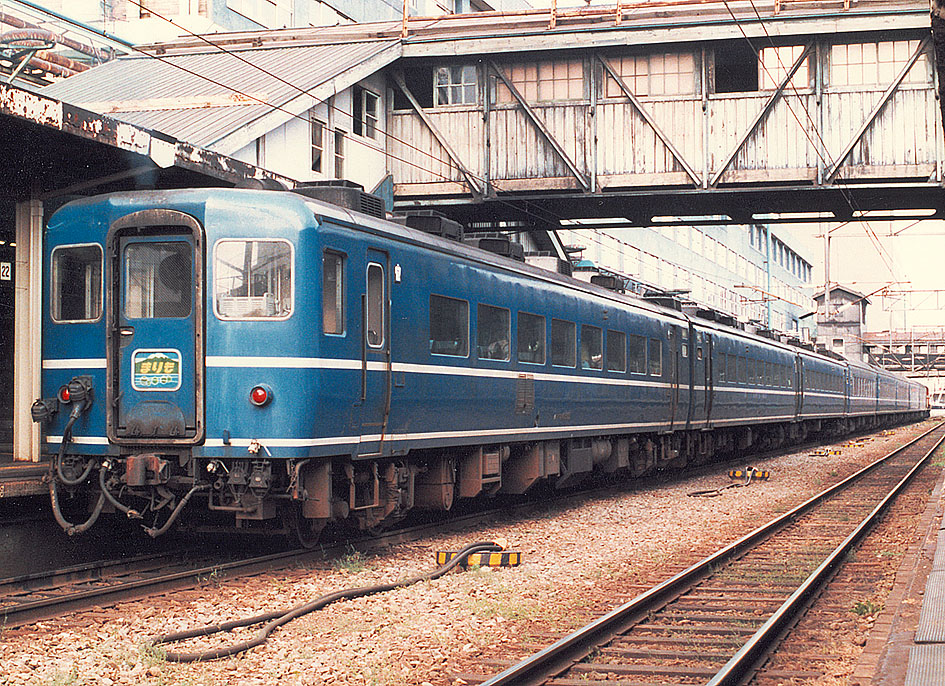
上り「まりも」 （1986年 札幌駅）

#### オハフ15形に電源装置を取り付け（スハフ14形400番台）
1983年に、座席車のジョイフルトレインへの改造に伴い不足する電源車を補う目的で、オハフ15形に電源用ディーゼル発電機を取付けスハフ14形化した車両。スハフ14 401・402の2両が存在。
同車は長らく尾久客車区（現・尾久車両センター）において、急行列車や団体専用列車などに用いられたが、急行列車の廃止や団体専用列車の電車化に伴い、2003年（平成15年）までに2両とも廃車され区分消滅している。

#### 「まりも」用指定席車「ドリームカー」への改造

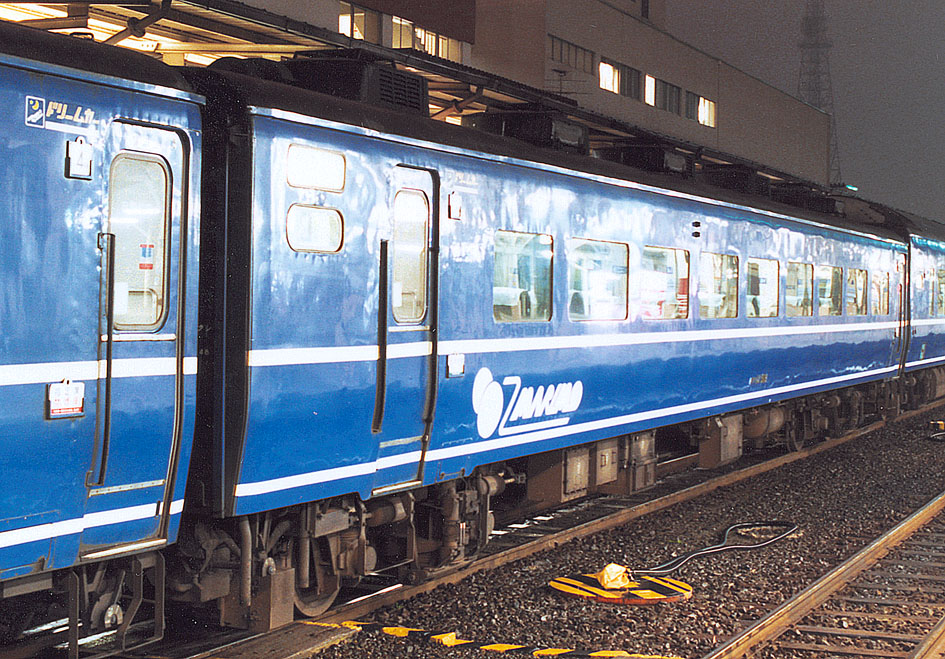
オハ14 500番台ドリームカー

急行「まりも」の座席指定席車のグレードアップを目的として改造された車両。オハ14 503・505・507・508・510の5両が改造されたが、改造後の番号変更はない。座席は、キロ182形のグレードアップにより発生したグリーン車用リクライニングシートに交換された。2016年3月まで急行「はまなす」の指定席車として使用されていた。

#### 「はまなす」用カーペットカーへの改造

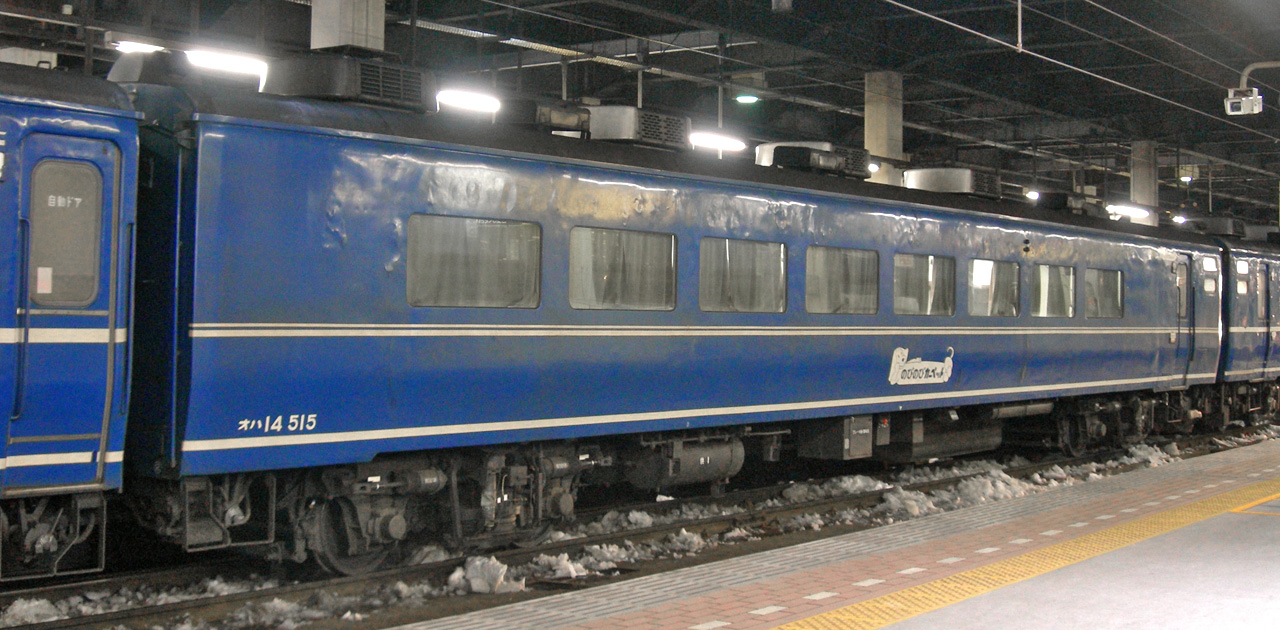
オハ14 515

1997年に急行「はまなす」・快速「海峡」用に改造された車両。車内は2段式のカーペット敷きとなり、上段は線路方向、下段は枕木方向に横になるレイアウトである。オハ14 512・515の2両が改造され、2016年3月まで急行「はまなす」に連結されていた。
また、1998年には東青森駅 - 白石駅間で運転された「カートレインさっぽろ」用にオハ14 513がカーペット車に改造された。こちらは「はまなす」用と異なり上段がなく、仕様も「海峡」用51系の「ゆったりカーペット車」に近いものであったが、いずれも廃車されている。

#### 「北斗星」用寝台車への改造
「北斗星」増発に伴い所要となる車両の一部はオハ14形が種車となった。寝台車仕様の車体を新規に製造し、外観は種車から大きく変化した。詳細は国鉄24系客車の該当節を参照されたい。
- オハ14 502・538→オハネ25 551・552
- オハ14 527・537→オハネ25 561・562

#### SL列車用客車への改造

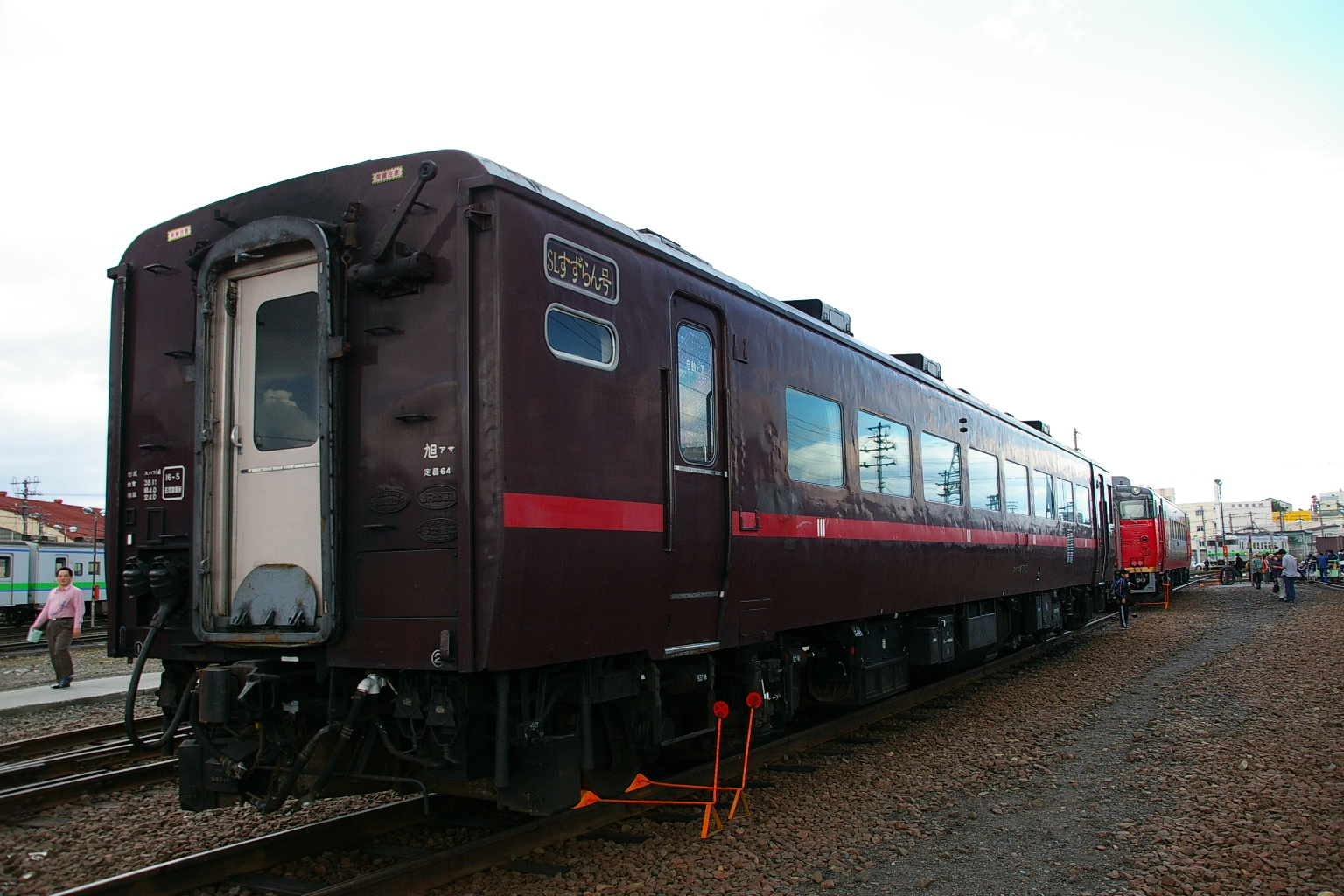
スハフ14 505

1999年に「SLすずらん号」用に用意された。ぶどう色の地に赤帯に塗色変更されたオハ14 519・526とスハフ14 505の3両で、竣工直後は青20号一色であったが、出場後3日でぶどう色に赤帯に変更されるというハプニング的事例が発生した。青20号での運転は本線試運転の一回のみである。改装当初は室内にドラフト音を流す客室へのBGM用スピーカー、ワイヤレスマイク用回路の設置のみであったが、1季節終えた後、座席を4人がけボックスシートに改造したほか、ダルマストーブの設置などが行なわれている。2003年にスハフ14 507を追加で改造した。2016年現在、「SL冬の湿原号」専用車両となっている。

### JR東日本の改造車（座席車）

#### 旅のプレゼント号用改造
身体障害者にも旅を楽しんでもらおうという趣旨の元に企画・運転されている「旅のプレゼント号」用として、当時の尾久客車区に配置されていたオハ14 95にイベントスペースやテレビモニターなどを設置した。2003年廃車。

### JR東海の改造車（座席車）
| オハフ15 701 |  | オハ14 704 |
| オハフ15 701 |  | オハ14 704 |

#### アコモデーション改造車「ユーロピア」（700番台）
1990年、東海旅客鉄道（JR東海）において、12系客車改造の「ユーロライナー」の増結用として、座席車の車内を改装した車両。「ユーロピア」とも呼ばれる。
「ユーロライナー」にあわせ、外板塗色を変更したほか、車内は簡易リクライニングシートから、シートピッチを拡大した背面テーブル付回転リクライニングシートに変更されている。そのため窓割と座席の位置が合わない席がある。
オハ14 701 - 704・スハフ14 701・オハフ15 701の6両が美濃太田車両区に配置されたが、2000年度にスハフ14 701が廃車。かわりにスハフ14 5が塗装変更されたが、車内はそのままで連結された。2004年度までにスハフ14 5以外の5両が廃車されている。スハフ14 5はユーロライナー色のまま2005年にJR四国に譲渡され、後日一般色に塗り直された。

### JR西日本の改造車（座席車）

#### リゾート&シュプール用改造車（200番台）

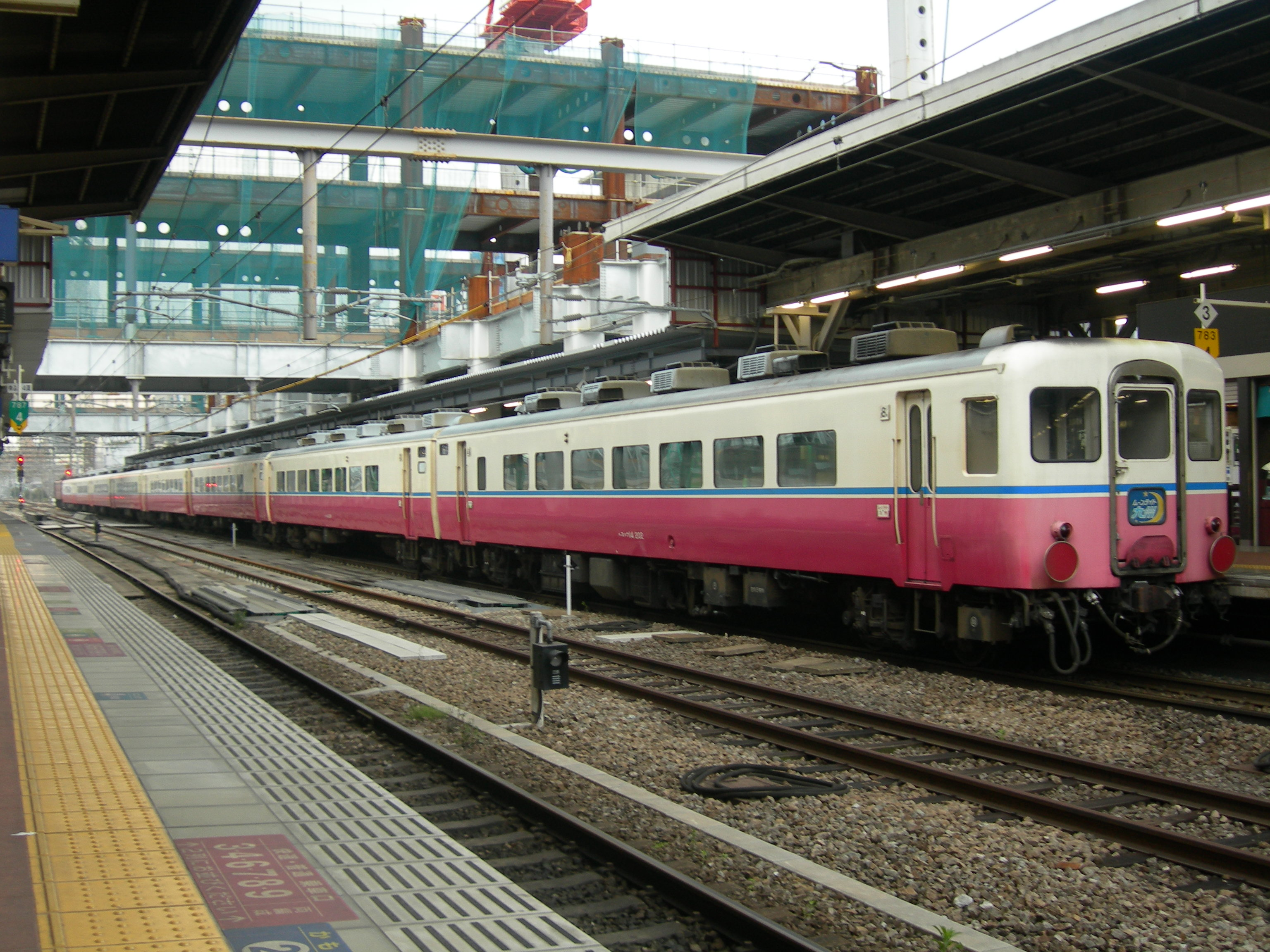
スハフ14 202

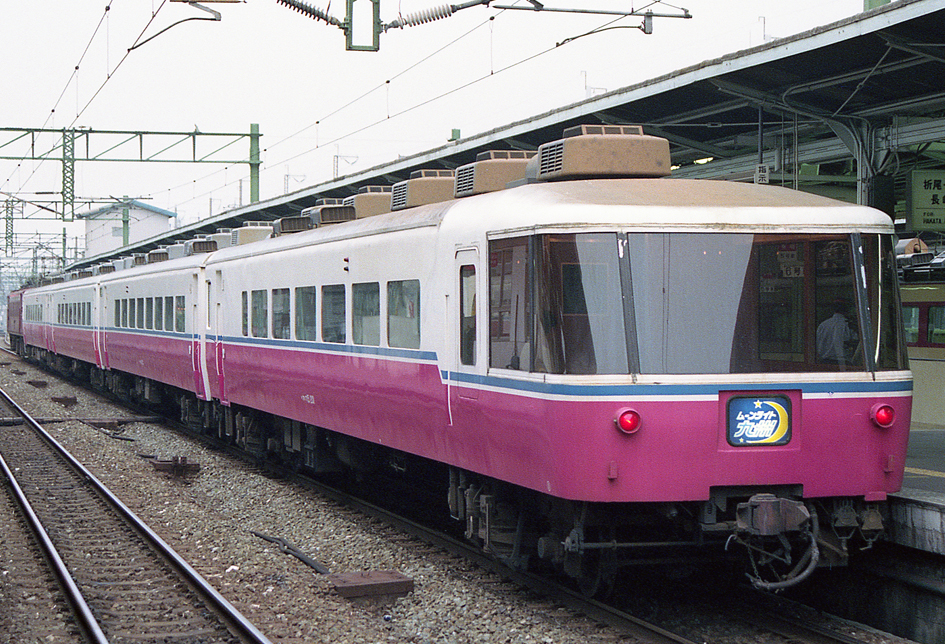
オハフ15 201

1988年、JR西日本が主にスキー客向けの臨時列車「シュプール号」に用いることを目的に改造。その後「リゾート白馬号」などに用いられたため「リゾート&シュプール」車とも呼ばれる。冬場以外の時期には臨時快速列車「ムーンライト九州」にも用いられた。
車体塗装が変更されたほか、座席は従来の簡易リクライニングシートから、リクライニング角度の大きい背面テーブル付のフリーストップリクライニングシートに取り替えられた。ただし、「ユーロピア」と異なり、シートピッチはそのままである。車端部の1窓（8席）をつぶし、スキー用の大型荷物置場を備える。2000年代に入り「シュプール号」運用が減少した後は冬場にも「ムーンライト九州」などに使用されていたが、2009年7月10日付で全車廃車された。
登場した車両は、オハ14 201 - 208・251 - 258・スハフ14 201 - 204・オハフ15 201 - 203・251の24両で、2009年4月時点ではオハ14 201・202・204・206 - 208・251 - 253・256 - 258・スハフ14 201 - 204の16両が在籍していた。
オハ14 251 - 258は更衣室付のための番号区分。
スハフ14 201 - 204には簡易な車販準備室が設けられ、「シュプール号」最盛期には車内販売員が乗務した。
オハフ15形はその後、車端部に「あすか」に準じた展望室を取付ける改造が施された。ただし、251は便所・洗面台の位置にラウンジが設けられたのみで、展望構造は不採用だった。

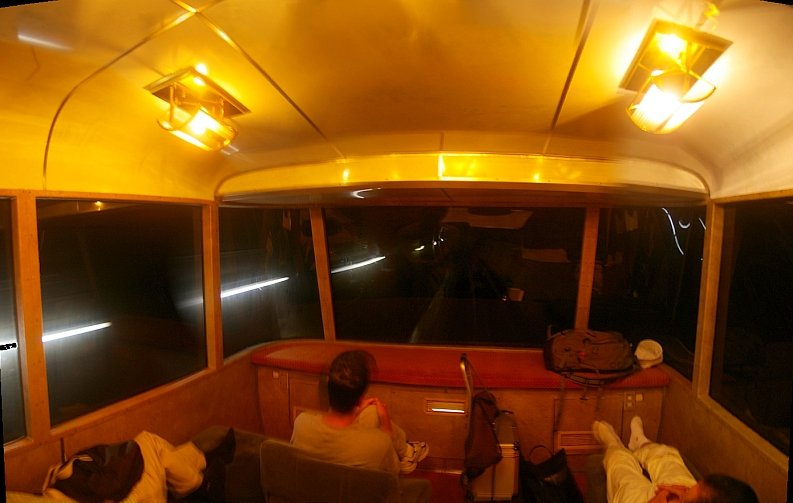
展望室内部
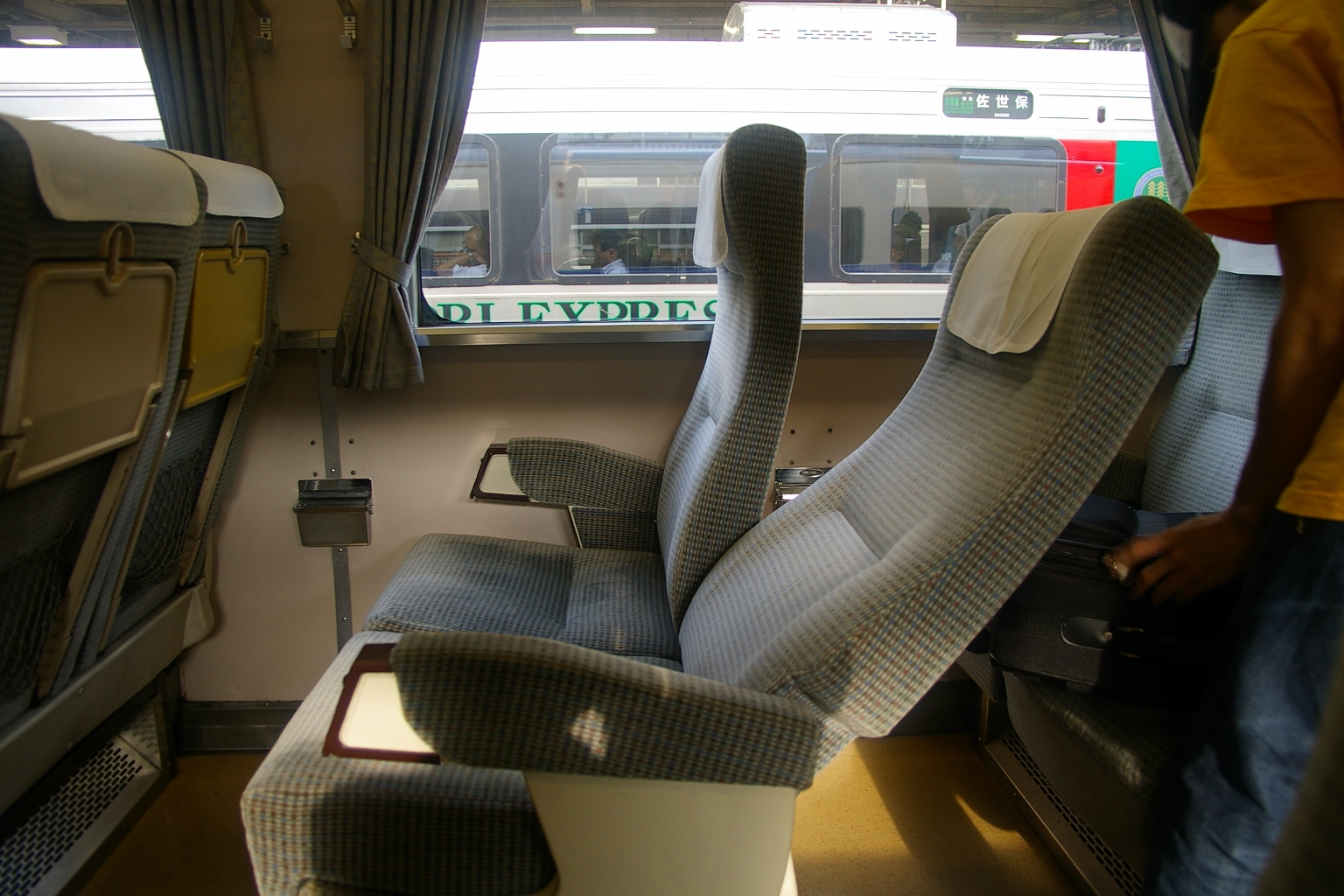
フリーストップリクライニングシート
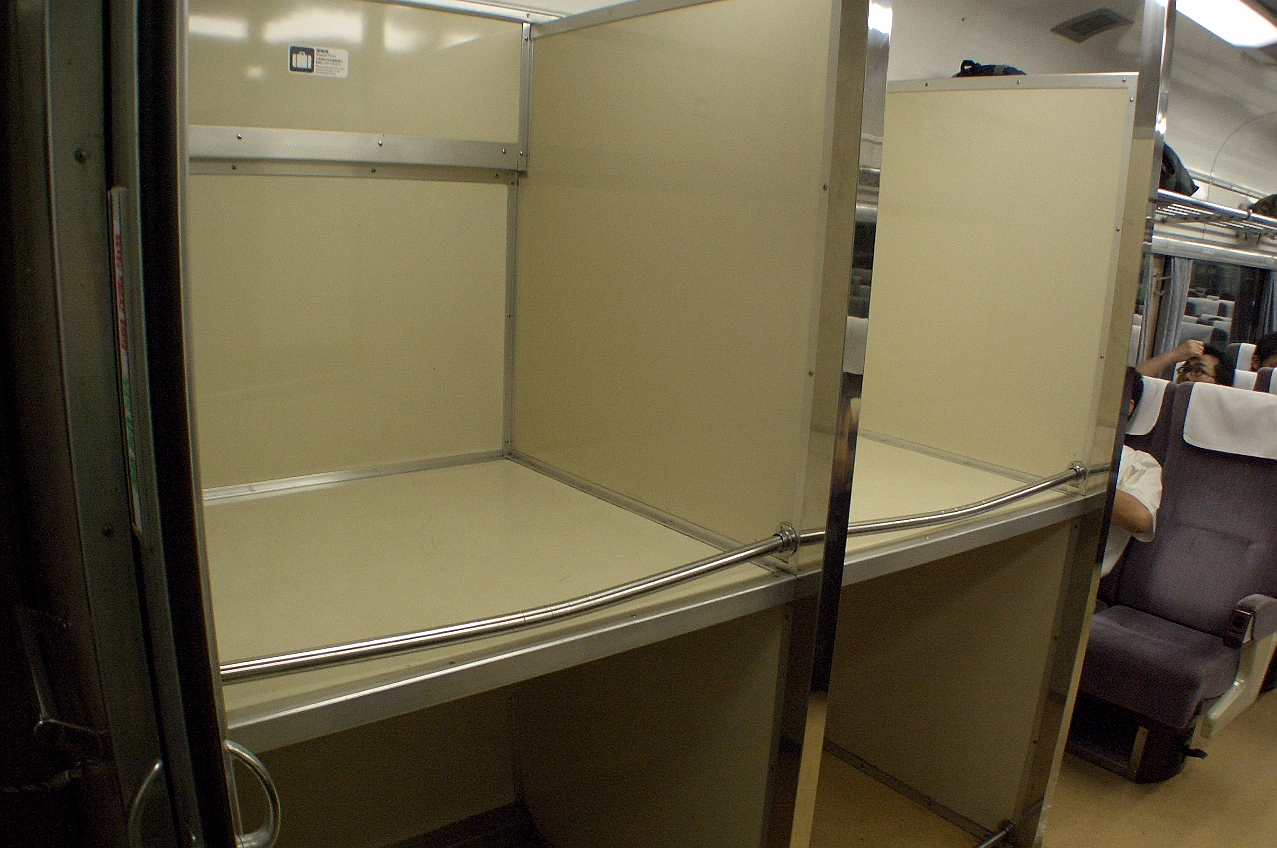
大型荷物置場

#### 「あかつき」用レガートシート改造車（オハ14形300番台）

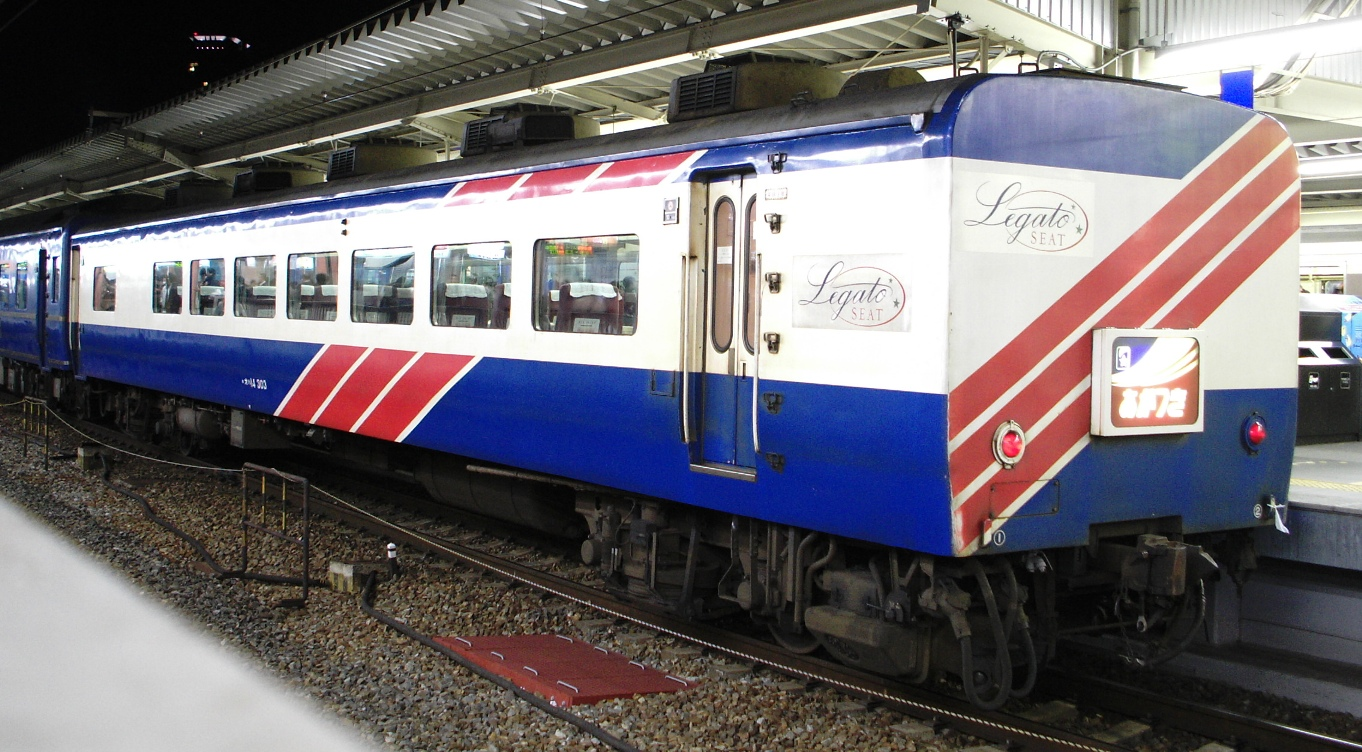
オハ14 303

1990年、夜行高速バスとの競争力強化のため「あかつき」佐世保編成に組み込まれていた座席車オハ14形を、長崎編成に組換えのうえ夜行高速バス並みの独立3列シート化改造した車両である。愛称は「レガートシート」。車両後部に女性専用席を設け、車内の通り抜けを少なくするため編成端部に連結することになった。そのため、最後部には女性専用の化粧室、更衣室が設けられている。編成端部側の貫通扉は埋められ、列車愛称表示器が取り付けられている。「あかつき」の廃止により、全車廃車となった。
オハ14 19・29・32→オハ14 301 - 303

### JR九州の改造車（座席車）

#### 超魅力くまもと日本一周号
| EF65 1121牽引 超魅力くまもと日本一周号 スハフ14 27 |  | 超魅力くまもと日本一周号 スハフ14 27 |
| EF65 1121牽引 超魅力くまもと日本一周号 スハフ14 27 |  | 超魅力くまもと日本一周号 スハフ14 27 |

1988年、JR九州と熊本県がタイアップした「熊本デステネーションキャンペーン」の一環として14系座席車5両とオシ14を改装し、9 - 12月の期間中全国12駅においてイベントを行った。車内は熊本をアピールする展示物やJR九州の鉄道関係の展示物が陳列されたほか、オシ14では軽食や酒類を含む飲料が提供された。イベント終了後は原型に復元。
スハフ14 27（本部車） - オハ14 102（レセプション車） - オシ14 12（ショット・バー車） - オハ14 104（観光展示車） - オハ14 105（観光展示車） - オハフ15 27（シアター車）

## 24系客車への改造車

### 国鉄時代の24系への改造
車体構造が共通である24系客車への転出あるいは同系からの改造編入は、登場直後から行われている。

#### オシ14形のオシ24形100番台への改造

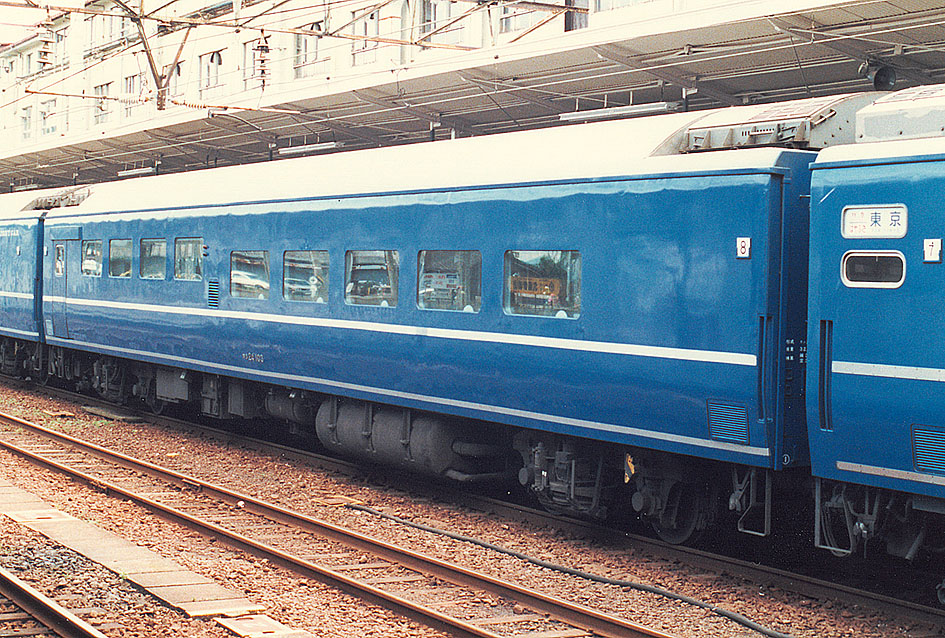
オシ24 103（旧オシ14 10）

1975年3月のダイヤ改正により、24系24形が品川客車区に転属して「はやぶさ」・「富士」・「出雲」を受け持つこととなった際に不足する食堂車5両を補うため、オシ14形に難燃化・電気系統の改造によりオシ24形100番台に編入したものである。
国鉄分割民営化に際しては、全車がJR九州に引き継がれたが、1999年（平成11年）をもって運用から外され全車廃車となった。
オシ14 5・6・10・11・14 → オシ24 101 - 105

#### オロネ14形のオロネ24形100番台への改造
1982年11月のダイヤ改正で24系24形寝台車が秋田運転所に転属となり、「あけぼの」・「ゆうづる」・「出羽」に運用する際に不足するA寝台車を補うため、オロネ14形1両の電気系統を変更して、オロネ24形100番台に編入した。1986年には、急行「銀河」24系置き換えの際に不足する2両が追加改造されている。
国鉄分割民営化で、101がJR東日本、102・103がJR西日本に引き継がれた。1991年（平成3年）に101はスロネ24形に改造されたため、残った102・103の2両がJR西日本宮原総合運転所に配置されていたが、2008年（平成20年）に廃車となり形式消滅。
オロネ14 11・9・10 → オロネ24 101 - 103

#### 「はやぶさ」・「富士」用ロビーカーへの改造（オハ24形700番台）

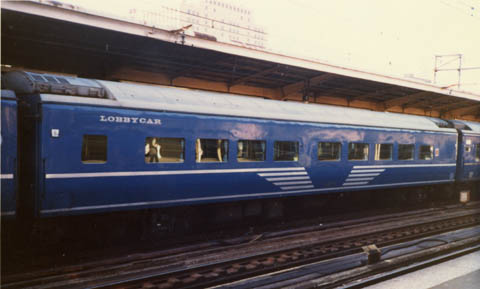
オハ24 702「ロビーカー」
（1986年3月25日）

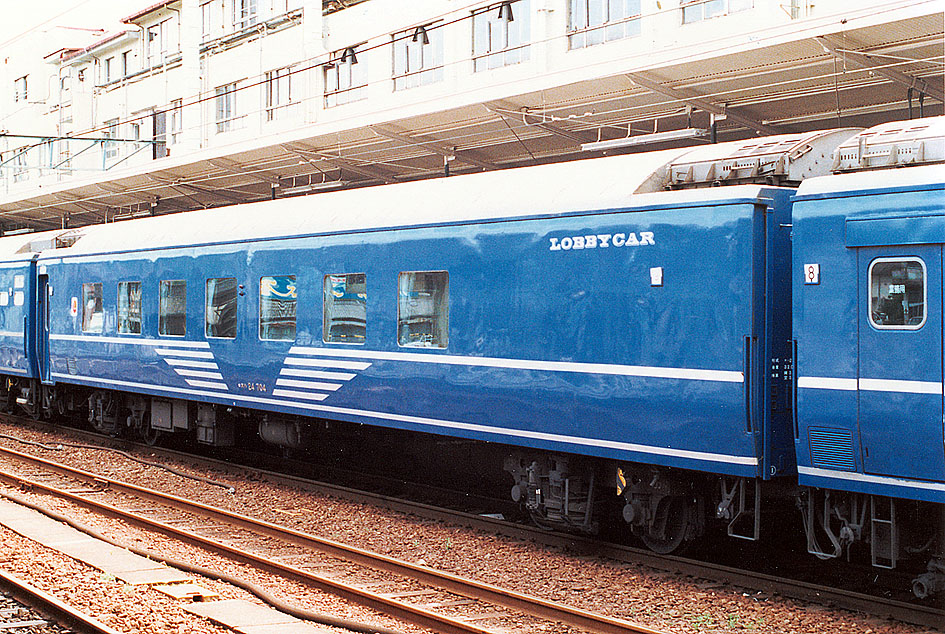
オハ24 704「ロビーカー」

1985年3月、東京対九州ブルートレインの設備改善のため、ホテルのロビーのような機能を持つフリースペースとして「ロビーカー」を「はやぶさ」に連結することとなり、登場。本グループの種車は、当時余剰となっていたオシ14形およびオハネ14形が充てられた。両者の外観は大きく異なるが、種車の設備は完全に撤去され、中央部にソファと1人用の回転椅子を設けたロビーコーナー、前位寄りに飲料の自動販売機を備えたサービスコーナー、後位寄りにPRコーナーが設けられた。また、ロビーコーナーの前位寄りには、サービスカウンターも設けられていた。外観は、銀色のメタリックテープで翼を広げたようなデザインが行われ、ロビーカーであることをアピールした。その後カード式公衆電話が設置された。
「はやぶさ」用には、オシ14形改造車2両、オハネ14形改造車1両が用意されたが、1986年11月から連結が開始された「富士」用には、オハネ14形改造車2両が増備された。両グループは区別されることなく連番が付番されている。オシ14形から改造された701・702には、客用扉は設置されていない。
オシ14 9・4、オハネ14 67・2・4 → オハ24 701 - 705
改造は全車が大宮工場（現・大宮総合車両センター）で当初は品川運転所に配置されたが、国鉄分割民営化に伴い全車が熊本運転所へと転属し、JR九州に引き継がれた。2005年（平成17年）の「富士」「はやぶさ」併結運転化に伴い編成から外され、同年に全車廃車された。

### JR北海道での24系への改造

#### 「北斗星」3・4号定期列車化用改造車
1988年（昭和63年）3月、青函トンネルの開通に伴って上野駅 - 札幌駅間で運転が開始された寝台特急「北斗星」は1・2号をJR北海道、5・6号をJR東日本が担当し、3・4号はモノクラスの季節列車として設定されたが、豪華編成の1・2・5・6号に続いて、3・4号にもハイグレード客車を連結して1989年3月から定期列車化することとなった。その際、JR北海道とJR東日本で1本ずつ編成を受け持つこととなったが、JR北海道では種車となる24系が払底していたため、宗谷本線急行「宗谷」「天北」のキハ400系気動車へ置き換えによって捻出したオハネ14形11両が種車とされた。改造詳細は国鉄24系客車#JR北海道を参照。
オハネ14 514 → オロネ25 551（ニューツインDX/1・2号用）
オハネ14 513 → オロハネ25 554（ロイヤル・デュエット）
オハネ14 512 → オロハネ25 555（ロイヤル・ソロ）
オハネ14 505・509・511・516 → オハネ24 501 - 504
オハネ14 508・507 → オハネフ24 501・502
オハネ14 515 → スハネ25 503（ソロ・ロビー/1・2号用の予備車増備）
オハネ14 517 → オハ25 551（ロビーカー）

#### 北斗星「ロイヤル」増結用改造車
「北斗星」のA個室「ロイヤル」が寝台券がプラチナチケットとなっていたことから、「ロイヤル」の室数を増やすため、1990年（平成2年）から全列車に「ロイヤル・ソロ」を1両増結することとなった。JR北海道では前節と同じ事情でオハネ14形3両が種車となった。
オハネ14 503・506・510 → オロハネ25 556 - 558

### JR東日本での24系への改造

#### 「北斗星」用ロイヤル・ソロ合造車
1989年に14系座席車のオハ14 186が寝台特急「北斗星」のロイヤル・ソロ合造車に改造され、24系寝台車のオロハネ24 501となった。

### JR西日本での24系への改造

#### オハネ25形250番台（「銀河」「日本海1・2号」用）
1990年、「銀河」「日本海1・2号」用のB寝台車が不足したため、オハネ15形2両をオハネ25形に改造し、250番台のオハネ25 251・252とした。電源引き通し関係の改造のみで、外観の変化はない。
オハネ15 38・39 → オハネ25 251・252

#### 「トワイライトエクスプレス」第3編成用改造車
寝台特急「トワイライトエクスプレス」は、運転日を増やすため、1991年に第3編成を増備することとなった。そのうちのサロンカーについて、本系列からオロネ14 8が種車に選定され、幡生車両所でオハ25 553に改造された。
オロネ14 8 → オハ25 553

## ジョイフルトレインへの改造車

### 国鉄時代のジョイフルトレイン改造車
1983年（昭和58年）に、新しい団体需要の獲得を目的として東京南鉄道管理局と大阪鉄道管理局で7両編成2本が欧風客車（ジョイフルトレイン）に改造された。東京南鉄道管理局のものは「サロンエクスプレス東京」、大阪鉄道管理局のものは「サロンカーなにわ」の愛称が付けられた。1987年には、東京北鉄道管理局で「スーパーエクスプレスレインボー」が改造製作された。

#### 「サロンエクスプレス東京」

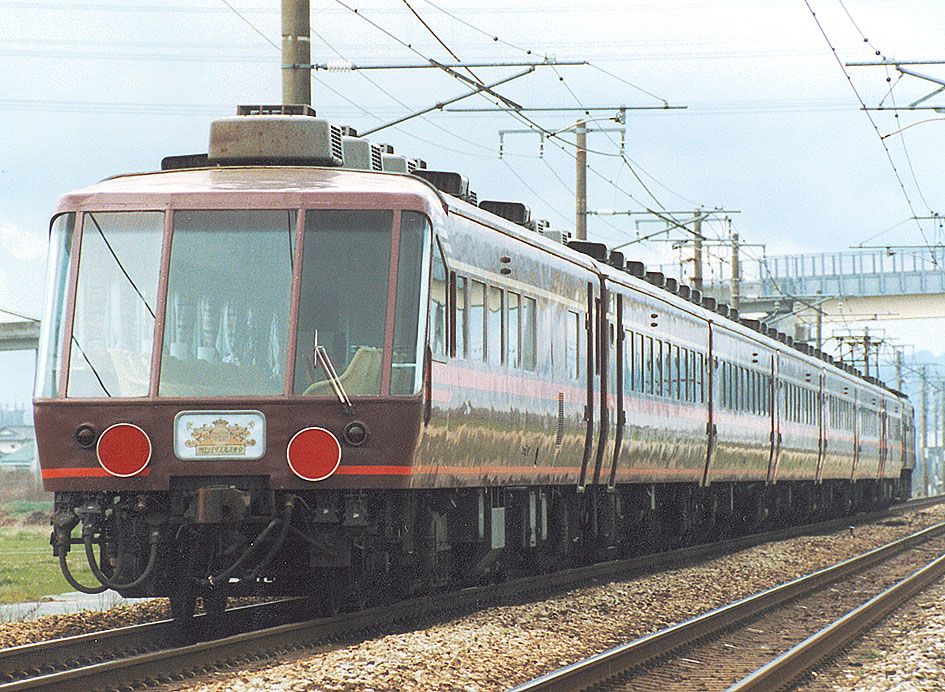
「サロンエクスプレス東京」

国鉄では初の本格的な密閉式展望室を備えた欧風客車で、1983年に東京地区向けに7両が改造されて「サロンエクスプレス東京」と命名された。14系座席車を改造した最初のジョイフルトレインである。
1997年には和式客車「ゆとり」に再改造された。

#### 「サロンカーなにわ」

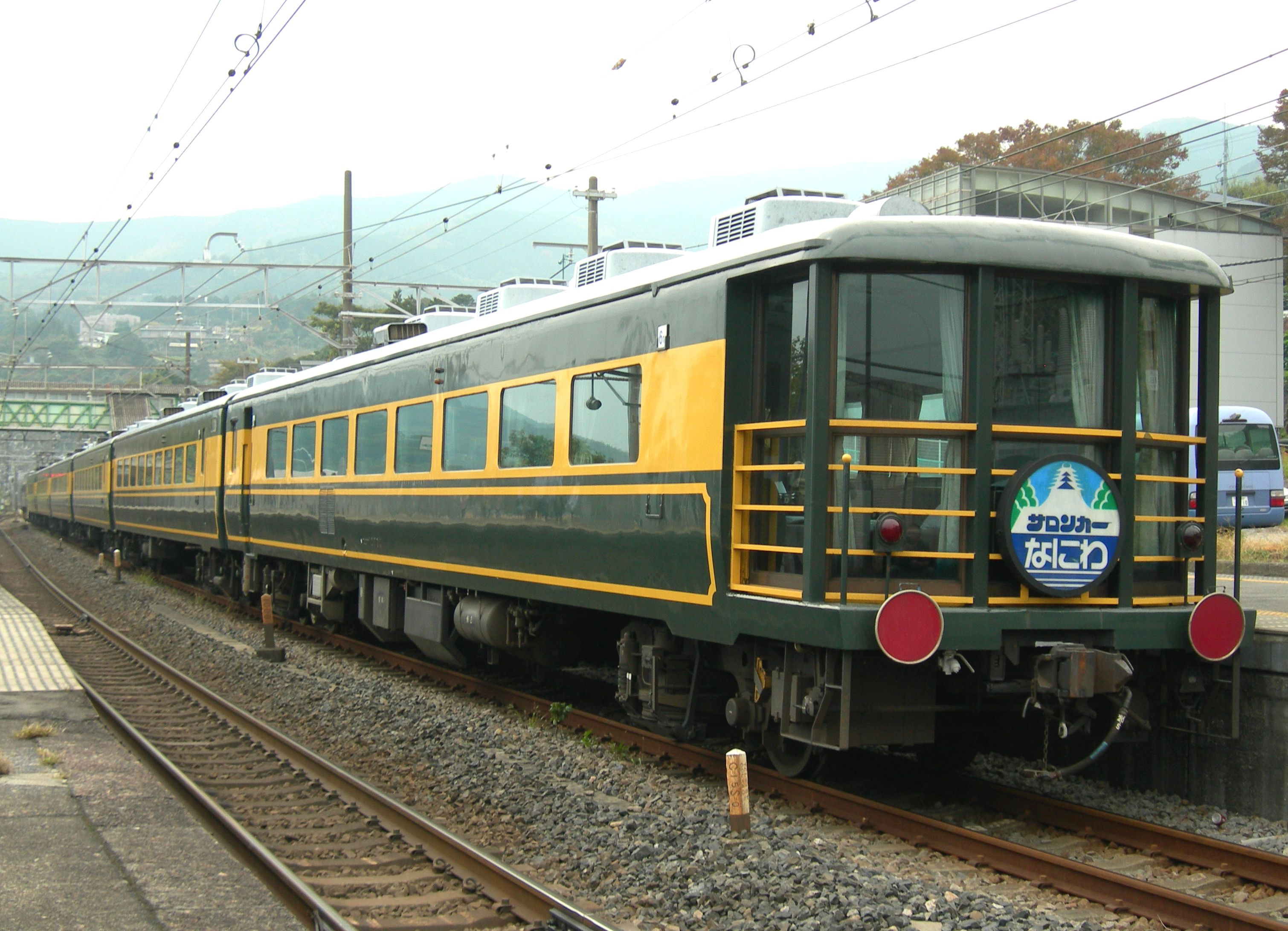
「サロンカーなにわ」（2007年）

「サロンエクスプレス東京」と同時期の1983年に登場した関西地区向けの欧風客車で、両端に密閉式展望室を備えた7両編成である。当初は窓周りがゴールドであったが、1994年にお召し列車用の整備とリニューアルが行われた際に黄色に変更された。

#### 「ホリデーパル」

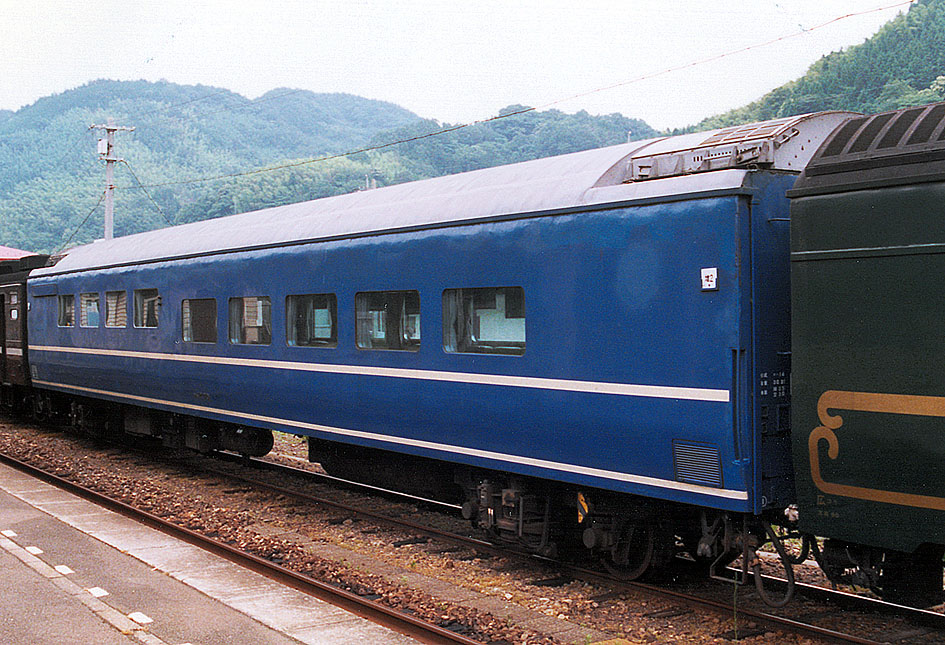
オハ14 701「ホリデーパル」サロンカー（画像はSLやまぐち号連結時、1990年 津和野駅）

広島鉄道管理局で、1984年に20系寝台車改造の簡易個室式ジョイフルトレイン「ホリデーパル」のサロンカーとして、オシ14 1を幡生車両所で改造したもので、改造後はオハ14 701に改番された。車内は、食堂設備をすべて撤去してカーペット敷きとされたが、外観上は厨房部の窓を固定化したのが目立つ程度で、大きな変更はない。
電気系統は20系の三相交流60Hz/600Vに適合するように改造されたが、回路の切替えにより従来どおり14系や12系に組み込んで使用することも可能であった。国鉄分割民営化でJR西日本に引き継がれ、1990年には白を基調とした新塗装に塗り替えられたが、1997年に20系側の老朽化により廃車された。

#### 「みやび」

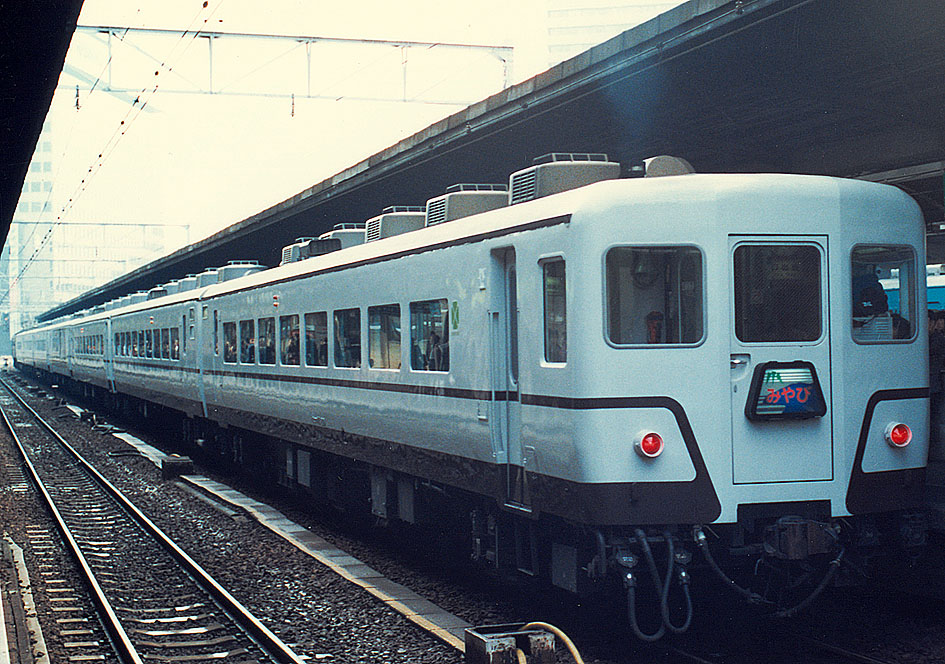
「みやび」（1986年10月）

1986年に、老朽化したスロ81系和式客車の代替として、大阪鉄道管理局向けに7両編成1本が和風客車「みやび」に改造された。14系改造のジョイフルトレインでは初の和式客車で、客室は掘りごたつ式となり、編成中間には日本庭園や和風サロンを備えたイベントカーが連結された。塗装は灰色9号とぶどう色2号である。
1986年4月1日に運転を開始したが、落成わずか8か月後の同年12月29日に山陰本線余部橋梁から強風により転落し、1987年に廃車となった。14系座席車出自の車両としては国鉄時代唯一の廃車事例である。

#### 「スーパーエクスプレスレインボー」

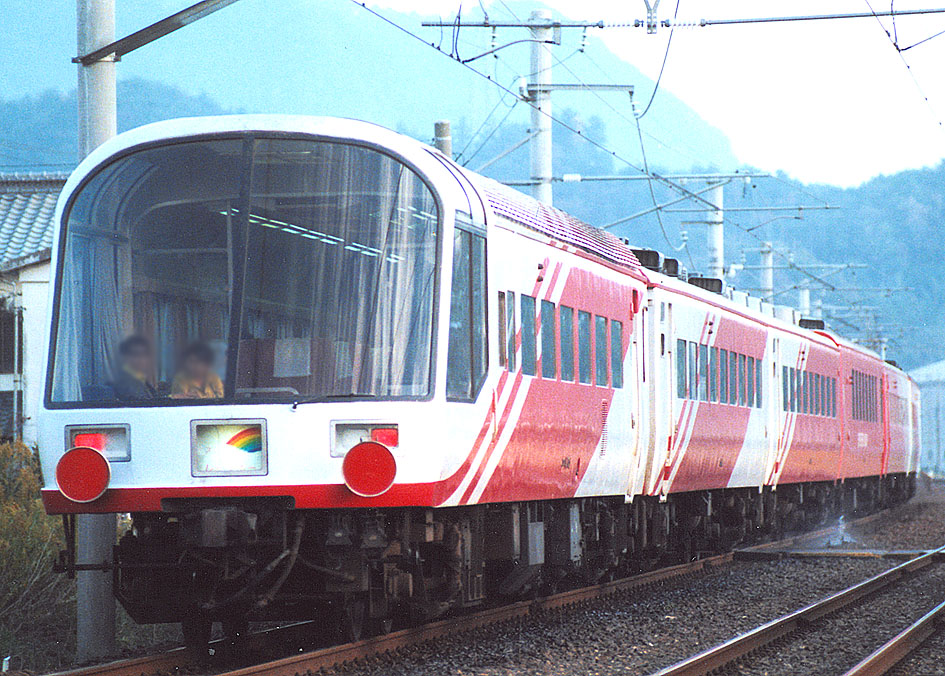
「スーパーエクスプレスレインボー」

国鉄分割民営化直前の1987年3月に改造された東京地区向けの欧風客車で、大型曲面ガラスの密閉式展望車を連結した7両編成である。中間4号車が12系改造車であるが、残る6両は14系から改造された。
2001年に廃車となった。

### JR東日本のジョイフルトレイン改造車

#### 「浪漫」

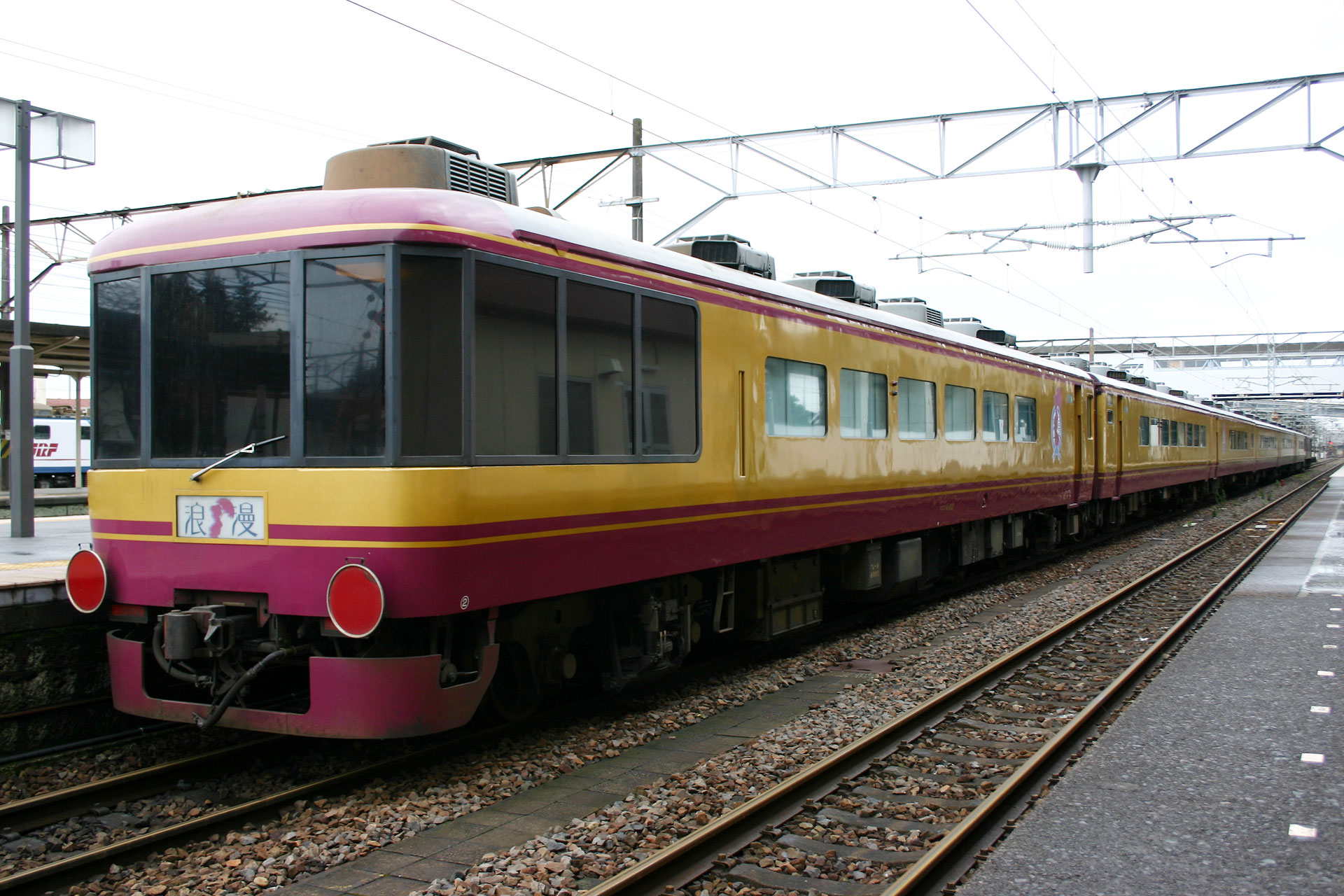
「浪漫」（2006年）

1995年に、老朽化した長野支社の12系和式客車「白樺」の代替として長野総合車両所で6両編成1本を改造し、「浪漫」と称した。

#### 「ゆとり」
欧風客車「サロンエクスプレス東京」は1997年に和式客車に再改造され、愛称も「ゆとり」に変更された。編成は7両編成から6両編成に短縮し、外されたオロ14 702は上沼垂運転区に転出した。

### JR西日本のジョイフルトレイン改造車

#### 「あすか」

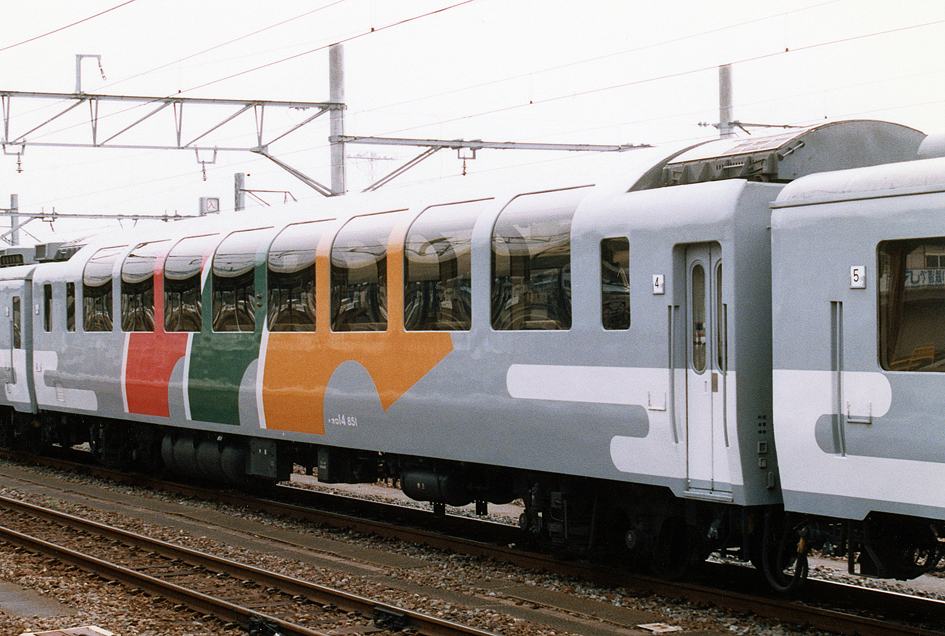
「あすか」4号車 オロ14 851

「みやび」の事故廃車代替としてJR化後の1987年に改造された「あすか」は12系が主体であるが、14系寝台車のオハネ14 3からの改造によりオロ14 851が4号車のイベントカーとして登場した。1996年にリニューアル工事を受けた。
2016年10月18日 - 19日にかけて吹田総合車両所に廃車を前提とした回送がなされ、2018年3月31日付で廃車された。

## 運用

### 運用 (寝台車)
1971年に開発され、その年に急行「瀬戸」で試験的に運用された後、1972年3月15日国鉄ダイヤ改正から本格的に営業運転に投入された。このダイヤ改正では、途中駅で分かれて別々の目的地を目指す運行形態を採っていた「さくら」などの列車に、当初の開発計画のとおり投入された。その後も「いなば」・「紀伊」など多層建ての寝台列車にも投入され、24系の開発・運用開始後も同系とともに寝台列車の主力として使用された。
しかしその後、寝台列車は次第に需要が低迷するようになり、列車の廃止に伴って余剰となり始めた本系列も次第に活躍の場を狭めていった。また、北海道にみられた気動車併結列車も2007年10月のJR北海道ダイヤ改正での「まりも」の臨時列車化に伴い定期運用がなくなった。2010年3月13日のダイヤ改正で、寝台特急｢北陸｣が廃止されたことにより、特急列車での定期運用はなくなり、最後まで残っていた定期列車急行｢はまなす｣も、2016年3月21日の青森発をもって運行を終了した。
- 「はまなす」：青森駅 - 札幌駅

2009年（平成21年）3月まで多層建て列車として運転されていた、東京駅 - 門司駅間併結の「富士」・「はやぶさ」では、それぞれの編成内容を共通化することで、1つの編成について、熊本-「はやぶさ」-東京-「富士」-大分-「富士」-東京-「はやぶさ」-熊本という、14系の長所を最大限に活かした車両運用が行われていた点が注目された。
- 「はやぶさ」：東京駅 - 熊本駅
- 「富士」：東京駅 - 大分駅

| \| 号車 \| 1 \| 2 \| 3 \| 4 \| 5 \| 6 \| 7 \| 8 \| 9 \| 10 \| 11 \| 12 \| \| 喫煙・禁煙 \| 喫煙席 \| 喫煙席 \| 喫煙席 \| 禁煙席 \| 禁煙席 \| 禁煙席 \| 喫煙席 \| 喫煙席 \| 喫煙席 \| 禁煙席 \| 禁煙席 \| 禁煙席 \| \| 座席種類 \| B \| A1 \| B1 \| B \| B \| B \| B \| A1 \| B1 \| B \| B \| B \| \| 形式 \| スハネフ14形 または スハネフ15形 \| オロネ15形 3000番台 \| オハネ15形 2000番台 \| オハネ15形 \| オハネ15形 \| スハネフ14形 または スハネフ15形 \| スハネフ14形 または スハネフ15形 \| オロネ15形 3000番台 \| オハネ15形 2000番台 \| オハネ15形 \| オハネ15形 \| スハネフ14形 または スハネフ15形 \| \| 下り列車 \| ← 熊本 \| 「はやぶさ」 \| 「はやぶさ」 \| 「はやぶさ」 \| 「はやぶさ」 \| 東京 → \| ← 大分 \| 「富士」 \| 「富士」 \| 「富士」 \| 「富士」 \| 東京 → \| \| 上り列車 \| ← 大分 \| 「富士」 \| 「富士」 \| 「富士」 \| 「富士」 \| 東京 → \| ← 熊本 \| 「はやぶさ」 \| 「はやぶさ」 \| 「はやぶさ」 \| 「はやぶさ」 \| 東京 → \| |                                  |                     |                     |              |              |                                  |                                  |                     |                     |              |              |                                  |
| |                                  |                     |                     |              |              |                                  |                                  |                     |                     |              |              |                                  |
| 座席種別凡例 - A1=A寝台1人用個室寝台「シングルデラックス」 - B1=B寝台1人用個室寝台「ソロ」 - B=開放式B寝台 |                                  |                     |                     |              |              |                                  |                                  |                     |                     |              |              |                                  |
| 号車 | 1                                | 2                   | 3                   | 4            | 5            | 6                                | 7                                | 8                   | 9                   | 10           | 11           | 12                               |
| 喫煙・禁煙 | 喫煙席                           | 喫煙席              | 喫煙席              | 禁煙席       | 禁煙席       | 禁煙席                           | 喫煙席                           | 喫煙席              | 喫煙席              | 禁煙席       | 禁煙席       | 禁煙席                           |
| 座席種類 | B                                | A1                  | B1                  | B            | B            | B                                | B                                | A1                  | B1                  | B            | B            | B                                |
| 形式 | スハネフ14形 または スハネフ15形 | オロネ15形 3000番台 | オハネ15形 2000番台 | オハネ15形   | オハネ15形   | スハネフ14形 または スハネフ15形 | スハネフ14形 または スハネフ15形 | オロネ15形 3000番台 | オハネ15形 2000番台 | オハネ15形   | オハネ15形   | スハネフ14形 または スハネフ15形 |
| 下り列車 | ← 熊本                           | 「はやぶさ」        | 「はやぶさ」        | 「はやぶさ」 | 「はやぶさ」 | 東京 →                           | ← 大分                           | 「富士」            | 「富士」            | 「富士」     | 「富士」     | 東京 →                           |
| 上り列車 | ← 大分                           | 「富士」            | 「富士」            | 「富士」     | 「富士」     | 東京 →                           | ← 熊本                           | 「はやぶさ」        | 「はやぶさ」        | 「はやぶさ」 | 「はやぶさ」 | 東京 →                           |

詳細としては「スハネフ14 (15) 形 - オロネ15形3000番台 - オハネ15形2000番台 - オハネ15形 - オハネ15形 - スハネフ14 (15) 形」1編成を、上り「はやぶさ」→下り「富士」→上り「富士」→下り「はやぶさ」とする運用を組み合わせる形で使用されていた。
車両の面から見ると「富士」「はやぶさ」に使用されている14系の製造時の形式は、14系14形が5両（スハネフ14形0番台）、14系15形が9両（スハネフ15形・オハネ15形0番台）、24系24形が1両（オハネフ24形改造のスハネフ14 101）、24系25形が16両（オロネ15形3000番台・オハネ15形2000番台・オハネ15形1100番台）とすでに廃車となっている20系客車を除く寝台特急用客車の全形式にわたっていた。
趣味的な観点であるが、銀帯の車両が多数派となっている中で、元が白帯であるスハネフ14形や更新改造時に銀帯（ステンレス）を白帯（塗装）に変更した15形車両が存在するため、帯の色が統一された編成となることはほとんどない。2008年3月現在、スハネフ14形、スハネフ15形の一部、オハネ15形1100番台が白帯、スハネフ15形の一部、オハネ15形0番台、オハネ15形2000番台、オロネ15形3000番台が銀帯となっていた。

### 運用 (座席車)
製造当初より定期列車での特急列車運用はなく、臨時特急「しおじ」・「つばさ」・「踊り子」など、臨時列車用として使用された。
1975年3月のダイヤ改正より、新大阪・大阪と九州方面を結ぶ夜行急行列車である「雲仙」「西海」「阿蘇」「くにさき」の4列車に使用されることになり、同系列としては初めて定期列車運用となった。その後も臨時特急・急行列車中心に使用され、1980年10月改正では前述の急行列車が廃止となって一時的に定期列車の運用が消滅したが、廃止による余剰車を北海道向けに改造して急行「ニセコ」の旧形客車を置き換えてから、次第に定期列車への使用が増えていった。
14系各寝台車とは車体断面は大きく違うが、そもそも寝台車のほうが先に製造された後に座席車へシステムが応用されたため完全な互換性がある。そのため北陸トンネル火災事故後のスハネフ14形防火対策工事や名古屋駅「紀伊」機関車衝突事故での車両代替としてスハフ14形を連結したほか、1983年から1984年にかけてB寝台車の2段寝台化改造の際には、再びスハフ14形とオハ14形が編成に組み込まれた。

こうした座席車と寝台車の混結は1980年代以降の夜行急行列車のうち、寝台車を連結していた列車を10系客車やそれ以前の旧形客車から置き換える際にも多く見られるようになった。さらに進化した形として夜行高速バスとの競争力を要求されていた新大阪発着の九州方面寝台特急のうち、1986年より「あかつき」の佐世保編成中にオハ14形1両を連結していた。1990年にはグリーン車並みの座席を、3列独立配置とした「レガートシート」が登場。長崎編成に組換えのうえ編成位置も端に寄せられた。しかし、1980年代以降は急行列車の特急格上げや廃止が進み、12系客車とともにジョイフルトレインなどに改造される車両が出始めた。

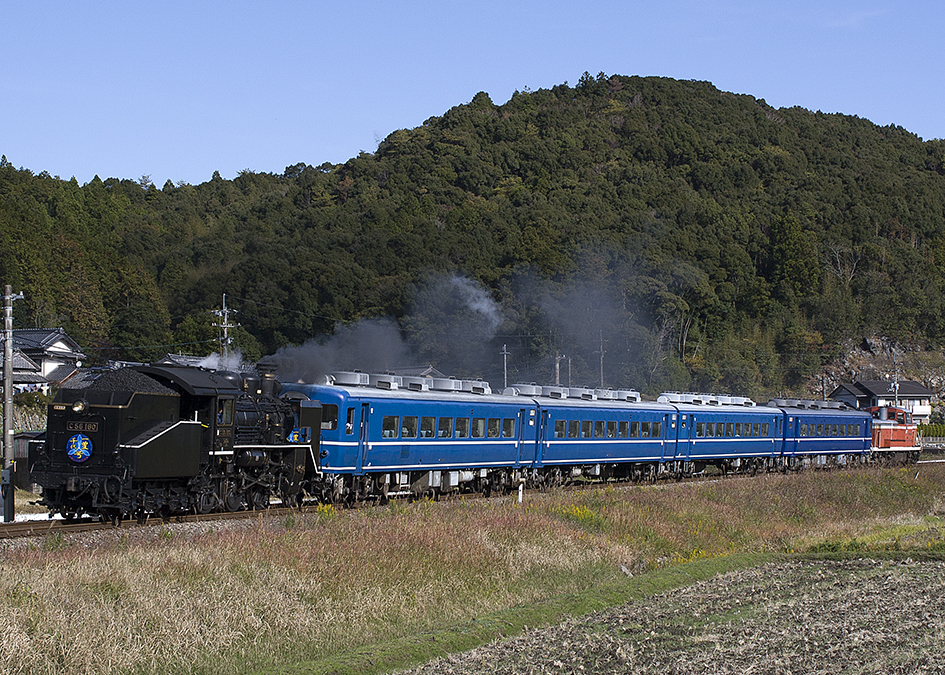
SL急行「土佐二十四万石博一豊&千代号」
（2006年 斗賀野駅付近）

1987年のJR分社後は、それ以前に配置がされなかったJR四国を除く各社に承継された。配置がなかったJR四国には2005年5月にJR東海が所有していたスハフ14 1・5・オハ14 1・オハフ15 1の合計4両の譲渡を受けて高松運転所に配属された。これにより14系座席車はJR旅客6社すべてに配置されたことになる。しかし、1994年にJR九州の車両はすべて廃車となり、2002年にJR東日本では保有していたジョイフルトレイン以外の14系座席車をすべて廃車している。また、1994年には第三セクター鉄道の樽見鉄道にもJR東海が所有していた車両の譲渡を受けて5両が移籍し、通学や花見輸送などに用いられたが、2006年3月末日に廃車された。2015年12月14日に高松運転所の14系が先に廃車され同所構内に放置されていた元ムーンライト高知用の12系（2010年廃車）・キロハ186-1（2013年廃車）ともども多度津工場に回送されている。また前述通りに2016年3月21日始発基準で運行終了した「はまなす」用車両のうち、同年4月11日に座席車10両が陣屋町に回送され、さらに同年4月12日にも座席車5両が苗穂工場へ回送され、15両とも同年4月30日付で廃車された。
なお、JR北海道所属車のうち4両（スハフ 14 502・スハフ 14 557・オハ 14 511・オハ 14 535）は、大井川鐵道への譲渡が決定し、2016年6月8日にフェリーでの航送準備がされた。スハフ14形2両は翌日の6月9日に、オハ14形2両は3日後の6月11日に搬入され、載線作業が行われた。
また、JR北海道所属車10両についてもタイ国鉄に譲渡されて、来年末より運行予定である。
2017年2月20日-22日に掛けて、JR北海道札幌運転所に所属していた4両が、東武鉄道への譲渡のため甲種輸送された。

### 現状
2023年4月1日時点で、2社に座席車のみ11両が在籍する。
- 北海道旅客鉄道
  - 釧路運輸車両所（4両）
    - オハ14形 : 519・526
    - スハフ14形 : 505・507

以上4両は「SL冬の湿原号」用改造車。
- 西日本旅客鉄道
  - 網干総合車両所宮原支所（7両）
    - オロ14形 : 706・707・708・709・710
    - スロフ14形 : 703・704

以上7両は「サロンカーなにわ」改造車。

## 廃車

### 廃車の状況（寝台車）
寝台車は1982年度から2017年度にかけて廃車された。
- 1982年（昭和57年）度
  - スハネフ14形 : 102（南シナ）
- 1992年（平成4年）度
  - スハネフ14形 : 2（熊クマ）
- 1994年（平成6年）度
  - オシ14形 : 13（熊クマ）
- 1996年（平成8年）度
  - オハネ14形 : 18・39・40・43・45・47・48・49・52・53（東オク）、706（熊クマ）
  - スハネフ14形 : 16・18・19（東オク）
  - オハ14形 : 701（広セキ）
- 1997年（平成9年）度
  - オハネ14形 : 7・8・10・11・12・13・19・20・23・24・701・702・703・704・705（崎サキ）、9（熊クマ）、21（東オク）、57・61・86・87（大ミハ）
  - スハネフ14形 : 21・22（東オク）、48・49（大ミハ）
- 1998年（平成10年）度
  - オハネ14形 : 5・26・27・28・30・31・34・37・38・56・58（米イモ）、60・62・64・76・77（大ミハ）、25・41・42・44・46・50・54・59・101・105（東オク）
  - オハネ15形 : 12（大ミハ）
  - スハネフ14形 : 7・8・9・10・17・38・103（東オク）、14・15・23・26（米イモ）、34・36・45・47（大ミハ）
- 1999年（平成11年）度
  - オロネ14形 : 1・2・3・4・5（崎サキ）
  - オハネ15形 : 27（京キト）
  - スハネフ14形 : 4・13（崎サキ）、39・40（東オク）、44（京キト）
  - オシ14形 : 2・3・7・8・12（崎サキ）
- 2000年（平成12年）度
  - オハネ14形 : 14（大ミハ）、80・90・102・103・104（東オク）
  - スハネ14形 : 751・753（東オク）
  - スハネフ14形 : 1（崎サキ）、33（東オク）
- 2001年（平成13年）度
  - オハネ15形 : 5・7・1112・1185（崎サキ）、13・17・18・19・21・22・34・35・36（大ミハ）
  - スハネ14形 : 754（東オク）
- 2002年（平成14年）度
  - オハネ15形 : 9（大ミハ）
- 2003年（平成15年）度
  - オハネ14形 : 33（大ミハ）
  - スハネ14形 : 757（東オク）
  - オハネ15形 : 10・11（大ミハ）、25（京キト）
  - スハネフ14形 : 25・50（大ミハ）、37（東オク）
  - スハネフ15形 : 5・6・9・10・11・13（大ミハ）
- 2004年（平成16年）度
  - オハネ15形 : 26（京キト）
  - スハネフ14形 : 24（京キト）
- 2005年（平成17年）度
  - オハネ15形 : 14・16・23・28・30・31・32・33・37・40・41・42（京キト）
- 2006年（平成18年）度
  - スハネフ14形 : 503（札サウ）
  - スハネフ15形 : 19（京キト）
- 2007年（平成19年）度
  - オハネ14形 : 501・502・504（札サウ）
  - スハネフ15形 : 8・15・17・18（京キト）
- 2008年（平成20年）度
  - オロネ14形 : 301・302・303（京キト）
  - オハネ15形 : 351・352・353（京キト）
  - スハネフ14形 : 501・502・504・505・506・507・508（札サウ）
  - スハネフ15形 : 3・4・7・12・14・16（京キト）
- 2009年（平成21年）度
  - オロネ15形 : 3002・3004・3005（熊クマ）
  - オハネ15形 : 1・2・6・1201・1202・2001・2003・2005（熊クマ）
  - スハネフ14形 : 3・5・12（熊クマ）
  - スハネフ15形 : 1・21（熊クマ）
- 2010年（平成22年）度
  - オロネ14形 : 703（東オク）
  - オハネ14形 : 63・82・89・91（東オク）
  - スハネ14形 : 701・703・752・755（東オク）
  - スハネフ14形 : 20・28・29・30・31・32・35（東オク）
  - オロネ15形 : 3001（熊クマ）
  - オハネ15形 : 1102・1246・2004（熊クマ）
  - スハネフ14形 : 6（熊クマ）
  - スハネフ15形 : 2（熊クマ）

熊クマの6両分は2010年3月29日にマレーシア鉄道公社に譲渡[41][27]。
- 2013年（平成25年）度
  - オロネ14形 : 701・702（東オク）
  - オロネ15形 : 3006（熊クマ）
  - オハネ15形 : 3・4・1122・1204・2002（熊クマ）
  - スハネ14形 : 702・756・758・759（東オク）
  - スハネフ14形 : 27（東オク）、101（熊クマ）
  - スハネフ15形 : 20（熊クマ）
- 2015年（平成27年）度
  - スハネフ14形 : 551・552（札サウ）
  - スハネフ14形 : 11（熊クマ）

九州鉄道記念館に保存[42][27]。
- 2017年（平成29年）度
  - オロ14形 : 851（近ミハ）[27]

### 廃車の状況（座席車）
1986年から2016年度までの廃車状況である。

#### 国鉄時代
- 1986年（昭和61年）度
  - オロ14形 : 801・802・803・804・805（大ミハ）
  - スロフ14形 : 801・802（大ミハ）

ジョイフルトレイン「みやび」用、余部鉄橋の転落事故により1987年2月10日付で廃車[42][注 28]

#### JR分割後
- 1993年（平成5年）度
  - オハ14形 : 2・6・11・14・17（海ミオ）、98・99・100・101・102・103・104・105（熊クマ）
  - スハフ14形 : 28・29（熊クマ）
  - オハフ15形 : 2・3（海ミオ）、26・27（熊クマ）
- 1994年（平成6年）度
  - オハ14形 : 5・8・13（海ナコ）
  - スハフ14形 : 2・4（海ナコ）

樽見鉄道への譲渡車。
- 1995年（平成7年）度
  - オハ14形 : 9・18・20・37・42・43・44・50・51（盛アオ）
  - オハフ15形 : 5・6・10・14・15・24（盛アオ）
- 1996年（平成8年）度
  - オハ14形 : 54・58・63（東オク）、516・522・523・524・525（札サウ）
  - スハフ14形 : 552・553・558・559・560・561（札サウ）
- 1997年（平成9年）度
  - オハフ15形 : 9（盛アオ）
- 1998年（平成10年）度
  - オハ14形 : 55・56・59・60・62（長ナノ）、122・123・124・127・128・129（東オク）
  - スハフ14形 : 16（長ナノ）、554（札サウ）
  - オハフ15形 : 16・17・48・50（東オク）
- 1999年（平成11年）度
  - オハ14形 : 7・10・12・15・16（海ミオ）、52・53・204（盛アオ）
  - スハフ14形 : 3（海ミオ）、48・49（盛アオ）
  - オハフ15形 : 4（海ミオ）、32・33・34・41（東オク）
- 2000年（平成12年）度
  - オハ14形 : 21・23・24・25・39・49・202・203（盛アオ）、66・67・68・69・70・71・72・73（新カヌ）、92・93・94・95・96・97（東オク）、139・140・144・145（海ミオ）
  - スハフ14形 : 6・7・12・63（盛アオ）、14・401（東オク）、15（長ナノ）、19（新カヌ）、701（海ミオ）
  - オハフ15形 : 18・19（新カヌ）、25・43・49（東オク）、36（海ミオ）、52・53（盛アオ）
- 2001年（平成13年）度
  - オロ14形 : 711・712・713・714（東オク）
  - スロフ14形 : 705・706（東オク）
  - オハ14形 : 22・26・38・40・41・90・91・205・206・207・208・209（盛アオ）、89・173（広セキ）、254（大ミハ）
  - スハフ14形 : 13・46・47・54・58・62（盛アオ）、20（新カヌ）
- 2002年（平成14年）度
  - オハ14形 : 134・136・168・169・187・188・200（東オク）、176（広セキ）、501・506・509・514・517・518・520・521・528・529・530・532・533・534・536・539（函ハコ）、1702（新カヌ）
  - スハフ14形 : 61（東オク）、503・504（函ハコ）
  - オハフ15形 : 20（岡オカ）
- 2003年（平成15年）度
  - オハ14形 : 74・75・76・78・79・80・81（岡オカ）、125・166・167・189・190・195・196・197・198・199・201（東オク）、203・205・255（大ミハ）、513（函ハコ）
  - スハフ14形 : 26・27・36・39・40・41・45・59・402（東オク）
  - オハフ15形 : 21（岡オカ）
- 2004年（平成16年）度
  - オハ14形 : 114・117・701・702・703・704（海ミオ）
  - スハフ14形 : 33（海ミオ）
  - オハフ15形 : 701（海ミオ）
- 2006年（平成18年）度
  - オロ14形 : 801・802・803・804・805（長ナノ）
  - スロフ14形 : 801・802（長ナノ）

ジョイフルトレイン浪漫用
- 2007年（平成19年）度
  - オハ14形 : 28・48・88（広セキ）、77（大ミハ）
  - スハフ14形 : 23（大ミハ）
  - オハフ15形 : 7・11（広セキ）、201・203（京キト）、202・251（大ミハ）
- 2008年（平成20年）度
  - オロ14形 : 701・703・704・705（東オク）
  - オハ14形 : 301・302・303（京キト）
- 2009年（平成21年）度
  - オハ14形 : 165・207・208・258（大ミハ）、201・202・204・206・251・252・253・256（京キト）
  - スハフ14形 : 10・32（大ミハ）、201・203（京キト）
- 2010年（平成22年）度
  - オハ14形 : 185・227（大ミハ）
  - スハフ14形 : 11・202・204（大ミハ）
  - オハフ15形 : 23・42（大ミハ）
- 2015年（平成27年）度[43]
  - スロフ14形 : 701・702（東オク）
  - オハ14形 : 504・505・511（札サウ）、1（四カマ）
  - スハフ14形 : 501・508（札サウ）、1・5（四カマ）
  - オハフ15形 : 1（四カマ）

高松運転所所属であった4両は東武鉄道へ2016年10月4日、10月5日付で譲渡され[44][45]、2017年8月10日より運行開始した「SL大樹」用客車として利用している[46]。また、札幌運転所所属であった4両（オハ14 511以外）は2017年2月東武鉄道への譲渡のために甲種輸送され[38]、当初は「SL大樹」用客車の部品取り用に留置されていたが[46]、うちスハフ14 501については2編成目確保の観点から整備して運行出来るようにしたほか、オハ14 505（元ドリームカー）が2019年4月13日から「SL大樹」に組み込まれて運行されている[47]。
- 2016年（平成28年）度[48]
  - オハ14形 : 503・507・508・510・512・515・531・535（札サウ）
  - スハフ14形 : 502・506・509・551・555・556・557（札サウ）

札幌運転所所属であった4両は大井川鐵道に譲渡されているが運行の目処は経っていない[49]。

## 譲渡

### 日本国内

#### 樽見鉄道

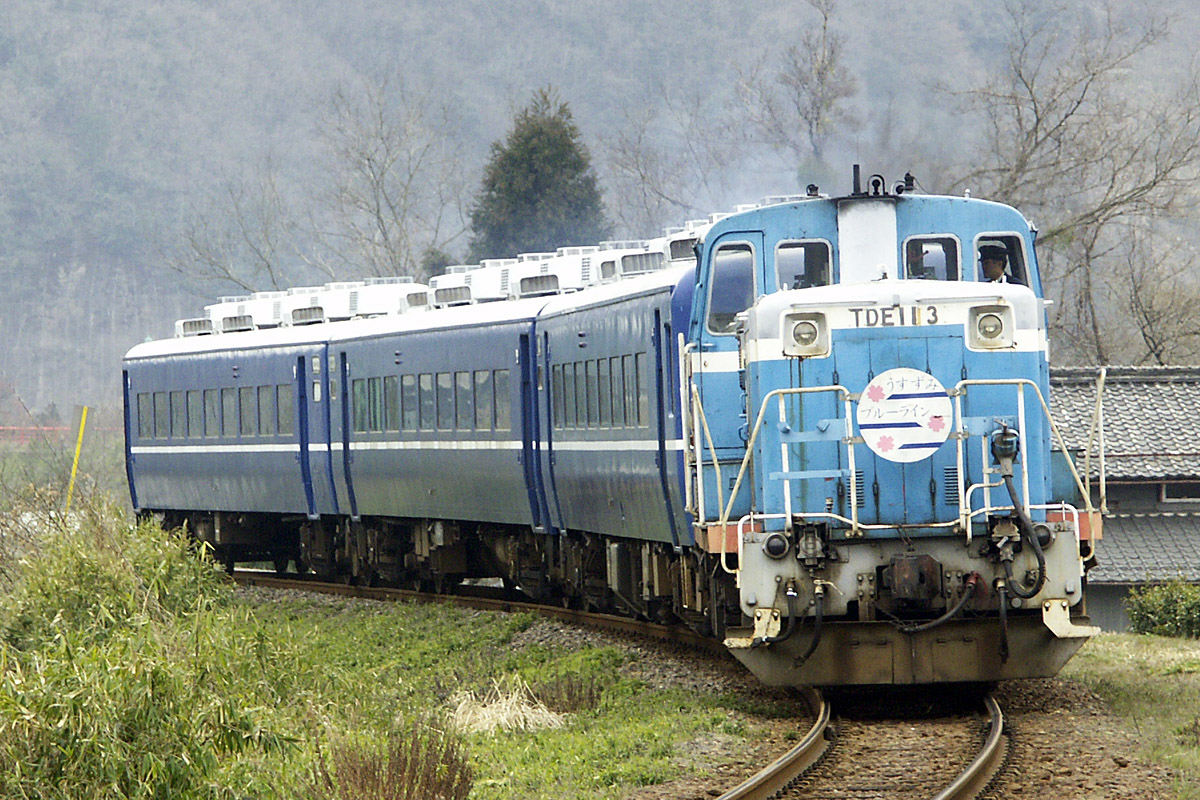
TDE113に牽引される樽見鉄道2000形

樽見鉄道には1994年4月1日にJR東海が所有していた14系座席車5両（オハ14 5・8・13、スハフ14 2・4）が譲渡され、オハ2000形・スハフ2200形として通学や花見輸送などの輸送力列車に用いられたが、2006年3月に廃車となった。

#### 東武鉄道

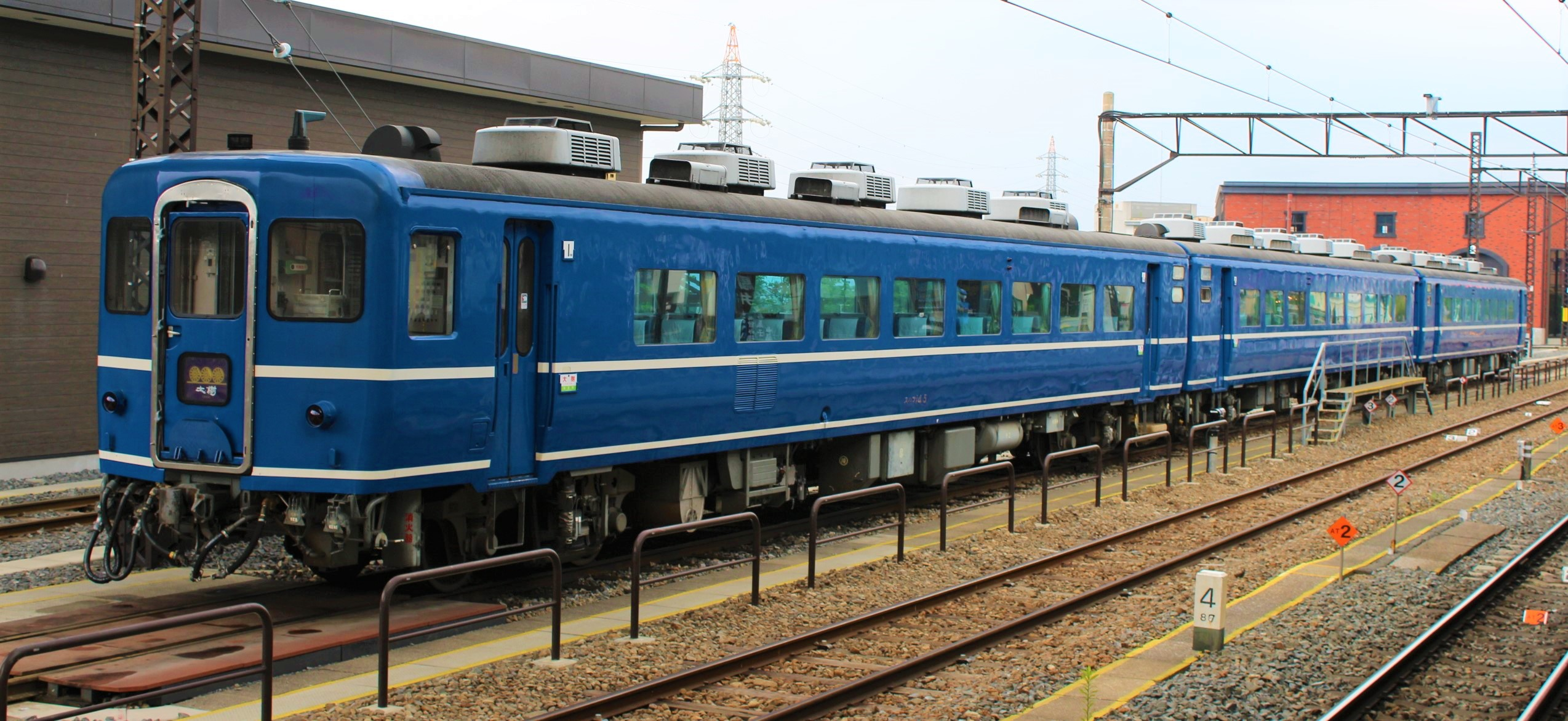
東武鉄道へ譲渡された車両

東武鉄道は蒸気機関車の復活運転を目的として、JR四国高松運転所に所属していた14系0番台座席車4両（スハフ14 1・5、オハ14 1、オハフ15 1）を2015年5月に、JR北海道札幌運転所に所属していた14系500番台座席車4両（オハ14 504・505、スハフ14 501・508）を2017年2月にそれぞれ譲受した。形式名に変更はない。
2017年8月10日に列車の名称が「大樹」（たいじゅ）に決定した。
当初は、元JR北海道車14系4両は部品取り用として未入籍であったが、オハ14 505が「ドリームカー」仕様のまま2019年4月13日に、スハフ14 501が0番台と同様の内装に復元の上2020年7月30日にそれぞれ入籍し、運行を開始している。
スハフ14 5と501はぶどう色2号に塗装変更された。

#### 大井川鐵道

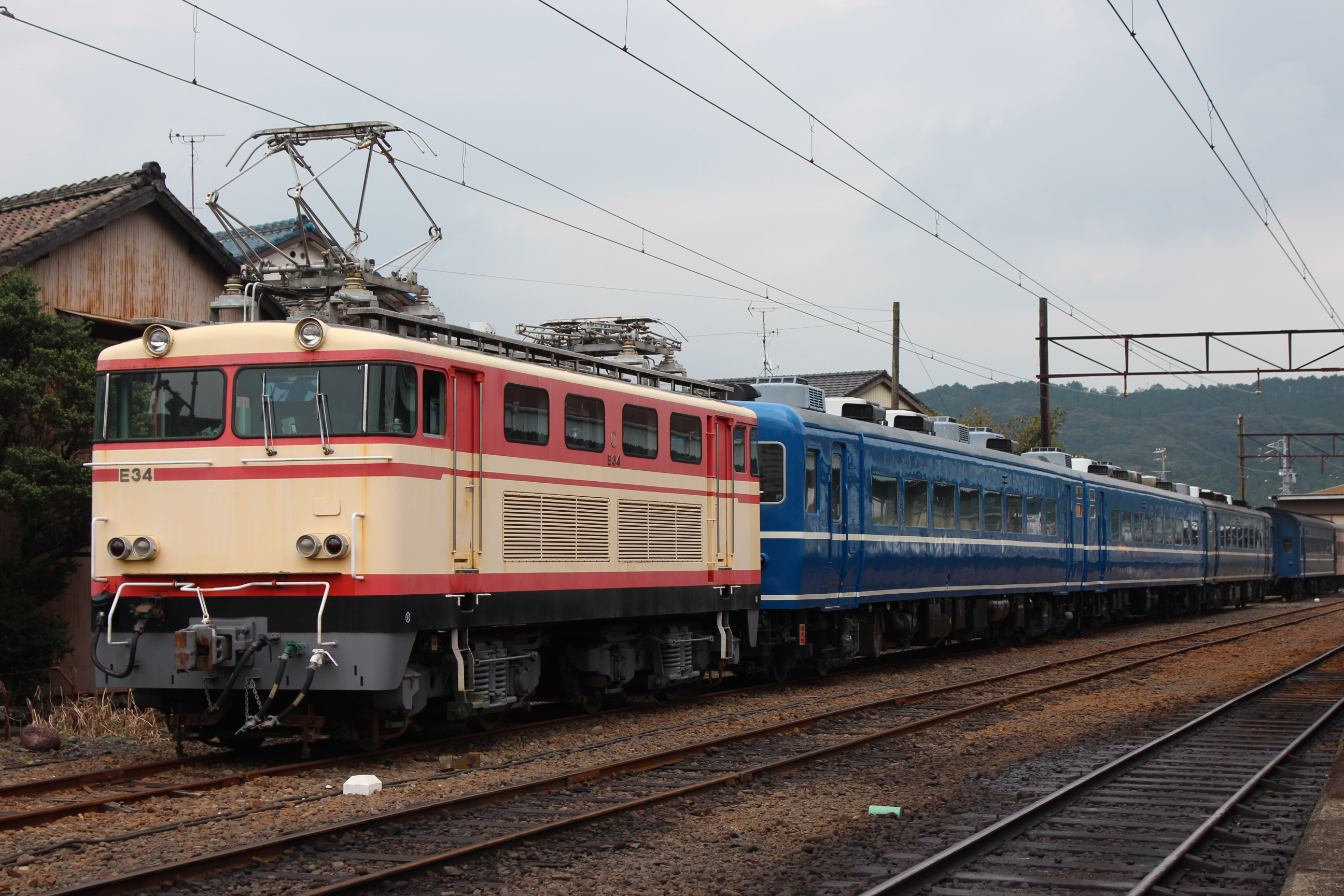
新金谷駅構内でE31形E34と展示される元「はまなす」用の座席車

大井川鐵道はJR北海道より元「はまなす」用の14系座席車4両（スハフ14 502・557、オハ14 511・535）を購入した。2016年6月11日に搬入・載線作業が行われ、運用開始は2017年6月としていたが、2021年現在も運用に入っていない。2018年3月から別途で譲渡購入した元「SLやまぐち号」用12系の留置場所確保のために千頭駅で留置されている。また2025年7月に譲渡購入した元「SL北びわこ号」用12系の運行状況に応じて整備することも検討すると発表された。

### 日本国外

#### タイ国有鉄道
JR西日本からタイ国鉄に対し、2004年（14系20両）と2008年（24系寝台車28両、14系寝台車4両）とJR北海道から2016年（14系500番台仕様座席車10両）の3回にわたり、廃車となった寝台車および座席車計52両が譲渡された。タイの鉄道は1m軌間であるため導入に当たって台車の改造を行っている他、低床ホームに対応するためのステップ増設・トイレ改造（タイ式文化に合わせ、汚物タンクを撤去した）・塗色変更（妻面を警戒色に変更。側面は日本時代と同じ塗色）などを行って使用されている。全長や全幅などが従来のタイ国鉄車両の規格を超えるため、運用区間は限定されている。また現地にて12系などと発電セットを交換することも頻繁で、一部には25形寝台車にも発電セットを積み14系15形然とした改造をしたものも発生した。また、一部は貴賓車に改造されている。2024年には2016年譲渡車をベースに観光列車として改装された「ロイヤルブロッサム」5両編成がデビューした。

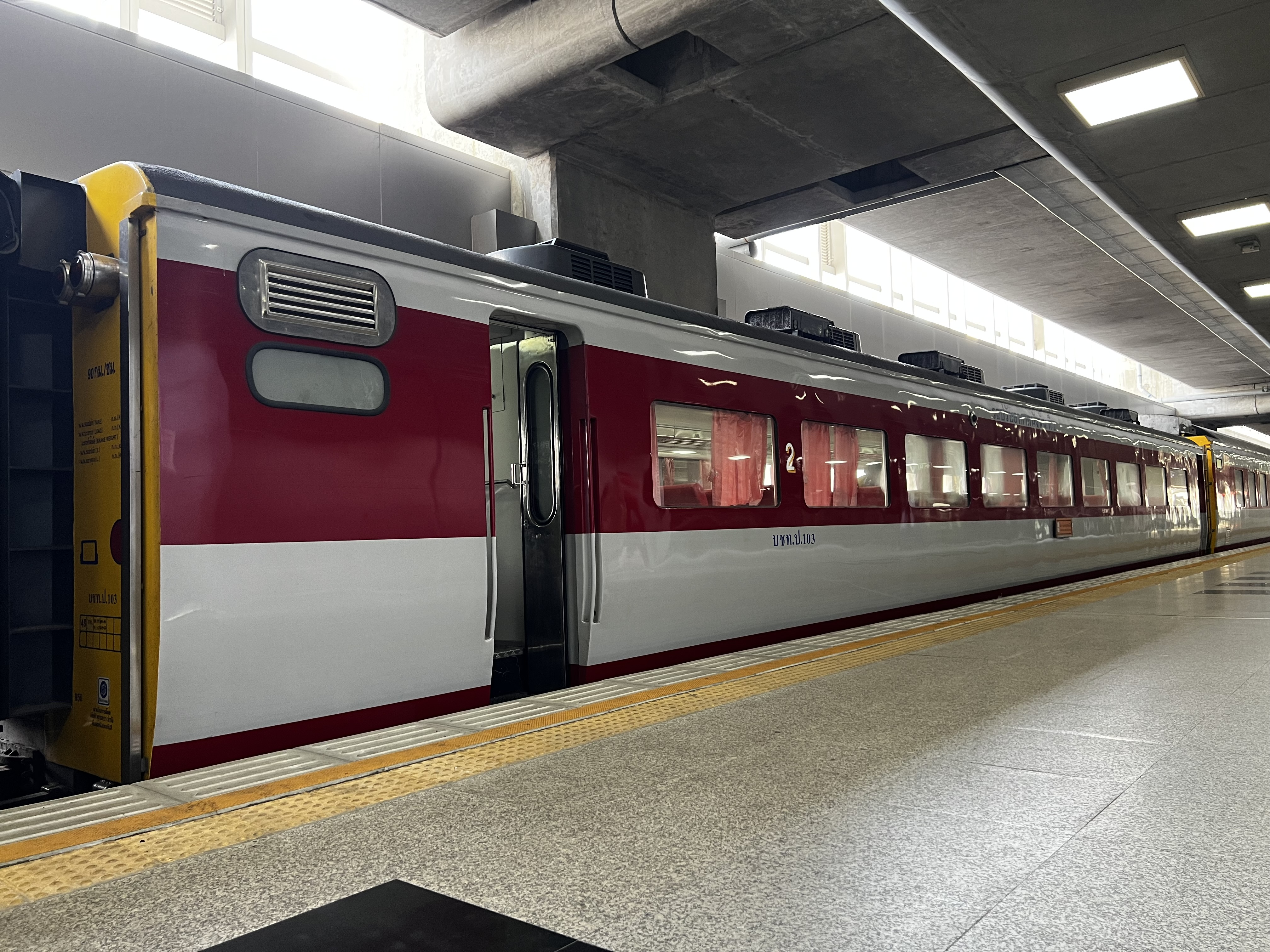
タイの国鉄の新しい塗装テーマ (オハ14形 : 76 / タイ国鉄A.S.C.103)
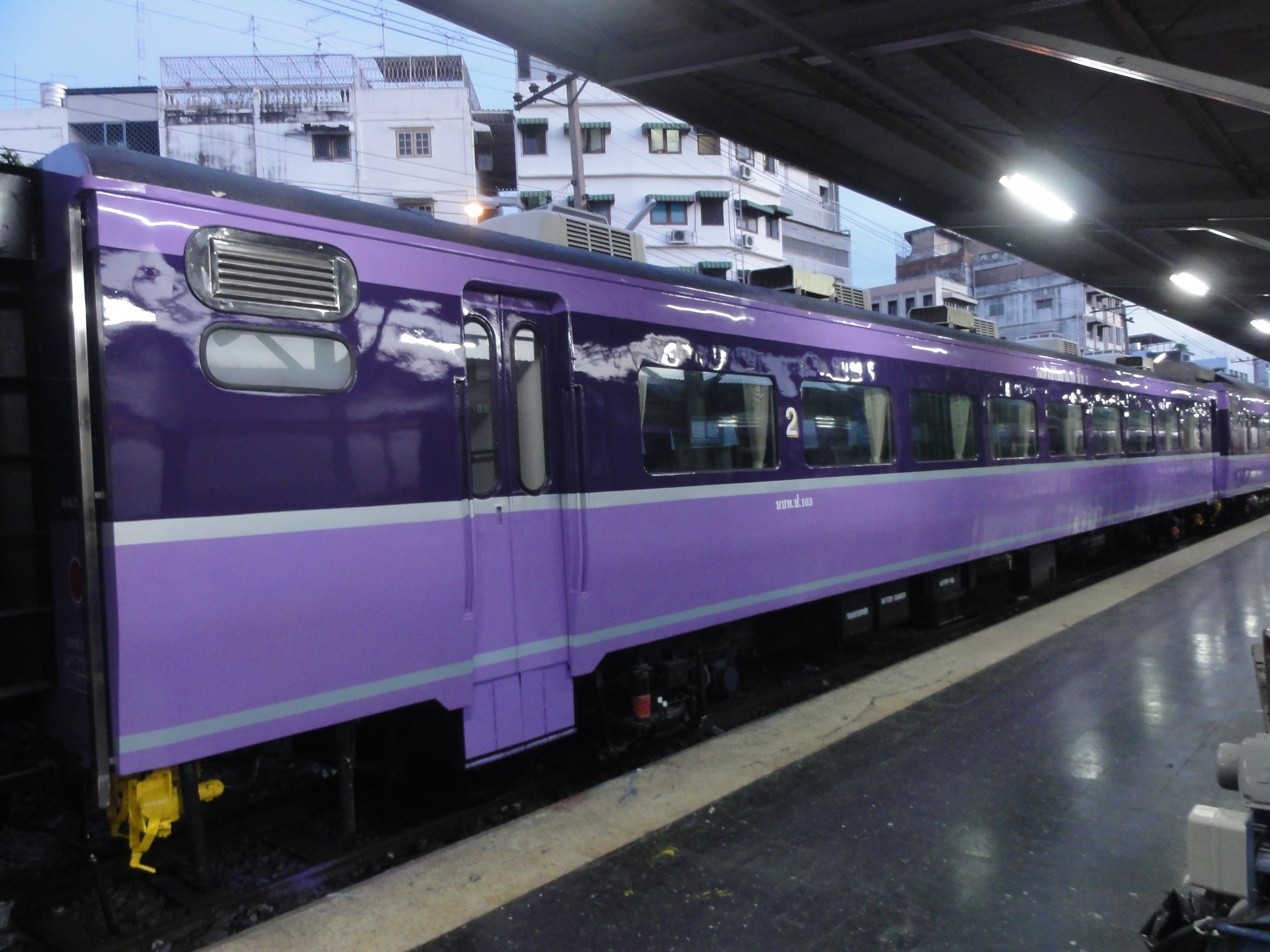
タイの国鉄の古い塗装テーマ  (オハ14形 : 76 / タイ国鉄A.S.C.103)
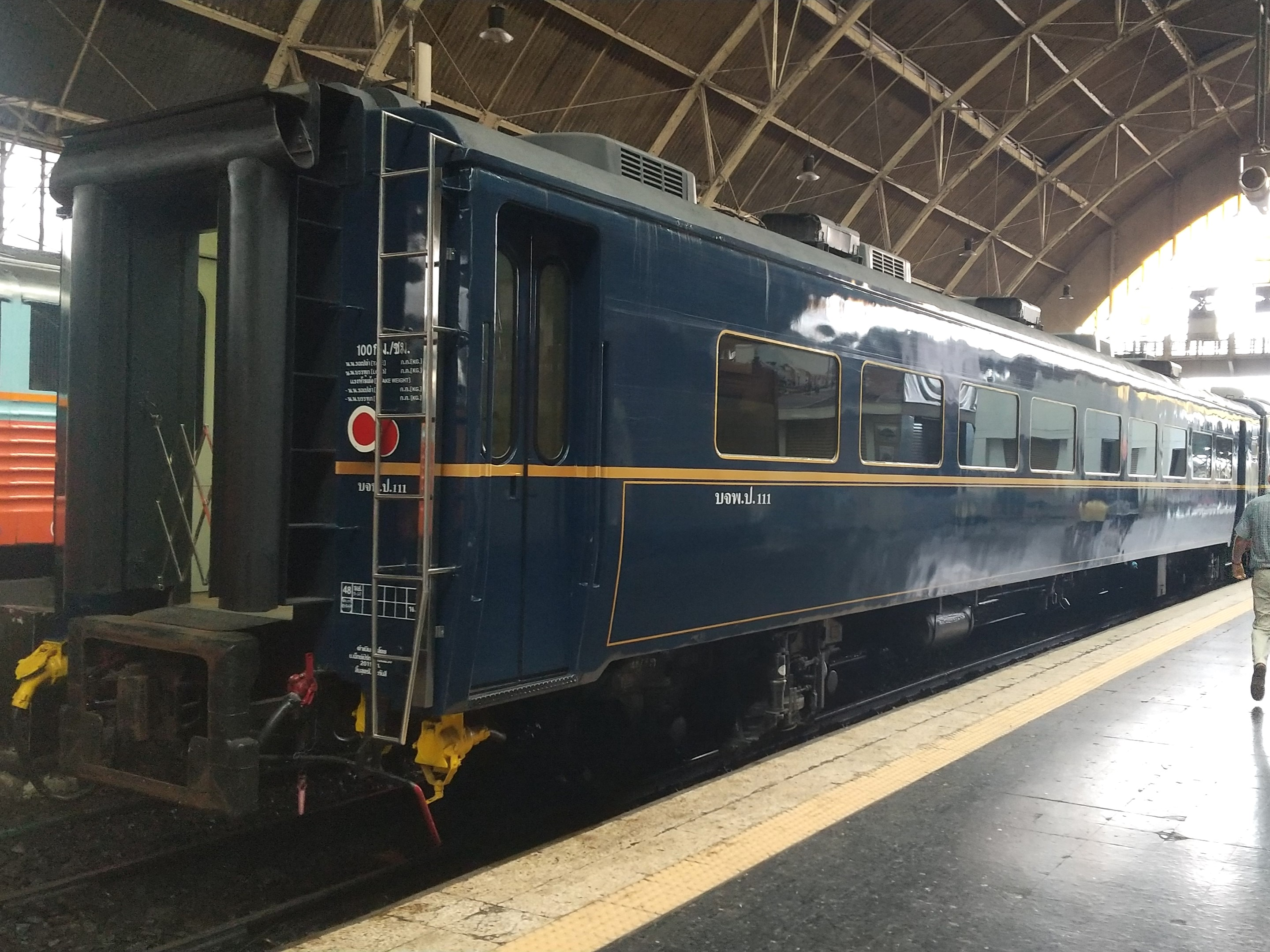
予約サルーンカー (オハ14形 : 75 / タイ国鉄A.R.S.111)
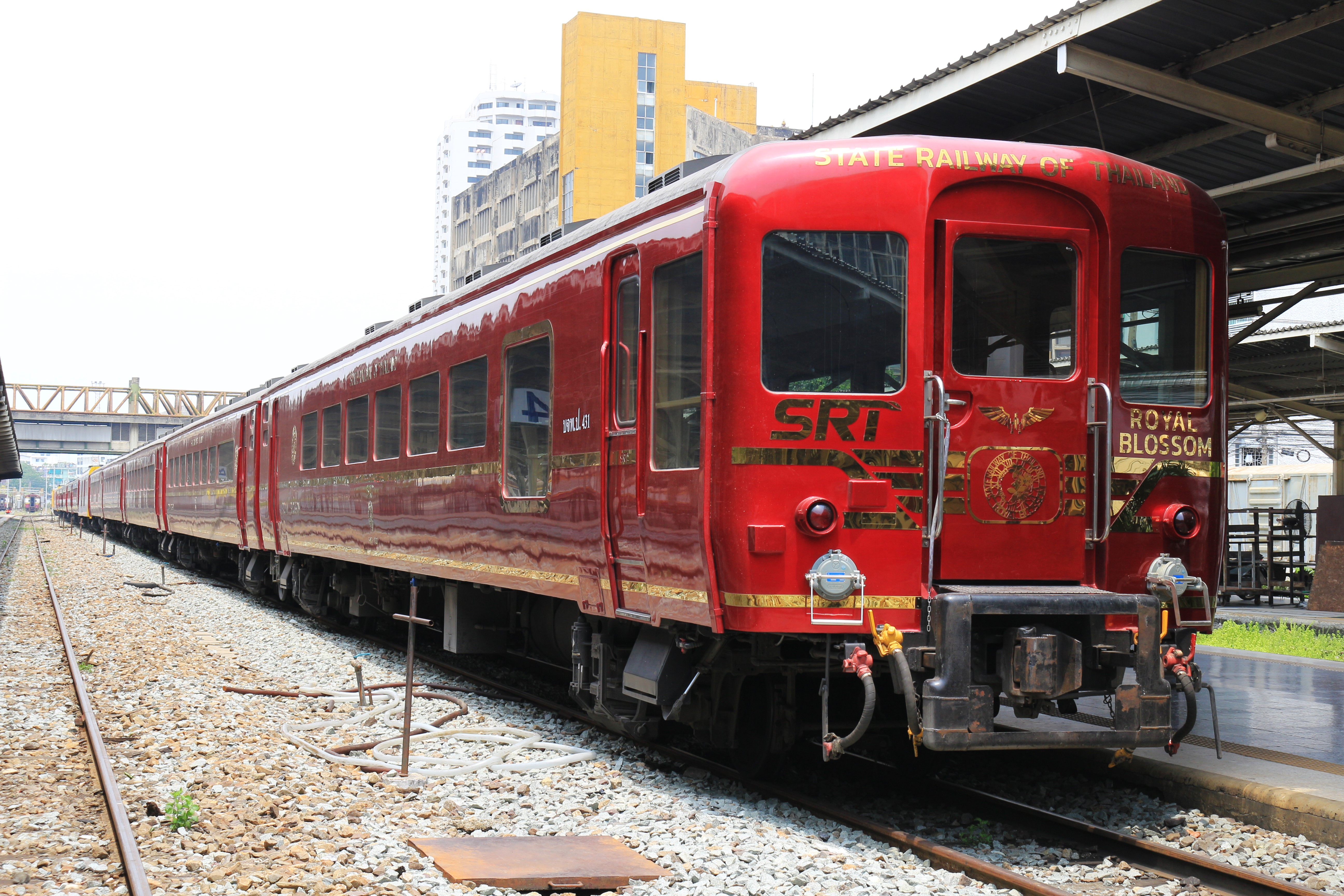
観光列車「ロイヤルブロッサム」

- 2004年譲渡車
  - オハ14形 : 74（タイ国鉄A.S.C101）・75（タイ国鉄A.S.C102）・76（タイ国鉄A.S.C103）・78（タイ国鉄A.S.C104）・79（タイ国鉄A.S.C105）・80（タイ国鉄A.S.C106）・81（タイ国鉄A.S.C107）（オハ14 80 : 2009年事故廃車）
  - オハフ15形 : 21（タイ国鉄A.S.C108）
  - オハネ14形 : 33（タイ国鉄A.N.S101）
  - オハネ15形 : 10（タイ国鉄A.N.S102）・11（タイ国鉄A.N.S103）・25（タイ国鉄A.N.S104）
  - スハネフ14形 : 25（タイ国鉄A.N.S105初代）・50（タイ国鉄A.N.S106初代）
  - スハネフ15形 : 5（タイ国鉄A.N.S107初代）・6（タイ国鉄A.N.S108初代）・9（タイ国鉄A.N.S109初代）・10（タイ国鉄A.N.S110初代）・11（タイ国鉄A.N.S111初代）・13（タイ国鉄A.N.S112初代）
- 2008年譲渡車
  - スハネフ15形 : 8（タイ国鉄A.N.S203）・15（タイ国鉄A.N.S204）・17（タイ国鉄A.N.S205）・18（タイ国鉄A.N.S206）
- 2016年譲渡車
  - オハ14形 : 503・507・508・510・531
  - スハフ14形 : 506・509・551・555・556

#### フィリピン国鉄
また、JR東日本からも14系座席車5両がフィリピン国鉄に譲渡されたが、運用を終了している。
- 2000年譲渡車
  - オハ14形： 53（フィリピン国鉄7A2003）・54（フィリピン国鉄7A2004）・204（フィリピン国鉄7A2004）
  - スハフ14形：48（フィリピン国鉄7A2001）・49（フィリピン国鉄7A2002）

2010年度にJR東日本からフィリピン国鉄に譲渡された14系寝台車（旧・北陸用）は南方線でビコール・エクスプレスとして、2010年6月29日にマニラ - ナガ区間の運行を開始したが、2012年10月の台風で運休。路線は復旧工事完了したものの、2018年1月現在で運行再開の政府許可が降りていない。また、14系客車自体が老朽化しており留置状態が続いている。その内の4両がカロカーン車両工場屋外に留置されたままである。
- 2010年譲渡車
  - 元JR東日本車（フィリピン譲渡・2018年1月現在はPNR14系として、PNR先頭付属以外の車番変更なし）[62][63]
    - オハネ14形：63・82・89・91（89号車はカロカーン車両工場屋外に留置、車番は外されている）
    - スハネ14形：752・755
    - スハネフ14形：28・29・30・32

#### マレーシア鉄道公社
2010年3月29日には、JR九州のオロネ15形1両・オハネ15形3両・スハネフ14形1両・スハネフ15形1両の寝台車6両も廃車扱いにされ、谷山港からマレーシア鉄道公社へ譲渡された。
2010年11月にJR西日本は「ムーンライト九州」「リゾート&シュプール」などに使用されていた座席車7両をマレーシア鉄道公社に譲渡すると発表した。
- 元JR西日本車[65][63]
  - オハ14形：185（マレーシア鉄道公社の車籍不明）・257（マレーシア鉄道公社BSC2005）
  - スハフ14形：11（マレーシア鉄道公社BSC2002）・202・204（当2両はマレーシア鉄道公社の車籍不明）
  - オハフ15形：23（マレーシア鉄道公社BSC2003）・42

- 元JR九州車[41]
  - オロネ15形：3001（マレーシア鉄道公社BDNF101）
  - オハネ15形：1102（マレーシア鉄道公社BDNS2701）・1246（マレーシア鉄道公社BDNS2702）・2004（マレーシア鉄道公社BDNF1102）
  - スハネフ14形 :6（マレーシア鉄道公社BDNS2705）
  - スハネフ15形 :2（マレーシア鉄道公社の車籍不明）

## 日本国内の保存車
| 画像 | 番号                                    | 所在地                                                                           | 備考 |
| ---- | --------------------------------------- | -------------------------------------------------------------------------------- | --- |
|      | スハフ14 2                              |                                                                                  | 元樽見鉄道の車両で、カットモデル。                                                                                   |
|      | スハフ14 4                              | トロッコ嵯峨駅 ※解体済み                                                         | 元樽見鉄道の車両で、カットモデルだった。                                                                             |
|      | スハネ14 757                            | 茨城県東茨城郡大洗町 大洗キャンプ場 ※解体済み                                    | |
|      | オロネ14 703 スハネ14 703 スハネフ14 35 | 栃木県那須烏山市白久218-1 那珂川清流鉄道保存会                                   | |
|      | スハネフ14 20                           | 山梨県富士吉田市新町2丁目 下吉田ブルートレインテラス                             | 富士急行下吉田駅構内に設置。「北陸」の廃止まで使用されていた車両。                                                   |
|      | スハネフ14 11                           | 福岡県北九州市門司区清滝2丁目3-29 九州鉄道記念館                                 | |
|      | オハネ15 2003 オハネ15 6 スハネフ14 3   | 熊本県球磨郡多良木町大字多良木1534-2 ブルートレインたらぎ                        | くま川鉄道湯前線多良木駅前に設置、列車ホテルとして利用。                                                             |
|      | スハネ14 706                            | 熊本県菊池市 ※解体済み                                                           | オロネ25 3とともに保存されていた。                                                                                   |
|      | オロネ15 3005 スハネフ14 5              | 大分県日田市中ノ島635-1 日田天領水の里 元氣の駅 「寝台特急富士」展示場 ※解体済み | ED76形電気機関車91号機と連結された状態で屋根下に保存されていた。 2021年8月、老朽化のため機関車と共に解体撤去された。 |